# 嘘喰い
『嘘喰い』（うそぐい）は、迫稔雄による日本の漫画作品。2006年24号から2018年3・4合併号まで『週刊ヤングジャンプ』（集英社）にて連載された。2022年7月時点でシリーズ累計発行部数は1000万部を突破している。
2016年5月には連載10周年を記念して、実写映画化が発表された。2022年の公開を記念して、2021年にはスピンオフ漫画『嘘喰い -立会人 夜行妃古壱-』（うそぐい たちあいにん やこうひこいち）が『週刊ヤングジャンプ』にて連載され、2022年に『嘘喰いと賭郎立会人』（うそぐいとかけろうたちあいにん）のタイトルで単行本が刊行された。

## 概要
「嘘喰い」の異名を持つ天才ギャンブラー・斑目貘を中心に、絶大な権力を持つ秘密組織「賭郎」（かけろう）の下でギャンブルやゲームを行い、個性的な登場キャラクターたちが生死を賭けた頭脳戦を繰り広げる。
いわゆるギャンブル漫画であるが、頭脳戦だけではなく、暴力や権力にも重点が置かれているのが特徴であり、高度な駆け引きや心理戦のほかに、迫力のある戦闘シーンも多く、格闘漫画（アクション漫画）としての一面もある。

## あらすじ
多重債務者でパチンコ屋に入り浸る冴えない青年・梶隆臣はパチスロの演出がわからずに戸惑っていた青年・斑目貘にアドバイスする。それによって大勝ちできたという貘は恩返しとして梶の債務整理や返済を手伝い、その過程で梶は貘が凄腕のギャンブラーであると知る。さらに梶は命すら対象にするギャンブルや、それを成立させるために立会人を派遣する秘密組織「賭郎」（かけろう）の存在を知らされる。そして、貘の正体はかつて賭郎で「嘘喰い」と呼ばれ恐れられた天才ギャンブラーであり、賭郎の長・お屋形様の座を奪い取る大勝負「屋形越え」に敗れ、すべてを失った男であった。貘は梶を相棒として力を取り戻し、再び「屋形越え」に挑むべく行動を起こす。

### 賭郎への復帰
貘と梶は不動産王の老人・九重の誘いで、彼が主催する廃ビル脱出ギャンブルに参加することを決める。しかし、それはギャンブルとは名ばかりの九重側が一方的な殺人を楽しむための代物であった。賭郎会員であった九重の依頼を受けて、ベテラン立会人の夜行妃古壱が派遣され、彼は貘が嘘喰いであることに気づくと、賞金1000万円の他に賭郎会員権を賭けることを認める。ゲームが始まると貘は巧みに九重側を騙し、彼の手下たちを仕留めていく。切り札のロデムことマルコも破られ、九重はビルの所有権といった全財産を奪われて完敗する。こうして貘は賭郎会員権と、自らの暴となるマルコを手に入れることに成功するが、自分ではなく梶を会員にする（廃ビル脱出ゲーム編）。
貘は梶の会員権を利用して別の会員との勝負の手配を賭郎に依頼し、現在無敗中の国際的なテロリスト・佐田国一輝との勝負が決まる。賭郎が所有する富士山麓の廃坑を舞台に、敗者は首を吊られて死ぬババ抜き「ハングマン」勝負となる。その裏では首都圏に対するミサイル攻撃によるテロを計画していた佐田国であったが、その背後にはさらにお屋形様や国際的な犯罪組織アイデアルなど様々な勢力の思惑が交差していた。貘は佐田国のトリックを見破って劇的な勝利を収め、テロも防ぐ。佐田国の会員権を手に入れて正式に賭郎に復帰した貘は、同時にかつての自分の専属立会人で、元零號の伽羅も仲間に引き入れる（廃坑のテロリスト編）。

### Lファイル争奪戦
貘と梶は、雪井出薫が主催する元手はいらずに大金を得られるという、卓上ゲーム「ラビリンス」を基にした「0円ギャンブル」に参加する。しかし、その正体は警察が、賭郎を利用して自分たちが隠蔽した迷宮入り事件の濡れ衣を着せるというものであった。負けた梶は奥多摩廃屋猟奇殺人事件の罪を擦り付けられ、伽羅や彼の元雇い主・カールと共に警察の捜査から逃亡する。一方、貘は雪井出のトリックを見破って完勝し、かつての「屋形越え」によって生じていた命の取立ての可能性を無くすことにも成功する。この事態を収拾するため、ギャンブルを管理するキャリア警察官僚の天真征一は貘に追加の勝負を持ち掛け、立会人・門倉は、警察庁地下の迷宮を使ったゲームを考案する。アクシデントが発生しつつも、これに勝利した貘は、天真が管理していた警察が隠蔽した事件の詳細が記されたLファイルを手に入れる（迷宮のミノタウロス編）。
一方、梶は自分の力で問題を解決しようとし、殺人事件の真犯人が羽山郁斗であることを突き止める。羽山を騙して無罪の証拠を手に入れようとする梶の策は失敗してしまうものの、羽山が主催するファラリスの雄牛を使った秒のカウントゲームに勝てば、証拠をもらえることになる。焼き殺される恐怖の中で梶は土壇場で羽山のトリックを見破り、自分の力のみで逆転勝ちする（雄牛の子宮編）。

### 「屋形越え」の条件集め
貘は、Lファイルの情報を使って人気テレビ番組「KY宣言」の司会、緒島ケンタを脅し、番組を乗っ取る。ファイルに記された犯罪者たちを密かにゲストとして集め、彼らが暴露を防ぐために争うマキャベリスト・ゲームを実施する。隠蔽に関わった賭郎も番組の妨害に挑もうとするが、結局、すべては貘の思惑通りに進み、ゲームを利用して「屋形越え」に必要な500億円も手に入れる（KY宣言編）。
しかし、貘の狙いは「屋形越え」に必要な「搦手」も集めることであり、旧電波塔であった帝国タワーをジャックし、「KY宣言」の放送を基にLファイルに記された権力者たちを脅す。同時に貘は「屋形越え」の「専属立会人が零號であること」の条件も満たすために自身の専属立会人となった妃古壱に、零號を目指すように発破をかける。密かに「屋形越え」の権利の横取りを企んでいた鞍馬蘭子も介入し、貘は彼女の部下の捨隈と「血の教誨師ドティの部屋」で戦うこととなる。しかし、捨隈の正体は賭郎の乗っ取りを企むアイデアルの工作員であり、ボスの側近であるクレイグも現れる。賭郎と警察機構や密葬課、妃古壱の號奪戦、様々な勢力の思惑が同時展開され、最終的に貘は勝利する。しかし、アイデアルはゲームの影で貘の500億円を奪い取り、彼の「屋形越え」は先の話になってしまう（業の櫓編）。

### 行方不明のお屋形様
現お屋形様こと切間創一は定期的な記憶喪失の発作という持病を抱えており、先の業の櫓編の終わりにおいて発症し、行方不明となっていた。創一は表向きの肩書きである蜂名直器を知る、防衛省職員の大船と再会し、彼が捜査中の防衛省機密漏洩事件を手助けすることを決める。手掛かりとなる城道から密輸船の船長レーシィの存在を知った2人は彼の船へと乗り込む。一方、梶もまた敏腕記者の横井に巻き込まれ、彼を手助けする形でレーシィの船へとやってきていた。大船や梶らを捕らえたレーシィは、船の出航と事件の証拠を賭けて、自身が得意とする大型画面でのバトルシップゲームで大船と戦う。梶や蜂名の支援で強烈な巻き返しをはかるも、結果として敗北する大船であったが、レーシィを狼狽させ、梶らと共に船から脱出することに成功し、蜂名の工作で密輸船も沈没する（バトルシップ編）。
不意のお屋形様の記憶喪失に備えて賭郎では、創一が、ある古本屋で絵本『はちの王子さま』を注文し受け取るという仕組みがあった。それを思い出した創一は古本屋に赴くが、そこでかつて会った青年・貘のことを思い出す。かつて同様に記憶喪失に陥った創一は、絵本を注文しようとするが、貘との勝負に負けて絵本を奪われたことがあった。そこで創一は貘に付きまとうようになり、貘は彼をハルと呼び始めた。当時の貘は最初の「屋形越え」に挑む条件を揃えている最中であり、自分がお屋形様と知らないハルもそれを手助けする。ハルは貘に並び立ちたいと思い、有名な賭郎会員の梟との勝負を貘の代理という形で勝手に受け、敗北した。しかし、立会人の栄羽が身代わりに命を落とすことで助かり、ハルは記憶を取り戻す。そして、貘の屋形越えに、お屋形様として立ちふさがり完勝したが、興醒めだとして命の取り立ては保留した（過去編）。

### 屋形越えの権利を賭けた戦い
古本屋にて蜂名こと記憶を失った創一は貘と再会する。その後、記憶を取り戻した創一に、アイデアルの首領ビンセント・ラロが連絡してくる。そこで創一は彼を呼びだし、貘・創一・ラロの三人が一堂に会する。立会人・弥鱈の下で、貘とラロの屋形越えの権利を賭けた「卍（ばん）勝負」が決定し、場所は孤島で現実に再現されているMMORPG「プロトポロス」、呼べる仲間は4人、期間は12月31日までの24日間とし、勝利条件は最後の日に最高位の「皇帝（カイザー）」になることと決まる。貘は仲間の一人に創一を指名し、彼はこれを受け、ゲームではハルと名乗る。
貘は梶・マルコ・伽羅の協力を得ながら、プロトポロスのゲームや各立会人が企画したギャンブルで勝ち、ラロの仲間たちを敗退させていく。そして、期間中盤においてゲームのルールを利用してラロが必ず敗北する事態に追い込むも、ラロもまた島外から武装した仲間たちを呼び寄せ、プロトポロスという場自体を歪め、逆転を目指す。勝負は最後のエア・ポーカー勝負で決まることとなり、貘は創一と協力し、ラロと梟のチームに勝利し、屋形越えに挑む権利を手に入れる。また、この勝負によって創一は自分の身体能力をコントロールする術を身に着け、「完璧」になったとして、貘の挑戦を真っ向から受ける決意をする（プロトポロス編）。

### 屋形越え
屋形越えを行うにあたって、その立会人は一人のみとされ、屋形越えの立会人を決めるハンカチ集め勝負が行われることとなる。立会人らはそれぞれの思惑や動機を腹に抱え、戦い合う。號奪戦からの連戦で負傷中の妃古壱は、圧倒的に不利な状態ながら、門倉を利用した賭けに勝ち、屋形越えの立会人となることが決まる（ハンカチ集め編）。
1月1日、運営者やプレーヤーたちは去った島内において、貘と創一は妃古壱が創案した究極の読み合い、ハンカチ落としをベースにした臨死ゲームで雌雄を決することになる。互いが己の総力を使って、読み合い、騙し合いを繰り出す中で、屋形越えが1月1日になることなど、実は最初からすべてを仕組んでいた貘が勝つ（ハンカチ落とし編）。

### ヴィゾームとの戦い
新しいお屋形様となった貘は、先の戦いで手に入れたラロの全財産から、彼も所属していたヴィゾームという国際的な犯罪シンジケートの存在を知る。そこで貘はシンバなど、ヴィゾームの幹部たちを順番にギャンブルで倒していくが、その最中にヴィゾーム創始者で貘とよく似た容姿のゴーネンに敗れ、直後の心臓発作で倒れる。
蘇生措置により、実は生きていた創一は、貘の後を継ぎ、再びお屋形様として立ち上がってヴィゾームに挑む決意をする。こうして、創一は、貘をも倒したゴーネンの前に立つ。
一方、その裏では生きていた貘が梶やマルコと共に何かを企てていた。不明瞭な貘の指示に梶をその意図を聞くが、貘がプランAと回答したところで物語は終わる。

## 登場人物
声の項はVOMIC版 / OAD版 / パチンコ版の声優。相違しない場合は省略。演の項は実写映画版の俳優。また、廃坑のテロリスト編は廃坑編、迷宮のミノタウロス編は迷宮編と略す。

### 主要人物
斑目 貘（まだらめ ばく）
声 - 森川智之 / 勝杏里 / 宮健一 / 演 - 横浜流星
主人公。凄腕のギャンブラー。通称「嘘喰い（うそぐい）」。B型。
かつて15歳で「賭郎」の会員となり、他の会員たちを蹂躙した天才ギャンブラーの青年。後述する屋形越えの失敗によって長らく姿を消していた。虚弱体質でこそあるが、並外れた頭脳と観察力を持ち、駆け引きも一流。セカンドディールなどのイカサマ技術、声帯模写といった技も持つ。その上で、最初から圧倒するのではなく、あえて相手のイカサマやブラフ、嘘に乗った上でそれを利用しての完全勝利を求める癖がある。一見すると、相手の術中にハマって窮地に陥っているように見えても、実のところすべて見抜いていたり、自身の大仕掛けを行うためのブラフであり、「相手のブラフ（嘘）を全て喰い尽す」ことから「嘘喰い」と呼ばれるようになった。勝利後の相手に言い放つ「あんた、嘘つきだね」が決め台詞。
物語開始の数年前となる2001年4月9日に屋形越えに挑んで失敗した過去を持つ。屋形越えの敗北者は即時命の取り立てがルールのところ、勝負内容に興醒めした創一によって執行を保留された状態となり、姿を消していた。本編開始後、梶を相棒として再び裏社会に現れ、再度の屋形越えに挑むべく行動を始める。廃ビル脱出ゲームで賭郎会員権とロデムを得る、廃坑編で正式に賭郎に復帰し伽羅を味方につける、迷宮編で屋形越えの過去を失効させると同時に搦手となるLファイルを手に入れるなど、出来事自体を通して盤石の準備を重ねていき、後にはそれらすべて偶然ではなく、貘の計画の内であったかのように描写される。かつての屋形越えの失敗すらもハルこと記憶喪失中の創一との出会いでわざとやったかのようになっており、警察がLファイルを作るきっかけすらも貘の働きかけがあった。唯一の誤算がアイデアルの介入であり、特に伽羅の死につながったことなど、エア・ポーカーの最後ではラロに激しい怒りを見せている。
「かり梅」（カリカリ梅）が大好物でよく持参し、勝負中にも食べている。後に伽羅は、貘がカリ梅を食べるのは、自分の仕掛けがうまくいったと確信した時と指摘している。また、ゲーム『プーヤン』の大ファンでしばしば言及する。
読み切り版では銀髪オールバックの風貌、一人称が「私」、喫煙者という特徴の持ち主となっている。また、誰にも気づかれずにモノをスリできるという特技を持つ。
梶 隆臣（かじ たかおみ）
声 - 神原大地 / 演 - 佐野勇斗
もう一人の主人公。貘の相棒。23歳。
多重債務者で闇金や消費者金融に追われていた青年。ひょんなことから貘と出会い、以後彼と行動を共にする。頭脳や度胸、身体能力もいたって普通の青年で、重度のお人好し。そのため、作中の異様なギャンブルを行うには頼りなさを見せるが、貘の傍らで修羅場を乗り越えていくと共に成長し、特にかつての梶を知る者からは驚嘆されるようになっていく。ただし、物語初期のまだ頼りないと見なされていた時でも、無意識に行ったことが貘の大きな助けになっていることが多く、貘から「キモ冴えている」と評される。
物語初期においては異常なゲームや出来事に巻き込まれる普通の人間として描かれ、貘の足を引っ張るようなことも多く、貘をよく知る者からは「なぜ梶を相棒としているのか」と言われる。しかし、梶の意図しない行動が結果として貘の手助けとなることがあり、特に廃坑編では梶の行動が相手のトリックを見破る手助けとなった上に劇的な逆転の演出にもつながる。迷宮編のように失敗することも多いが、貘の相棒となるべく自分から動くこともあり、やがて雄牛の子宮編やバトルシップ編では貘の手助けが無い状態から、相手のトリックを見破った上でそれを逆用して勝つという活躍を見せ、KY宣言編の行動は、後に横井やフロイドから高く評価される。プロトポロス編でも門倉など過去の彼を知る者からはその成長を非常に驚かれ、エア・ポーカーでは貘や立会人を含めた誰よりも最初に数字の秘密に気づいたかのような描写もあった。カールからは擬態の才能があると評され、非常事態には抜群の演技力を見せたり、間紙からはその本質は中立の人間も味方につけてしまう魅力にあるとされている。一方で、命を懸けた勝負でも非情に徹しきれず「矛盾遊戯」ではその甘さを利用されるという欠点があり、また後述の過去から自分より他者を優先する危うい側面がある。
幼少時から母親を筆頭とした周囲の大人達から虐待同然の扱いを受けており、そのために「自分から他人に喜ばれる行為」をすることで見捨てられない様に生きてきた。そのため、時としてそれらが強迫観念となって突き動かされてしまう事がある。また、彼が多重債務者だったのも母の借金を押し付けられていたのが理由であり、理不尽な目にあっていても、それを受けいれてしまっていた。
マルコ / ロデム
演 - 野村祐希
貘の「暴」。通称「廃ビルの悪魔」。
純真無垢な体躯の良い長身の青年。解離性同一性障害を持ち、注射をトリガーとして凶悪な人格・ロデムが目覚める。常人離れした身体能力を持ち、他を圧倒する高い「暴」を持つ。その一方で、精神年齢が低く幼い子供のような言動を取り、社会経験の無さや知識不足で周りを困らせたり、窮地に陥ることがよくある。背伸びして口調を作っており、語尾を間投助詞「○○よ」で結ぶことが多い。後述する廃ビル脱出編で完勝した貘によって彼と行動を共にするようになり、彼の「暴」として活躍する。
生まれはどこか日本国外の戦地であり、傭兵時代の九重が現地の集落を襲って攫った被検体の一人。幼少時から薬物投与などによる肉体改造や精神改造を受け続けた結果、殺人を好む人格・ロデムを宿す。それ以降、温和なマルコは用無しとされ、ロデムが信頼する息子かつ殺人兵器として九重に持て囃されていた。「廃ビルの悪魔」として九重を狙う鞍馬組を返り討ちにしたり、廃ビル脱出ゲームにおける最大の切り札として数多の人間を殺害してきたが、マルコとしての本心ではなく、ゲームに勝利した貘によって九重から解放される。
精神年齢が幼いがゆえの正義感を持ち、貘を信頼して行動する。類稀な戦闘能力を持ちながらも、優しいがゆえに非情に徹せず、相手を殺す気がないという点において格下相手に遅れを取ってしまうこともある。危機時には「ロデム」の覚醒によって状況を逆転させることもあるが、マルコ自身としてはロデムに頼ることをよく思っていない。
伽羅（きゃら）
元賭郎の零號立会人（当時の貘の専属立会人）。カールのボディーガード。後に貘らと行動を共にする。
作中屈指の戦闘能力を持ち、常に凶暴な雰囲気を醸し出す屈強な大男。元立会人として頭脳も優秀。後述の理由から今は賭郎に命を狙われる身であるものの、その伝説的な強さから現役の立会人から敬意されている面もある。廃鉱編で貘の敵側として登場するものの、その後、誘いを受けて貘らと行動を共にするようになる。普段も粗暴な言動だが、信頼している人間には意外なほど面倒見が良い。
元は香港の暗黒街出身で子供の時から同地のマフィアなどを相手に喧嘩に明け暮れていた（この頃の三鷹と面識がある）。その後、能輪美年に立会人としてスカウトされて「伽羅」と名付けられ、瞬く間に頂点である零號を獲得するに至る。また、貘の専属立会人として彼の数々の勝負の立会いにも関わり、魅入られる。屋形越えにも立ち会ったが、貘の敗北と共に自らも賭郎も抜けることを決意する。「生きて抜けることは不可能」の賭郎の掟によって公には命を狙われる身となっている。
廃坑編においてカールのボディーガードとして登場し、都心へのミサイル攻撃を阻もうとするマルコとレオの2人を相手にする。手練れの2人を同時に相手をしてなお圧倒する力を見せるが、レオの窮余の策とマルコの爆発力に上回られ、負傷して計画は阻まれる。その後、貘の誘いに乗って再び協力することになった後は、アイデアルの粛清から逃れるカールを連れて潜伏生活を送る。雄牛の子宮編で滑骨を殺害したためにジョンリョに命を狙われることとなり、以降は貘ら一行から離脱して独自行動を取っていた。プロトポロス編において貘の協力者に指名されて再登場し、アウトロー派の取りまとめを依頼される。そこで、同じくラロの協力者として招聘されたジョンリョと戦うこととなり、重傷を負うも何とか勝利する。しかし、その傷が元で間もなく命を落とす。その死体は、卍勝負の間ずっと放置され、屋形越えの立会人を決める立会人らの戦いの最終盤において重要な要素となる。
カール・ベルモンド
声 - 藤吉浩二 / なし
国際的な武器商人。アイデアルの協力者で、後に貘らと行動を共にする。
カールした口髭が特徴の胡散臭い中年の小男。「エクセレント」が口癖。廃鉱編で登場し、当初はアイデアルの協力者であったが、佐田国のテロ計画の失敗によりアイデアルに狙われる身となってしまったため、ボディーガードの伽羅のツテで貘らと行動を共にするようになる。
国際的な武器商人らしい、演技力や頭の回転の早さを持ち、善悪を冷徹に見るリアリストだが、本性は臆病でやや善人な面もある。死の商人であると同時に憐れな子供に同情し施しを与える程度の人間味を持ち、しかし、自分の売った武器がその子供を殺す可能性などの矛盾を、己の哲学の中に半ば無理矢理封じ込めて生きてきた。
廃坑編においてアイデアルの思惑から佐田国のテロ計画に協力する（佐田国の人工視覚もカールが提供したもの）。佐田国が敗北しても冷静に計画を遂行しようとするが、マルコとレオに阻まれ、結局は計画に失敗する。そのため、アイデアルの粛清を恐れて引き続き伽羅をボディーガードに戦々恐々の潜伏生活を送る。その中でLファイル絡みで警察に追われる身となった梶に親近感をわかせ、彼を手助けするため共に羽山邸に赴くなどし、業の櫓編ではLファイルをブラフに使って世論を煽るなど裏方に徹する。業の櫓編で重傷を負ったため、プロトポロスには未参加で以降の登場頻度は減る。
切間 創一（きるま そういち）
演 - 櫻井海音
賭郎21代お屋形様（当代）。別名：蜂名直器。
眉間にある黒子が特徴の青年。お屋形様として登場する時はオールバックで前髪の一部が垂れており（前髪の一部が出ているのは切間家代々の特徴）、また登場初期は（シルエットで）常に目を見開いているなど独特の風貌があった。一方で蜂名として活動する際は前髪を下ろしており、整った顔立ちの普通の風貌。賭郎の長として高い知能を持ち、未だ勝負で負けたことがなく、自分が勝ち続けることを「天命」とまで言い切り、自身の行動に揺るぎない自信を持つ。加えて身体能力にも優れており、ヴォジャとの戦いでは立会人並の暴も見せる。一方で捉え所のない性格もしており、突如、宇宙人の物真似を行って立会人らに笑いを強要したり、子供っぽい気まぐれさを見せる。また、過去編に登場したハルの正体でもあった。
物語における貘の目標であり、彼を上回るような智謀の深さを見せるなど超然的な存在として作中に登場する。貘の華々しい活躍も、すべては賭郎を強化するための供物であり、最終的に屋形越えに自分が勝てばよく、すべては自分の手のひらにあると公言する。しかし、実は少年時代から、やがて賭郎を統べる者として「完璧でなければならない（負けてはならない）」という強迫観念を抱えており、かつてハルとして獏の傍らで行動を共にし、創一自身もまた獏を超えなければならない存在としてみていた。最終的にはエア・ポーカー勝負によって敗北の恐怖を克服して「完璧」になったとし、「己に根差す機能を自在に操る」能力を発現させる。
実は先天的な健忘症と後天的な健忘症を患っている。前者は定期的に発生し、後者は、先述の少年時代の強迫観念によって生じたもので、敗北の記憶を消していた。このため「お屋形様付き」と呼ばれる世話役が常に一人は側に控えており、記憶の喪失時は状況の説明や、新たに記憶をインプットし直しを受け、障害を隠し通していた。初登場時に貘のことや彼の命の取り立てを忘れていたというのも演出ではなく、実は事実であったことが後に明かされる。無敗と称しているが、実際には負けの記憶を消しているために覚えていないだけである。

### 倶楽部「賭郎」

#### お屋形様
切間 創一（きるま そういち）
賭郎21代お屋形様（当代）。別名：蜂名直器。
→#主要人物
切間 撻器（きるま たつき）
賭郎20代お屋形様。零號立会人。
→#立会人
先々代お屋形様
賭郎19代お屋形様。2巻と11巻の巻末のおまけ漫画『取り立て人夜行妃古壱』に登場。
若いころの能輪美年、夜行妃古壱、夜行丈一にコロンビアの麻薬王の命取り立てを命じる。11巻では原宿王になる野望を持ち、喫茶「YAKATANカフェ」を開業するも妃古壱に悉く閉店に追い込まれ、自身は持病の心臓病の発作を起こし倒れる。
切間 陽炎ノ助（きるま かげろうのすけ）
賭郎創始者で初代お屋形様。戦国時代の人物。
凄腕の忍で、賭場を取り仕切って負けを踏み倒す輩を成敗し、「確実な取立て」という賭郎の基礎を築いた人物。織田信長と賭けをし、本能寺の変にて彼の首を取り立てたという伝承も残る。
江戸期のお屋形様
19巻、搦手の解説の際に登場。何代目かは不明。
表の顔は町方の同心。寺社奉行に接近して部下の岡っ引きを搦手の人員として送り込むことで、幕府の力の介入し難い寺社とその中で密かに行われる賭場での権力を手に入れる。

#### 立会人
切間 撻器（きるま たつき）
零號立会人。先代お屋形様。切間創一の実父。
左耳にイヤーカフスや逆さ十字のピアスを着けた明朗快活な男。実は先代お屋形様で老齢だが、かなり若々しい外見をしている。普段はひょうきんさも見せつつ鷹揚とした性格であるが、戦闘の際は狡猾で獰猛な「先代」の一面が現れ、顔が老化する。先代として立会人達から畏怖されるだけでなく、零號に相応しい暴力も有し、立会人となった直後の伽羅・帝国タワー戦における妃古壱以上の作中トップクラスの実力を持つ。感情が昂ぶると「ぐはぁ」と感嘆する口癖がある。
お屋形様時代に自由を羨望し、地位を息子の創一に譲って自らは立会人となった異色の経歴を持ち、伽羅の出奔後の零號の地位に就く。お屋形様当時は年相応の風貌であったが、今は自由な立会人の立場を若返るほどに満喫する。「自分より強くない男に限って強い男が好き」という性分で、妃古壱や伽羅など自分が認めた強者には特に寛大に接する一方、あくまでそれは自分の方が彼らより強いという前提があり、自分より上、強いと判断した相手には冷徹な殺意を向ける。いずれにしても、賭郎の真の価値は人材だと捉えており、強さを気に入って密葬課を勧誘したり、古来ルールの號奪戦は人材を消費するとして否定的に評価するなどしている。創一については、優秀さを認めつつも「それは正常のこと。正常は、非日常の暴力や恐怖で簡単に壊れる。世の中には非日常をものともしない異常者がいる」と教育する。
業の櫓編において捨隈側の立会人として登場する。貘と捨隈の搦手と500億円を賭けた賭郎勝負の最中、密葬課の真鍋と交戦となるが、戦略で勝負ドロー＆味方化へと持ち込み、暴自体も上回る様子を見せつける。また零號を狙う妃古壱の意向を受け、零號をあえて彼に譲り自らは弐號に降ることで、上位になった妃古壱に殺意を向ける、という動機付けを行い、號奪戦を行う。妃古壱を惜しんで蘇生の余地を残すため意図的に胴体を攻撃してなお彼を圧倒するという脅威の実力を見せるが、それが隙となり僅差で妃古壱に敗北、蘇生措置の甲斐もなく息を引き取る。後に火葬される際に霊魂として登場し、創一の行く末を案じ、そして羨望しながら灰となって消える。
ハンカチ落とし勝負では臨死した創一の意識の中に蒼田と共に現れ、創一の負けを予告する。
磨黒 燥滋（まくろ そうじ）
元零號立会人（伽羅の前任）。現在の號数は不明。
伽羅が立会人になったころの零號立会人。能輪美年に見出された人材の一人。零號が伽羅に移動した経緯は不明で、また以後の磨黒の具体的な號数も明かされていない。基本的にはその存在が言及されるのみで直接は本編に登場しないが、巳虎のセリフによれば、無表情な男で、美年のお気に入りだという。
KY宣言編の直前に国会議事堂で彼の専属会員と能輪巳虎の専属会員で卍勝負を行っていたが、その際に巳虎に古来ルールの號奪戦を挑まれ、巳虎は無傷、磨黒は心停止という形でほぼ完敗する。その後、撻器の口から蘇生したことが伝えられているが、以降の本編には登場しない。
単行本巻末のおまけ漫画『取り立て人夜行妃古壱』では巳虎から美年に気に入られる理由を探られ、巳虎の言葉でストレスを感じて倒れる。
能輪 美年（のわ みとし）
壱號立会人。お屋形様付きの一人。
電動車椅子に乗った禿頭の小柄な老人。夜行妃古壱と並んで古参の立会人であり、賭郎の人材発掘なども行っている。本人は戦闘や直接的な行動をせず、多数の部下たちを動かして場を仕切る指揮官型立会人の典型例とされ、世界中の様々な情報を蓄積した天才的頭脳を武器とする。些細な情報からも相手の実力を図ったり、正体を探り出すことができる優れた分析力と高い知能を持ち、人を値踏みする癖がある。伽羅や紫音を発掘した一方で、グリス・李など、美年が高く評価した人物はやられ役となることが多く、ときおり酷評される。
指揮官型立会人と長らく描かれていたが、実は戦闘スキルがあり、車椅子はハイスピードで走る改造が施されて機動力が高い上に含み針を武器とする。さらに、足が不自由なのは偽りで、歩行どころか実は足技で敵を仕留めることも可能。同じ立会人はおろか家族でも足のことは知らず、1対1の場合のみ必殺の不意打ちとして用いる。
鮫丸のマンションカジノにおいて梶の依頼を受けて立会人として物語に初登場する。貘に要求されて佐田国との勝負を仕立てるなど、その後も各勝負の裏側で立会人の重鎮として頻繁に登場する。プロトポロス編では、サポート役として島に入卍しており、編後半の不正入卍者との戦いでは、偽百龍を単独で仕留めるなど活躍する。屋形越えの立会人を決める戦いでは、上記の足が不自由であるフェイクを明かした上で弥鱈を認めて勝利条件のハンカチを託す。
巻末おまけ漫画『取り立て人夜行妃古壱』では若き日のことが描かれ、同期の夜行妃古壱をライバル視する様子などが描かれている。
夜行 妃古壱（やこう ひこいち）
声 - 稲葉実 / 野中秀哲 / 演 - 村上弘明
弐號立会人（後に零號）。お屋形様付きの一人。梶及び復帰した貘の専属立会人。
カールした眉尻が特徴の、口髭を生やした白髪の老紳士。能輪美年と並ぶ賭郎最古参の立会人で、老いてなお、その能力は高く、取立人としても一流であることから「無敵の死神」「完璧（パーフェクト）取立人」と称される。普段は見た目通りに相手が誰であっても敬語を使うなど紳士的で腰が低いが、取り立てや戦闘に際しては圧倒的な暴力と凶暴な一面を見せる。特に年寄りだと謙遜することが多いが、本心ではなく、後には秘めていた零號への野望を貘に焚き付けられている。作中、最初に登場した立会人であり、梶や復帰した貘の専属立会人として彼の屋形越えの再挑戦に関わっていく。
作中屈指の戦闘能力を持ち、老体ながら若手の立会人にも圧倒するほどの徒手格闘の手練で、必要に応じて拳銃などの武器も用いる。物語中盤の撻器との勝負での負傷が原因で物語後半では戦闘に制限がつくものの、それでも敵を圧倒する実力を見せる。最終盤の門倉との決闘では満身創痍の状態ながら彼から死の匂いがすると恐怖を抱かれる。
若い頃にコーヒーに傾倒し、表向きは執事カフェ「百鬼夜行」のオーナーとして多数の従業員を雇い成功している。ところが夜行自身が淹れるコーヒーは、どうしたらこんな味になるのかと言われるほど不味い。それにも関わらず夜行自身は自分のコーヒーに絶対の自信を持っているため、そのギャップが本編・オマケ問わずしばしばネタになる。雄牛の子宮編の前段で、伽羅に賭郎内でも不味いと有名だと教えられ、梶にコーヒー勝負で負けると素直に勉強し直し、その後はコーヒーが美味しくなっている。
廃ビル脱出編で登場し、賭郎会員の九重の依頼で貘と梶の廃ビル脱出勝負に立ち会うこととなる。「嘘喰い」の復帰を知ると同時に、ゲームに勝利して新たに会員となった梶の専属立会人となる。その後、廃鉱編では事実上の貘の立会人として振る舞って、圧倒的実力で目蒲を粛清し、さらには正式に会員に復帰した貘の依頼を受けて彼の専属立会人ともなる。その上で屋形越えの必須条件となった「専属立会人が零號であること」を満たすために貘から零號への野望を煽られ、業の櫓編において撻器と號奪戦の死闘を演じることとなる。ギリギリで勝負を制し、零號となるも右手を酷く損傷し、職務からの離脱を余儀なくされる。
プロトポロス編では上記の拳の損傷から当初は参加できず、中盤においてヰ近と交代する形で貘の立会人として職務復帰する。拳は完治しておらず、不安は残る中でトルベら不法入卍者らと戦うこととなるも機先を制してその大半を始末し、強敵・百龍との戦いも痛み分けで退けることに成功する。続けて、屋形越えの立会人を決めるハンカチ集め勝負の中、連戦による肉体ダメージによって圧倒的に不利な情勢から門倉を利用する奇策を用いる。最後に門倉を倒して見事勝負を制し、他の立会人らも満場一致で認める中で、屋形越えに唯一人の立会人として臨む。ハンカチ落としをベースにした臨死ゲームを提案し、そして貘と創一の壮絶な読み合い勝負に臨席できる立会人として歓喜する。最終的に勝利した貘の策謀の深遠さを誰よりも理解し、畏怖するも、立会人として勝負を完璧に制する。
初期は単行本の巻末にギャグ調のおまけ漫画『取り立て人夜行妃古壱』で主人公を務めていた。他に読切『嘘喰い特別編 夜行さん』で主人公を務める（25巻に収録）。
『グラップラー刃牙』25周年記念の特別短編『刃牙D区』にゲスト出演し、花山薫と範馬勇次郎の賭けの立会人を務めた。
棟耶 将輝（とうや まさてる）
参號立会人。通称「判事」。お屋形様付きの一人。
古参の立会人で無表情な長身痩躯の老人。賭郎の関わった勝負で立会人が下した判断を「判例」と表現し、「判事」の名の通り、それを基に他の立会人が自身の裁量で判断しかねる問題について判断を下す立場にある。
初登場は迷宮編の前半（0円ギャンブル編）で、貘が屋形越えに失敗した日を賭けたため、判断に困った門倉の相談を受け、これを認めた上でゲーム終了後の即時の取り立てを命令する。業の櫓編ではお屋形様付きとして創一と行動を共にしていたが、途中で創一が記憶を失い、彼を見失ってしまう失態を犯す。創一の失踪については、弥鱈ら一部の人員に極秘事項として知らせる。
創一の幼少時に栄羽に実力を評されている様子が断片的に描かれている。
間紙 ボロ（まかみ ボロ）
肆號立会人。プロトポロス編ではフロイド・リーを担当。
不気味な雰囲気を帯びた隻腕の老人。好戦的な性格で、サ行が拗音になるなど独特の訛りがある（「キサマ」→「キシャン」など）。門倉や銅寺からは「御大」と呼ばれる。隻腕の老体であるが、手裏剣や自作の日本刀「歯ぎしり」を得物にし、走行中の車数台を一瞬で無力化するなど暴の実力は高い。
プロトポロス編で登場し、フロイド・リーの担当として入卍する。作中では門倉と共に「矛盾遊戯」を提案・立会いを行う。矛盾遊戯に敗北したフロイド・リーを島外に送り出すため一時的に離脱するが、後に銅寺と共に島に戻り窮地の亜面を救う。ハンカチ集め勝負では妃古壱が相応しいと考える一方で、美年と共に自身のハンカチは若手に渡すことで勝負から降りることを決め、銅寺を選ぶ（ただし、高濃度のドラッグの煙を吸って錯乱し、銅寺を襲う）。
ヰ近 十蔵（いこん じゅうぞう）
伍號立会人。プロトポロス編では貘を担当。
性格・外見共に豪快・豪傑を絵に描いたような、筋肉質で巨漢の老人。「ばははははっ」と大声で笑うのが特徴。パラシュートで空中から入卍する、（背が高くドアを通れないので）ドア上の壁を頭で破壊しながら入室するなど、終始豪快でインパクトのある言動を見せる。厳しくも情に厚く、強い覚悟を見せた者や決意を示した者を高く評価する傾向がある。
プロトポロス編で登場し、貘の担当として入卍する。同編の最初となるギャンブル「四神包囲」を提案して立会いを務め、その後、貘の専属を妃古壱と交代する。同編後半の島の混乱状態下では百龍に襲撃された亜面を助けるため再登場し、彼と戦うこととなる。百龍に一定のダメージは与えたものの呆気なく倒され最後は焼かれる。この時点では生死不明であったが、同編の最後に全身を包帯で巻かれベッドから身動きできない状態ながらも生きていることが明かされる。エア・ポーカー勝負を間接的に観戦しており、亜面に賭けを提案し、貘の手腕を称賛するなど、元気な様子を見せる。
能輪 紫音（のわ しおん）
陸號立会人。能輪美年の義理の息子（娘婿）で、巳虎の実父。プロトポロス編では梟を担当。
髭が特徴的な中肉中背の男性。外見や普段の態度は立会人の中でも常識的な部類だが、時に子供っぽい行動を取ったり、SP（紫音ポイント）と称する彼自身にしか意味のない評価付けを行うなど、奇抜な面がある。美年に見出され立会人となった人物であり、本気を出せば弥鱈を圧倒するほどの暴力も持ち合わせる相当な実力者であるが、勝負の立会い以外には興味がなく精神的にブレが大きいため、美年自身、彼の本気は知らないという。
プロトポロス編で登場し、梟の担当として入卍する。最終勝負のエア・ポーカーを立案し、真鍋と共に立会いと進行を務める。続くハンカチ集め勝負ではドラッグの煙を吸い込んで錯乱し、美年と弥鱈を困惑に追い込む。戦闘では弥鱈を圧倒する強さを見せるも、土壇場で奇行に走り、その隙を突かれて敗北する。
亜面 真琴（あめん まこと）
七號立会人。プロトポロス編の登場人物。
オールバックに髭の若い女性。17歳の時に立会人を倒し賭郎に入り、現在20歳で立会人として最年少。8歳の時に誘拐・監禁されており、保護された後に自ら犯人の家に赴いて復讐（殺害）した過去を持つ。その時から賭郎に目をつけられていた。
プロトポロス編で登場し、島の探索や卍内勝負のサポートなどを行う。台馬による放電の際にインナーを着忘れていたことで難を逃れ、南方に代わってラロの監視を行う。その後、百龍に襲われ重傷を負うが立会人の責務としてラロの追跡を続け、ラロとアラタの戦いでは、結果として利用される形でラロを救うこととなる。終盤では度重なる暴徒との戦いで疲労困憊の限界に達したところを間紙と銅寺に助けられる。エア・ポーカー時点では負傷したヰ近や南方と共に既に船で島から去っており、音声通信で勝負を観戦する。
能輪 巳虎（のわ みとら）
八號立会人。能輪美年の孫で紫音と美玲の息子。KY宣言編の主要人物。
比較的小柄な顎鬚の若者。非常に冷酷かつ独善的な男。礼節を保つ立会人が多い中にあって横柄な性格をしており、賭郎の強権を通すためには妨害してきた一般人を惨殺するまでやる。また、自分より格下と見なした相手は同じ立会人であっても見下し、己の力を誇示する。実力も伴っており、古来ルールによる號奪戦で、元零號の磨黒にほぼ無傷で勝利している。また、能輪美年の孫として、祖父を深く尊敬すると同時に認められたい強い顕示欲を持ち、何かと祖父の名前を出し、気に入られているかのように周囲に誇示する。
KY宣言編において登場し、「沖縄リゾートカップル神隠し事件」がかつて賭郎が取り立てたものであったため、番組を妨害するためにテレビ局へ派遣される。立会人として番組を守ろうとする弥鱈と勝負することとなり、下位號の弥鱈を圧倒する。だが、それは弥鱈がより性癖を満たすための演技であり、手の内を明かし、本気を出した弥鱈にあっさりと敗れる。
目蒲 鬼郎（めかま きろう）
声 - 岡崎雅紘 / 中國卓郎 / 演 - 本郷奏多
拾號立会人。佐田国の専属立会人。廃鉱編の主要人物。
不気味な雰囲気を持ち、長い前髪で片目だけが見える青年。その容姿と名前から貘に「鬼太郎君」と呼ばれている。幼少より武・智と才に恵まれたが故に無気力・無感動な性格となっていたところ、自分とは正反対の佐田国と出会い、彼の在り方に惹かれ信奉者になる。その結果、立会人にも関わらず彼のイカサマに加担するようになり、貘との勝負以前から場所を人工視覚のイカサマが有効活用できる富士の廃坑で、勝負方法をハングマン（正しくは「ババ抜き」）にする段取りを行い、佐田国の常勝に貢献していたことが示唆される。
廃鉱編で登場し、佐田国と貘の勝負において上記の通り、佐田国に有利なようにセッティングする。最終的に貘の勝利によって佐田国の死が確定しただけではなく、そのイカサマを完全に暴かれたことで目蒲自身も疑われる事態となり、これら窮地をまとめて脱するために、前もって挑んでいた貘の立会人である妃古壱に対する號奪戦に望みをかける。しかし、お屋形様の登場など想定外の事態に追い込まれ、最後は古来ルールで仕切り直された號奪戦において本気を出した妃古壱に一瞬で敗北する。その後、佐田国と共にハングマンに掛けられ、佐田国と同様に達観あるいは諦観した最期を迎えようとしたが、土壇場で生に執着した佐田国に失望し、彼を罵りながら刑が執行され、死亡する。
番代 薫（ばんだい かおる）
拾號立会人（死亡した目蒲の後任）。元S級掃除人。プロトポロス編ではジョンリョを担当。
大柄で山羊のような四角い瞳が特徴の男。敵対組織を憎むあまり、そのような相手と相対すると涙や鼻水が止まらなくなるといった過剰なアレルギー反応が出る体質。通称「自動撲殺機械」。立会人として弁えているとは言うが、賭郎の敵ならば立会いの相手や現在は仲間であっても敵意をむき出しにする。
プロトポロス編で登場し、ジョンリョの担当として入卍する。元立会人で粛清対象の伽羅、敵対組織アイデアルの協力者であるジョンリョ、宿敵の密葬課だった三鷹が一同に介したため、あわよくば3人をまとめて始末しようと企み、伽羅とジョンリョには「毒孕薬奪（どくほうやくだつ）」を提案し、三鷹には號奪戦を挑む。伽羅とジョンリョの勝敗決着後、同じく「毒孕薬奪」で三鷹と號奪戦をするが、三鷹の虚実に翻弄されて敗北し、死亡する。
銅寺 晴明（どうじ はるあき）
拾壱號立会人。プロトポロス編ではロバートKを担当。
瞳孔に白いラインが縦に入っているのが特徴のやや小柄な青年。「OK ○○ OK」が口癖。立会人としての振る舞いは申し分ないが、他人の血や傷を無意味に見たがる、担いだ亜面に照れる、エア・ポーカーの水槽に顔面を押し付けて様子をうかがうなど、ややコミカルな行動や反応を取ることがある。「何事も適度にやる」をポリシーとして公言するが、この適度の水準は高く、立会人としての職務で手を抜くようなことはない。たとえ瀕死に至ろうとも「己に課す適度にはまだまだ」と豪語し、精神的にも折れない。一方で後述のようにロバートKを粛清せずに見逃すなど、「適度」の意味を使い分けることがある。この「適度」のポリシーは少年時代に敬愛していた兄を亡くした出来事に起因している。
プロトポロス編で登場し、ロバートKの担当として入卍する。まだプロトポロス運営陣の協力が得られていない中、賭けに負けたが島落ちに逆らうロバートKを粛清するため、運営に察知されないという制限付きで彼と戦うこととなる。激しい攻防戦の末に運営と賭郎の協定が成立したことで本来の実力が発揮できるようになり、ロバートKを瞬く間に倒す。しかし、殺すことはせず、仮死状態で島落ちさせた上で、さらに彼が探していた弟（捨隈）の居場所も教える。その後、トルベの策で混乱に陥った島に間紙と舞い戻り亜面を助け、エア・ポーカーも観戦する。屋形越えの立会人を決めるハンカチ集め勝負では候補者として参加し、間紙からハンカチを託されるも、門倉に敗れる。
ハンカチ落とし勝負では他の立会人らと共に音声で観戦し、貘の勝利を偶然の産物と考える側の筆頭として振る舞う。
門倉 雄大（かどくら ゆうだい）
拾陸號立会人（後に弐號）。プロトポロス編では梶を担当。
ボリュームのあるリーゼントと長ランを思わせる異様に丈の長いスーツという、いかにもステレオタイプな不良（番長）をイメージさせる青年。普段は立会人として紳士然としており、キレたりすると方言交じりのヤンキー口調といった素の不良然とした言動が出る。自他共に中立の立会人との定評があるが、あくまで中立性を守る範囲で気に入った勝負者をやや贔屓したり、不良由来の矜持や義侠心で手心や時に恫喝といった態度を見せることもある。また感情が高ぶると不気味な笑顔を浮かべる癖がある。後述のように初登場の迷宮編で頭部に重傷を負い、再登場のプロトポロス編では外見や性格に大きな変化がある。更に最終盤のハンカチ集め勝負では、この頭部損傷によって後天的なサヴァン症候群を発症したとし、微細な粒子を嗅ぎ分けてドラッグの煙を視覚的に見分けられるようになったことが明かされている。
立会人になる前は外見通り不良グループのリーダーをしており、単なる不良の集まりとは一線を画し、ヤクザ顔負けの街を裏で支配する程の組織を築き上げていた。その後、同様の組織を築いていた南方恭次と街の覇権をかけて一騎討ちで決着をつけることになる。ところが、門倉は既に立会人になることを決めており、敗北を知るためという思惑込みで勝負をしてあえて負ける選択をしたという過去を持つ。
迷宮編で初登場し、梶、貘と雪井出のラビリンス勝負に立ち会う。貘が屋形越えの日を賭けたことで判断に困る事態を起こされつつも場を収め、敗北した雪井出への命の取り立てに対しては貘の頼みもあり嗜眠性脳炎を再発したことを考慮して執行を取りやめる。続く、貘と天真の対決では警視庁地下にある実物大迷宮を利用したゲームの立案と運行を行う。ゲーム終盤において箕輪の粛清中に攻撃を受けて頭部に重傷を負うものの、一撃で返り討ちにして倒す。
プロトポロス編で卍勝負における梶及びマルコの担当として再登場する。夜行・撻器の勝負後に空席となっていた弐號に昇格した上で、眼帯に長髪という外見に変わっており、また性格も不良的な部分がなくなり、不気味さを兼ねるようになっている（前頭葉の損傷で人格が変わったと見られている）。「ニィ?」と不気味な笑顔を人前でもすることが多くなり（ref:上記の通り、怪我以前も感情が高ぶると笑顔を浮かべていたが、人に顔を見られないようにしていた。）、特に「ニィ?」を「弐號」と掛けるなど、以前では考えられないような言動を取る。その後、梶とフロイド・リーの勝負では相手方の立会人である間紙と共に矛盾遊戯を主催し、梶の成長に驚くと同時に気に入って助力したりする。同編後半では台場が行なった制電の危機時に梶に助けられ、義理から梶の機転にも応じる。
終盤の屋形越えの立会人を決めるハンカチ集め勝負では、立会人として強者を支配していたつもりが、迷宮編において逆に貘に魅せられる形で支配されたとし、この感情に決着を付けるために屋形越えの立会人となることを強く望む。銅寺、弥鱈、真鍋と有力相手達と連戦し、特に実力では及ばなかった真鍋に土壇場で限界を超えて勝利する。その上で改めて強者を支配するために立会人になったのではなく、自分がさらなる高みに登るために立会人になった原点を思い出し、妃古壱に挑む。しかし、僅差で及ばず敗北する。
巻末のおまけ漫画では目蒲と「メカ」「門っち」と呼び合う程仲が良かったことが描かれている。その際、目蒲の忠告に従い妃古壱のコーヒーを飲まなかったことで妃古壱から恨みを買う。
南方 恭次（なんぽう きょうじ）
警視庁所属の警視正。天真の部下。後に賭郎の拾陸號立会人（門倉の後任）。プロトポロス編ではラロを担当。
細身できっちりとした若いキャリア刑事。天真の部下だが密葬課との関わりは不明。かつて門倉と勢力を二分した不良グループのリーダーであり、一騎打ちの果てに彼に勝利し、その組織を奪ったという過去を持つ（ただし、門倉は手加減していた。詳細は門倉の項を参照）。後述のように結果としては門倉には及ばなかったが、立会人に相応しい高い暴力と智を有する。
迷宮編において天真の部下として登場し、賭郎の動きを妨害して天真を支援するため、因縁のある門倉と対峙する。上記の通り、過去の出来事から門倉を格下に見ていたところ、本当の実力を発揮した彼にまったく歯が立たず完敗し、行動の自由を認める。その後、業の櫓編で再登場するが、実は密かに立会人になっており、手引して創一を笹岡に会わせ、2人の勝負の立会いを行う。
プロトポロス編ではラロの担当として再登場する。島の混乱を受けて運営が行った制電によって失神したことでラロを見失った上、立会人の殲滅を目論む偽の百龍に銃撃され、倒される。生死は不明であったが、同編の終盤においてヰ近と共に生きていたことが明かされる。
能輪 美玲（のわ みれい）
賭郎の弐拾弐號立会人。能輪美年の実娘で紫音の妻、巳虎の実母。
小柄な美年や巳虎に反して長身の女性（耳は同じ形）。夫である紫音をダーリンと呼び非常に溺愛している。暴において本気を見せない父・紫音を巳虎は嫌うが、美玲は「童心を忘れない人」と高評価しており、美年ですら見たことのない本気を出した紫音の暴を知っているらしい。
弥鱈 悠助（みだら ゆうすけ）
弐拾八號立会人。プロトポロス編では卍戦の総指揮を担当。
無造作に伸びた髪と無気力な顔つき・口調が特徴の青年。相手と目を合わせることを嫌う。初登場したKY宣言編で貘から「弥鱈ちゃん」の意で業界用語風に「ちゃんみだ」と呼ばれ、以後、プロトポロス編などでも貘からは同様に呼ばれる。自分の唾でシャボン玉を作って飛ばすクセがある。卍勝負の前に棟耶から創一の記憶障害を聞かされており、お屋形様付き以外で彼の秘密を知る数少ない人物。
幼いころ、厳格だった父親がヤクザめいた男達相手に這いつくばっている姿を目にし、その父親の姿に対する慰めの想いと、その表情に強い魅力を感じたことから、「絶対的強者が崩れ落ち歪み這いつくばる顔が見たい」という願望を持つに至る。立会人となったのもそのためであり、戦闘中においても相手の抱く「強者としての自負」を極まらせるために故意に劣勢のふりをするなどして、より勝利後の余韻を高めようとするなど、自ら評するように歪んだ性格を持つ。
戦闘においては、相手の裏をかくような体捌きや攻撃が特徴で足技を多用する。上記の性格の通り、あえて劣勢の振りをしたり、相手の罠に掛かったような振りをするため、本来の戦闘能力がみえにくいが、本気を出した後は能輪巳虎を圧倒するなど「暴力」はかなりの実力者。ただし、最後のハンカチ集め勝負では、紫音や真鍋には押されており、彼らには及ばない。
KY宣言編で登場し、貘の依頼でマキャベリストゲームの立会いを行う。番組を妨害しようとするスタッフや出演者などの排除が主任務となるが、途中で暴かれる犯罪の1つがかつて賭郎が取り立てたものと判明し、妨害するため派遣されてきた巳虎とも戦うこととなる。これをあくまで勝負を成立させるための立会人として迎え撃ち勝利する。
その後、プロトポロス編の前段において貘・創一・ラロが一同に会する中で卍勝負の立会人として呼ばれ、自身のオフプロ経験を踏まえて（ハンドルネームは憂鬱の魔法使い「ダミアン」）、勝負の場をプロトポロスと決定する。基本的には総指揮として運営と交渉を行なったり、他の立会人たちに指令や連絡を行う。終盤の島の混乱時には、トルベと戦い、彼を粛清する。
屋形越えの立会人を決めるハンカチ集め勝負では、貘と創一のどちらが負けても絶対的強者が崩れ落ちるところが見れるとして、その立会人になることを強く望む。美年からハンカチを託されるなどしたが、成り行きから紫音や真鍋、門倉、さらにマルコとも戦うこととなる。追い込まれるものの敗退はせず、最後まで諦めずに漁夫の利を狙っていたが、結果は妃古壱が立会人に決まる。
ハンカチ落とし勝負では他の立会人らと共に音声で観戦し、貘の勝利については彼が卍勝負での「刻」を定めたことを知っていたために偶然ではないと考える。
真鍋 匠（まなべ たくみ）
警視庁密葬課の課長。後に賭郎の弐拾九號立会人。プロトポロス編ではハルを担当。
左頬に獣毛性色素性母斑のような毛の生えた壮年の人物。ほぼ雛になりかけている生卵（バロット）を携帯し、「半熟」と称して平然と食すなどの奇癖がある。また、何かを考える時、喋る時は大抵前傾姿勢で顎に手を当てる癖がある。密葬課時代は、敵対組織である賭郎を「世の秩序を乱す、存在してはならない統率の取れたバッファローの群れ（絶対に瓦解しない、倒せない組織のたとえ）」と評し、吸収されて在籍することに罪悪感と嫌悪感を示す。しかし、プロトポロス編での卍勝負、特に最後のエア・ポーカーにおいて認識を改め、賭郎勝負を楽しむようになっていく。
特殊な呼吸法など戦闘能力は作中屈指で、突き技を主体とした徒手空拳で狭い車内でも撻器と互角に渡り合うなど、彼をして「好きか嫌いかわからない（どちらの方が強いかわからない）」とまで言わしめる。作中における真鍋の戦闘シーンは少ないものの、物語終盤の屋形越えの立会人を決める勝負では有力候補として門倉や弥鱈に立ちふさがり、彼らを焦らせるほどの戦闘力を見せつける。
業の櫓編にて、電波ジャックを止めるために笹岡副総監に派遣される。嵐堂の試合中は車内で待機していたが、時機を見計らうと、ルール内かつ笹岡の指揮を無視して、三鷹と帝国タワーへ突入する。そこで真鍋を気に入った撻器より「勝てばタワー内を自由に行動できるが、負けたら賭郎が密葬課を接収する」という賭郎勝負を提案されてこれを飲み、狭い車内の後部座席において撻器と戦う。しかし、これは創一が笹岡を殺すまでの時間稼ぎであり、結局、彼の死を受けて負けを認め、賭郎の立会人となる。
過去編では、当時の貘と酒井社長の勝負に関わり、笹岡の命令を受けて廊下に控えていた貘の護衛達を一瞬で音もなく仕留めるが、ハル（創一）の機転により目的の達成には失敗する。
プロトポロス編では過去編で因縁があったハルこと創一の担当として登場する。同編ではあまり目立った活躍はないものの、最後のエア・ポーカー勝負ではこれを仕切る紫音のサポートを務める。この中で無意味な自身の死のリスクを負ってまで、ラロをわざと絶望させ死に追いやった貘の策謀に感嘆し、立会人という立場に興味を強めていく。このため、屋形越えの立会人となることを望み、ハンカチ集め勝負では有力候補として門倉の前に立ちふさがるが、戦闘の中で更に成長した彼に一歩及ばず敗北する。
ハンカチ落とし勝負では他の立会人らと共に音声で観戦し、貘の勝利については時報の種別の件から偶然ではないと考える。
三鷹 花（みたか はな）
密葬課の課員。後に賭郎の参拾號立会人（またさらに途中より拾號）。プロトポロス編では伽羅を担当。
小柄で鷲鼻の老婆。性別を偽っているわけではないが、目深にかぶった帽子と男物の制服、独特の風貌により、一見では男にも見える。中国武術の達人であり、軽身功を用いて非常に身軽に動く。撻器や妃古壱のことを「BOY」扱いし、後述のようにその戦闘能力は非常に高い。途中から立会人となるも、成り行き上のものであるため、賭郎からは一歩引いた知見で発言することが多い。
かつて中国裏社会で「鷹（イン）」と名乗り、百龍と共に恐れられた伝説の殺し屋。当時は香港におり、まだ少年だった伽羅の面倒も見ていた。ある時、百龍に命を狙われるも、女と侮った彼を返り討ちにし、この件をきっかけに夫婦となる。彼の子を身ごもり、足を洗うことを決意するものの、百龍が反対すると思い、彼の元から逃げ出したという過去を持つ。生まれた子は先天的な疾病でわずか1日で亡くなってしまい、百龍が自分を殺すために探していると考えると同時に、「再び百龍に会うまでは死ねない」という目標のために生きていた。その後、日本人名を名乗り、密葬課の課員になっていた経緯は不明。過去編の時点で、当時、警備部部長だった笹岡に従って登場している。
業の櫓編で、真鍋の運転手として登場。真鍋と共に、負ければ密葬課は賭郎に吸収という賭郎勝負を受け（詳細は真鍋の項を参照）、その狭い車内の前部座席にて妃古壱と戦う。結局、笹岡の死によって戦闘を続ける理由を喪失し、賭郎に吸収されて参拾號立会人となる。
プロトポロス編では過去の関係から伽羅の担当として登場する。アウトロー掌握を狙う賭郎勝負において相手方の専属立会人であった拾號立会人・番代から「毒孕薬奪」による號奪戦を挑まれ、これを難なく倒し、拾號となる。編の後半、恐慌状態に陥った島内では、瀕死の百龍と遭遇し、その技から何かを感じ取るも、そのまま討ち取り粛清する（この時、百龍の心や、そもそも相手が百龍であったことに気づいていたかは不明）。屋形越えの立会人を決める勝負には興味を示さず、勝敗条件である自分のハンカチをマルコに渡して降りる。
ハンカチ落とし勝負では他の立会人らと共に音声で観戦し、貘の勝利に関して発言はしないものの、貘の策謀に思い当たる記憶を回想するなど、驚いている様子を見せる。
亘（わたり）
参拾伍號立会人。捨隈の専属立会人であり、名前のみ明らかになっている。別件に対応していたため、帝国タワーの勝負には来られなかった。
櫛灘 鉄馬（くしなだ てつま）
九拾號立会人。
筋肉質の大柄な男。立会人歴4年で立会人に相応しい暴力を有し、現在の九拾號からいずれ零號に成り上がると豪語する。作中では失態を犯すシーンが多い。
貘が会員権を再取得した直後の、梶の母親と貘のポーカー勝負の立会人として作中に登場する。このため、貘の専属立会人になる可能性を得たが、屋形越えのために零號になれる実力を持つ立会人に専属になって欲しい貘から「勝負をして貘が勝ったら面識が無かったことにする（＝専属立会人にならない）」ことを打診される。これを侮辱と受け取りつつ、提案に乗るものの直後、背後から忍び寄った伽羅の一撃を受け失神し、敗北する。
その後、賭郎とアイデアルの本格的な抗争時にはグランドキャニオンで彼らに拘束されていたことが明かされ、賭郎会員の情報を流すよう強要される。その後は完全にフェードアウトし、生死不明。また、KY宣言編においてはLファイル関連事件のアリバイ取り立て担当者として名前が登場している。
巻末のおまけ漫画『取り立て人夜行妃古壱』では、記憶喪失に陥った門倉を騙して従えたり、自身を夜行と騙って濡れ衣を着せつつ零號を手に入れようと画策するなど卑劣・小悪党なキャラクターとなっている。
最上 妙子（もがみ たえこ）
　　演 - 木月あかり
九拾壱號立会人。鞍馬蘭子の専属立会人。
女王様気質の妙齢の女性。巻いて針のように頭頂を尖らせた髪と眉の両端に施した針を出した蜂の腹部のようなメイクが特徴。名字の最上を"さいじょう"、號数の91に掛けて通称クイーン。多数の部下を従える指揮官型立会人で、部下はいずれも若い女性たちであり、彼女たちとは肉体関係にあるハーレム状態であることが示唆されている。ただし、レズビアンではなく、この世の全ては自分に利用されるためにあるという考えと共に、多くの人を肉体的にも深く味わいたいと望む両性愛者である。物語終盤の貘の再度の屋形越えでは、蘭子とも肉体関係がある描写がある。
バトルシップ編において会員である梶の依頼で登場する。大船とレーシィのバトルシップ勝負の立会いを行い、当初は大船の負けを確信していたが、彼が勝負中に大きく成長したことに感嘆する。結果として大船が負けたものの、彼に興味を持ち、勝負後のルールの穴を黙認して脱出を間接的に助ける。
プロトポロス編では入卍はしなかったが、貘と創一の屋形越えを音声という形で蘭子と共に観戦していた。また、島落ち後のフロイド・リーに依頼という形の脅迫で、大船が巻き込まれていた防衛庁不正事件の真相究明を命令する。

#### 元立会人・故人
伽羅（きゃら）
賭郎の元立会人（零號）。
→#主要人物。
栄羽（えば）
號数不明の賭郎立会人。創一の傅役（もりやく）であり、初代お屋形様付き。故人。過去編の登場人物。
片眼鏡をつけた小柄な老人で大学教授という表の顔を持つ。お屋形様になる前の創一を幼い頃から面倒を見ていた人物であり、彼の記憶障害に最初に気づいた人物でもある。彼が記憶障害を起こした際に彼の身柄の保護と失われた記憶の補完を担い、また和向奴書房を通した絵本『はちの王子さま』を使った措置を構築した。この絵本はもともとお傅が高じて、周囲に秘密で「栄田晴夫」の名で出版していたものと言い、その希少性からマニア垂涎のものになっているという。
過去編に登場し、絵本の措置が使われず、行方不明となった創一の安否を気にかけていた。その中で偶然から創一が貘の代理として梟と命がけの勝負を行う場に臨席することになり、敗北した創一を守るために頭にペイント弾を打ちこみ死んだように見せかけた。しかし、自身は被弾して致命傷を受けており、何事もなかったかのように振る舞うよう創一にメッセージを残し死亡した。この栄羽の死は賭郎でも謎とされていたが、最終盤で創一が真相を明かしたことで、他の者にも知られることになる。
ハンカチ落とし勝負では臨死下にある貘の幻影や回想として登場し、貘がいつから事態を把握していたかの伏線の一つとなる。
鷺田 糟谷（さぎた そうや）
賭郎の元弐拾伍號立会人。故人。
伽羅の回想に名前だけ登場。伽羅は当初立会い中に死亡した鷺田の號を得る予定であった。

#### 掃除人（スイーパー）
夜行 丈一（やこう じょういち）
賭郎のS級掃除人。お屋形様付きの一人。
同姓の夜行妃古壱と風貌が良く似ているが、髪型や言動などは荒くれ者といった風体の老齢の男。後述の経緯で顔に大きな斜めの傷がある。紳士然とした妃古壱とは正反対の性格で、お屋形様以外の人間を見下した発言が多く、性格は傲慢で高圧的。妃古壱との関係は不明であるが「あの男と兄弟になった覚えはない」「あえて言うなら自分が兄（うえ）」などと、関係を問われたり、比較されることを酷く嫌う。梶からは「凶暴な方の夜行」「夜行B」などと呼ばれる。
戦闘能力は作中上位であり、クレイグや伽羅とも対等に渡り合える実力を持つ。徒手格闘の達人だが、特に長い脚を使った強烈なかかと落としが特徴的に描かれる。顔の傷は、かつて零號を巡る諍いで伽羅につけられたもの。
廃坑編で、お屋形様の付き人として登場する。同編直後の賭郎とアイデアルの交渉では切り札として泉江に呼ばれており、李と龍を一瞬で倒したクレイグとほぼ互角の闘いを展開する。続く迷宮編では掃除人としてクレイグや伽羅と相対する。
業の櫓編では創一と副総監の勝負のため密葬課の嵐童と対戦。対戦中にタワーから落下してきた雹吾の下敷きとなって敗北を喫するが、その後、復活し、嵐童に再戦を挑み倒す。
6巻巻末のおまけ漫画「取り立て人夜行妃古壱」では夜行妃古壱と取り立ての相手が同じということで出会うが、その際にはお互い面識が無かったかのような発言をしている。
グリス・李（グリス・リー）
演 - 岩永洋昭
賭郎のA級掃除人。能輪美年の部下。
能輪美年に見出された人材の一人で、指弾などの中国武術を用いて戦う男性。次期立会人候補No.1の麒麟児とされ、「無敵の暗殺者」「世界で十指に入る実力を持つ」と美年から高く評価されているが作中では目立った活躍はなく、やられ役が多い。
廃ビル脱出編と廃坑編の間の掌編である鮫丸のマンションカジノのエピソードにおいて、立会いを務めることになった美年の部下として初登場する。マルコと交戦することになるが、当初は「殺意なき暴力」だったことからマルコを難なく倒すものの、直後にロデムが発現し、完敗する。
廃坑編直後の賭郎とアイデアルの交渉において、泉江に召集され再登場する。交渉決裂後、襲ってきたマーティンを容易く返り討ちにするが、続くクレイグには共に挑んだ同僚の龍と共に一瞬で首を180度捻転させられ倒される。
業の櫓編で再登場し、生きていたことが判明するが、同編のSATとの戦いで密葬課の嵐童にあっさり敗れる。
龍（ロン）
賭郎のA級掃除人。能輪美年の部下。
グリス・李と同格の男で、ブルース・リーのような風貌の男。ブルース・リーのような奴と敵から揶揄されると生まれ変わりだと答えている。
廃坑編直後の賭郎とアイデアルの交渉において、李と共に泉江に召集され、参加する。クレイグの部下の一人は難なく倒すものの、李と共闘して挑んだクレイグには共に一瞬で倒される。李と異なり、再登場もせず、生死は不明。

#### その他の幹部
泉江 夕湖（みずえ ゆうこ）
賭郎の外務卿（がいむきょう）。
賭郎内で外部組織との折衝を担う若い細身の美女。交渉役として冷静で凛とした性格であり、相手の理不尽な要求には一切屈しない。戦闘にも長け、俊敏な動きとハイヒールに装着した刃物、流星錘などを用いた攻撃を行う。
廃坑編直後の賭郎とアイデアルの交渉において、賭郎側の代表として作中に登場する。アイデアルの代表であるクレイグの要求を、お屋形様からの回答だとして突っぱね、そのまま交戦に至る。一時は優位に立ったように見えたが、クレイグの圧倒的な戦闘能力の前に用意した李と龍が一瞬で倒され、自身も歯が立たず追い込まれてしまう。しかし、それすらもすべてはS級掃除人である夜行丈一が来るまでの時間稼ぎであり、結局は痛み分けで終わる。
業の櫓編で再登場し、暗謀を率いてSATと対峙する。その後も、しばしば端役として登場している。

#### その他の構成員
門倉の部下
賭郎の黒服。名前不明。迷宮編の登場人物。
門倉を「雄大くん」と呼び慕う青年。迷宮編において前後半問わずしばしば登場し、理不尽な雪井出を門倉が間接的に恫喝する際の当て馬にされてしまう。続く、貘と天真の対決では、貘と事前にとある理由でシャツを交換することで、彼の仕込みに利用されている。
業の櫓編にも暗謀の一人として登場している。
相馬 千聖（そうま ちさと）
賭郎の黒服。最上妙子の部下の一人。バトルシップ編の登場人物。
最上の他の部下と同じく、彼女を強く敬愛する若い女性。言動は普通のギャルだが、大の男を瞬く間に制圧するほどの戦闘能力を持つ。男性嫌悪を見せる最上の部下達の中にあっては、後述の経緯で梶に惹かれたような行動を取る。
バトルシップ編において、他の2名の同僚と共に船内を探索する梶と横井の監視役を務める。梶が拘束されながらも大船の勝負に貢献したことで、梶に強い興味を持つ。勝負後には、名乗った上で梶に自身の携帯電話を貸す。

#### 賭郎会員
九重 大郎（ここのえ たろう）
賭郎会員。専属立会人は不明。九重ビルオーナー。通称Q大郎（キューたろう）。マルコの養父。廃ビル脱出編の主要人物。
→#廃ビル脱出編
佐田国 一輝（さだくに いっき）
賭郎会員。専属立会人は目蒲鬼郎。国際指名手配中のテロリスト。廃坑編の主要人物。
→#廃鉱のテロリスト編
鞍馬 蘭子（くらま らんこ）
賭郎会員。専属立会人は最上妙子。暴力団・鞍馬組組長。
→#鞍馬組と関係者
雪井出 薫（ゆきいで かおる）
賭郎会員。専属立会人は不明。警察関係者。
→#警視庁関係者
梟（ふくろう）
元賭郎会員（捨隈の前代）。専属立会人は不明。アイデアルの協力者。後に立会人。
→#プロトポロスにおけるラロの協力者
捨隈悟（すてぐま さとる）
賭郎会員（梟の後代）。専属立会人は亘。アイデアル構成員、鞍馬組組員。
→#アイデアル（Ideal）
男色家の男
本名不明。貘が最初に賭郎会員になった時期の賭郎会員。
作中の時系列上で最初に貘が賭郎勝負を行った相手。身なりが立派な中年男性で、男色家として有名だと言う。当時まだ何の担保も後ろ盾もなかった貘に対し、自身の大金と獏の身体を賭けて勝負を行う。大勝ちできるにも関わらず、真の狙いは顔を売ることであった貘の手加減で結果として1000万程度の負けで済む。この勝負の立会を伽羅が務めたことで、後に賭郎会員となった貘の専属立会人となった。
その後、貘に利用されて結局資産を失う。しかし、残っていた二束三文の土地が軍事基地に選ばれて大金を得たことで再起し、イカサマを仕込んだギャンブルで貘にリベンジを挑むが結局敗北する。

### アイデアル（Ideal）
ビンセント・ラロ
アイデアルのボス。通称「ボス」。
長髪で整った顔立ちをしている男。外見は若々しいがヴォジャが幼児だった頃から同じ外見であり年齢不詳。常に冷静で非常に頭の回転が早く、表面上は丁寧な紳士として振る舞うが、自身の利益には貪欲で、そのためなら他人の死など気にしない冷酷な性格。組織内でも素性のわからないボスとして認識されている。基本的に部下や協力者も道具程度の認識であるが、クレイグとヴォジャに関しては特別な感情を抱いており、エア・ポーカーの敗因分析の中でも、彼らの死によって普段の冷静さを失っていたとする。賭郎の乗っ取りを企み、その手段として貘の屋形越えの権利を横取りすることを企てたために、第三勢力として物語を暗躍する。
ダイヤモンドに異常な執着を持ち、ダイヤを見つめると陶酔しきった表情になる（アイデアルという名前自体がダイヤモンドの最高位カットの名前に由来する）。ダイヤは自分の様な優れた存在にこそ相応しいと考え、それにはるかに満たない他者がダイヤに触れるだけでも激しい憎悪にかられ、普段の冷静さからは思えない激情家ぶりを表す。
物語上は廃坑編で登場し、佐田国のテロ計画をカールを通して背後から操り、巨額の富を手に入れようとしていた。その際に協力を求めた賭郎がそれを拒否したために、計画が失敗して多額の損失が出たと主張し、その補填を求め交渉役のクレイグを日本に派遣する。しかし、実際には最初から賭郎の乗っ取りが目的であり、クレイグの分析を受けて、力ずくの乗っ取りではなく賭郎の流儀に従い、屋形越えを目指すようになる。その際に貘に目をつけ、挑戦条件を整えつつある彼から権利を奪おうと企てたために、貘の敵ともなる。
長らくシルエットの人物として描かれていたが、クレイグやヴォジャが死んだ後、プロトポロス編の直前において本格的に作中に登場する。そして創一・貘と対面し、貘と屋形越えの権利をかけての卍勝負を行なうこととなる。ゲーム内ではすぐに頭角を表し、皇帝への最有力候補となるものの貘の罠にはまり、中盤で事実上、卍勝負の負けが確定する。一方で、トルベによる島外からの介入などの策も講じており、不正手段で強引にプロトポロスという場のルールを捻じ曲げ、貘とのエア・ポーカー対決まで持ち直す。手札が有利なことも手伝い勝負を優勢に進めていたが、貘の罠や、貘とハルの機転によって最終5回戦で敗北する。その後、最善手を打っても負けていたと認識し、素直に死を受け入れようとする一方で隙を見せた貘を道連れにしようとする。しかし、この隙すら貘が仕掛けた最後の罠であり、道連れに失敗したばかりか、これによって実は勝てた可能性があったことを気づかされ、ギャンブルに加担したことへの後悔と獏への激しい憎悪に苛まれながら溺死する。これらはラロの不要な介入で伽羅などが亡くなったことに対して、達観した死を許さないという貘の復讐だった。
不慮の死を遂げた場合は死体をダイヤモンドにするよう遺言しており、死体をアノマに回収される。ラロの生体情報を含んだダイヤは、その後にアノマを通して貘に手渡され、貘と悪徳者達の戦いのきっかけとなる。また、ラロ自身が彼が世界に乱れを引き起こす7人の「悪徳者達」の1人であったことが明かされる。実は遺体は正中線で両断されており、遺言どおりにダイヤにされたのは右半身のみで、残りの左半身はアビ・カーンに横取りされてオブジェにされている。
ビリー・クレイグ
アイデアルの構成員でラロの腹心。別名「カラカル（黒耳の捕食獣）」。
大柄な体格の白人男性。ステレオタイプな片言の日本語を話す。表面的にはフレンドリーかつユーモアのある人物で女好きの一面も見せるが、その実は意図して人を食ったような言動をとり、本性は凶暴で日本人を「猿」呼ばわりもする。伽羅や夜行丈一と互角に渡り合う程の高い戦闘能力を持つ上で、頭脳も明晰であり、常に自分が有利になるよう場をコントロールする智謀を兼ね備えている。能輪からは「嘘喰いと暴力が一体となったような男」と評されるが、本人はギャンブルは嫌いだと公言する。また、左耳に虎の縞の様な黒い痣を持つ特徴があり、能輪より「カラカル（黒耳の捕食獣）」と呼称されている。口癖は「DIE YOBBO（死ね、弱者）」。
戦闘能力は非常に高く、グリス・李といったA級クラスでも一瞬にして首を180度に捻転させるほどだが、睡眠状態となった時に夜驚症や夢遊病に似た症状を見せ、更に異常な強さを誇る。脳内物質の異常分泌によって極めて高い凶暴性と身体能力を発揮するようになり、周囲の人間全てを虐殺する理性なき怪物へと変貌する。この時の獣のような状態を特に「カラカル」と作中で呼ばれる。これは自然睡眠ではない麻酔薬や単純な昏倒などでも発症する。ただし、発症中は痛覚・意志疎通能力・記憶の喪失といった症状があり、本人にとっても生命の危険があるとされる。それゆえに普段から自身の強い意志で、ほとんど眠らないように努めている。旅客機での移動もファーストクラスの座席を買い占めて眠らないために客室乗務員と会話することを趣味とする。
作中には廃坑編の直後に佐田国のテロ計画失敗による損失補填を求めて、アイデアルの交渉役として登場する。賭郎の実力を計った上で、彼らのルールに従い屋形越えで乗っ取る方向に舵を切り、そのために搦手や資金を集めていた貘の計画に介入し、Lファイルの横取りなどを狙う。業の櫓編においてマーティンと共にタワー内に潜入し、Lファイルと500億円の簒奪を企むが、同様に潜入していた鞍馬組と戦闘になる。雹吾とレオの2人を相手に善戦するが、蘭子に麻酔弾を撃ち込まれて一度は敗北する。ところが、それによって上記の異常状態に覚醒し、雹吾を瞬殺してレオと蘭子を追い込む。その後、マルコの介入を受け、ロデム状態の彼とも渡り合う。痛みに苦しむロデムに対して自身もダメージを負いながら追い詰めるが、ロデム状態から更に覚醒したマルコの一撃により敗北、相打ちになる形でタワーから300メートル以上落下し、地面に叩きつけられる。大ダメージを負ってまだ生きていたが、やってきたマーティンに「ニコラ」とみなされ、息の根を止められる（ニコラについては#業の櫓編のニコラの項を参照）。
その後もしばしばラロの回想などといった形で登場し、バトルシップ編でヴォジャが輸送していたダイヤの正体も彼の死体から作られたものであった。また、そのダイヤを作ったのがアビ・カーンであり、ダイヤにされず残った右半身は彼のコレクションになっている。
捨隈 悟（すてぐま さとる）
アイデアルの構成員で鞍馬組組員。賭郎会員。専属立会人は亘。業の櫓編の主要人物。
黒のロングヘアーをオールバックにした体格のいい青年。28歳。後述する壮絶な過去より、驚異的な精神力を持ち、人並みに感情を表現できないため、貘の観察力を以ってしても全く本心を見抜けない。そして優れた洞察力を持ち読み合いにも長けている。しかし、同時に「自分が憐れで不運な存在である」と盲目的に信じており、安易なやり方を徹底して避け、目前にある勝利すら全く信じないという偏った思考回路を持つ。
その出自は中国の黒孩子。物心つく前後から奴隷を飼育・出荷する「人間牧場」で労働力や男娼として扱われてきたが、13歳の時に管理者の一人を殺害して逃亡する。浮浪児として過酷な環境で「生きること」のみを追求していくうちに、強靭な精神と自分が勝てる人間・勝てない人間を見極める異能を身に付けていき、大人になってから人間牧場の主であった党幹部を殺害して復讐を果たしたという経歴を持つ。時期は不明だがアイデアルの構成員となり、捨隈悟を名乗って鞍馬組に潜入、同じくアイデアルの協力者であった梟から八百長で賭郎会員権を入手するなど、アイデアルの作戦のための機をうかがっていた。
業の櫓編において、Lファイルによって悪事を暴露されたくない大物政治家・猫登の代打ちとして登場するが、貘が勝負を了承した途端に猫を殺害する。そして雹吾を相棒に500億円を賭けて賭郎勝負「血の教誨師ドティの部屋」で、貘・マルコペアと戦うこととなる。当初は、屋形越えの権利の横取りを企む鞍馬蘭子の差金と思われていたが、実はそれすらも騙しであり、後にアイデアルの構成員であることが明らかとなる。貘との勝負においては、元来の能力の高さ以外にも、鞍馬組やアイデアルの支援を受けて有利に進め、貘を追い込む。しかし、さらにその一歩先をいく貘の策謀に敗れる。最後に弟（雹吾）を亡くした蘭子から貘の玉の数を当てれば見逃すというゲームを提案されるが、「目前にある勝利すら全く信じない」という心理を貘に利用されて失敗し、蘭子の銃撃を受け倒れる（この時点で生死は不明）。
後にプロトポロス編において、捨隈を弟として行方を探していたロバートKに対し、銅寺が鞍馬組にいると教えるなど、生きていることが示唆されている。
マーティン・ブルース・ホワイト
アイデアルの構成員。名の知れた殺人鬼。
表面的には臆病で気弱なアメリカ人の青年。献身的で人懐こく善良な人間に見えるが、その実は標的を自らの親近者や友人などに見立てて殺害し、その哀しみを糧にする快楽殺人鬼。殺人鬼の通称として「グリーフ（悲しい）マーティン」と呼ばれる。
幼少時、病弱だった親友のニコラに頼まれ、幇助殺人を行った過去を持ち、これによって上記の特異な殺人衝動を持つようになったという。また、業の櫓編の最終盤で明かされた事実として、ニコラを殺そうとしてその両親を殺害したところで取り押さえられてしまい、肝心のニコラを殺すことはできず、いつか彼を殺すことを念願としていた。
廃坑編直後の賭郎とクレイグの交渉時に、クレイグの部下の一人として作中に初登場する。この時は李を友人に見立てて殺害しようとするが一蹴され、特に活躍はない。迷宮編で端役で登場するなどした後、業の櫓編で再登場し、クレイグと共にタワーに潜入して、鞍馬蘭子と交戦する。AED（自動体外式除細動器）を利用して感電させようとするが、彼女の策に嵌って自分が感電し、重傷を負って行方をくらます。その後、編の最終盤においてタワーから落下し重傷を負って身動きが取れないクレイグの前に瀕死の状態で現れ、殺し損ねたニコラだと気づいていたセリフを述べた後、彼を殺害し、そのまま力尽きる。

#### プロトポロスにおけるラロの協力者
ロバートK
アイデアル工作員。ビンセント・ラロの1人目の協力者。卍内での専属立会人は銅寺晴明。
ラロが「最善の切り札」と呼ぶ人物で上位の立会人にすら匹敵する戦闘能力を有す男。その強さや思考は非凡なものがあるが、本性はそこまで冷酷ではない。実は捨隈悟の実兄で、弟に会うためラロに協力する。プレイ中は鳥の仮面をつけていたが素顔は整った顔立ちの青年。
「アンタッチャブルライン」に出場して島落ちを賭けて伽羅と戦うこととなり、当初は互角の戦いを見せるものの敗北する。島落ちによって島外に島の位置を知らせることまでがラロの策であったが、予想外に運営からスカウトされる。方針を変更し、島内運営のコンピュータから本隊に連絡を取ろうとしたが、これが島落ちの不履行とみなされ、賭郎の粛清対象となる。銅寺を一度は倒すが反撃を受けて死亡し、密輸臓器用の死体として島外に搬出される。だが実は銅寺の計らいで仮死状態だっただけであり、蘇生して彼から弟の居場所を教えてもらう。
島脱出後に鞍馬組を訪問し、弟との面会を求めている。
フロイド・リー
情報屋。国際指名手配犯。ビンセント・ラロの2人目の協力者。卍内での専属立会人は間紙ボロ。
数々の国家機密やスキャンダルと言った情報を暴き出し、それをその敵対者に売りつけている情報屋。そのため、各国の諜報部や警察から常に追われている。元来、秘密を暴くことが好きという性質で、目をつけた相手の情報を徹底的に集め、その相手の心理を読むことに長けている。狡猾だが義理堅い一面もあり、潔さもある。偶然、日本にいたことから旧知のラロに声をかけられ、卍戦に参加することを決める。日本滞在中に「KY宣言」を見ており、鹿臣高司（梶隆臣）に強い興味を抱き、正体を調べて経歴も調査していた。
アズラの砦に攻め入った梶達を前に、砦の守備長として待ち構える。砦と島落ちを賭けて賭郎が用意した「矛盾遊戯」で梶と決着をつけることとなり、梶の心理を巧みに読み解きながら進めていく。特に梶に殺しはできないと断定して有利に進め追い込むが、チャンプらの助けや、梶の本質によって立会人・門倉がルールの範疇で助力したことで逆に追い込まれる。最後は梶の気迫に押されてルール違反で負けとなり、潔く負けを認め、砦の明け渡しと島落ちをする。
島落ち後には大船の復職のために賭郎に半ば脅される形で防衛庁不正事件の真相究明を依頼され、請け負う条件としてパートナーに梶を指名する。終章では実際に梶をパートナーに防衛庁不正事件の真相を暴いたことが明かされる。
キョンホ・ジョンリョ
ボディーガード。ビンセント・ラロの3人目の協力者。卍内での専属立会人は番代薫。
眼鏡と筋肉質な体躯、真横に撫で付けた髪型が特徴の青年。キョンホ・ジョンリョという名前はコードネームで、韓国語で「護衛の終わり」を意味する。通称「ジョンリョ」。。韓国およびヤクザの都市伝説で知られる怪人物で、一般的なボディーガードとは違い、契約した相手が「殺害された場合」に必ずその実行犯や黒幕に報復することで、暗殺の抑止とし、逆説的に護衛するという人物。いずれ自分という抑止力の存在を世界中に認知させて契約者の安全を保証させ、その上で全人類と契約することで、誰も人を殺すことのない平和な世界を作ることを自らの使命としている。この使命によるものか現世のことを「我が世」と称する。
その出自は韓国釜山の一般家庭の出で、幼少時から難病を患っていたが、ある宗教団体の人体実験を経た治療（ES細胞を用いた倫理的禁忌の医療）を経て優れたアスリートとなる。その際に通常の筋力の他、特に眼筋が異常に発達したため、驚異的な反射神経や視力、動体視力を持つに至り、自らを神と同一視して先述のような思想を持つに至る。その戦闘能力は非常に高く、無傷の伽羅とも互角以上の戦いを繰り広げる。
初登場は雄牛の子宮編の最終盤であり、契約していた滑骨が伽羅に殺害されたことにより、報復として彼の命を狙うようになる。その結果、日本に滞在中であり、伽羅も卍戦に参加するため、ラロの招聘を受けることとなる。プロトポロスではラロからの命令によってアウトローの掌握を行うが、同じ目的の伽羅と出会い、番代の差し金で必ず死者が出る「毒孕薬奪」で決着をつけることとなる。その動体視力と反射神経で伽羅を追い詰めるものの、解毒剤に注意を向けすぎたことと伽羅の片腕を犠牲にした猛攻により敗北・死亡する。ゲーム自体は敗北するものの、伽羅にも致命傷を与えており、彼も間もなく死ぬ。
梟（ふくろう）
元賭郎会員の勝負師。ビンセント・ラロの4人目の協力者。卍内での専属立会人は能輪紫音。後に立会人。
ケロイド状の頭部によって表情が読めない不気味な老齢の男。賭郎でも有名なポーカーの達人で、勝負師として非常に頭も切れ、駆け引きの上手さも抜きん出ている。かつてハルと名乗っていた創一にポーカーで勝利した実力者であり、作中では最後に立会人となるなど、拳銃の扱いや身のこなしの軽さも見せる。物語の現在軸の初登場はプロトポロス編であるが、捨隈の会員権の元持ち主であったり、ハルの過去など、しばしばそれ以前から登場している。
賭郎を愛し存続を望むが故に、賭郎の乗っ取りを企むアイデアルに協力するという自論を持つ。八百長勝負によって自身の会員権を捨隈に渡すなど、かなり以前からアイデアルに協力しており、卍戦ではラロより協力者に指名される。同編では独立行動を取り、密かにアウトローとして活動していた。アラタの計画に乗る形で運営内部に潜入し撹乱するなど、追い詰められたラロを補佐し、最終的にエア・ポーカー勝負にまで持ち込まさせることに成功する。勝負師として創一と互角の勝負をするが、最後は死痛の恐怖によって自身の直感を信じきれず敗北する。死を覚悟するも、創一から立会人になることを命じられ、続く屋形越えの立会人を決める立会人達の勝負（ハンカチ集め）の指揮・管理を行う。最後のハンカチ落としについてもスピーカーや時報などの調整を行い、音声という形で他の者たちが観戦できるように仕切る。勝利した獏の策謀の深さを信じきれない立会人たちに対し、勝負師という立場から偶然などではなく最初から獏が狙っていたものだと論駁する。
百龍（バイロン）
中国で暗躍する伝説の兇手。卍戦におけるビンセント・ラロの非公式の協力者で不正入卍者。
かつて黒社会を震撼させた二大暗殺者の一人で老齢の殺し屋。龍の描かれた白スーツが特徴。殺戮の道を極めた猛者でありその様をラロから「古強者」「殺戮百般」と称される。今は引退し荒れた隠遁生活を送っていたが、後述の過去から探していた鷹（イン）こと三鷹花が卍内にいることをラロに教えられ、彼に手を貸す。気づいた時には既に手遅れという意味で、自身を「詰まった耳くそ」に例える癖がある。
亜面から「伽羅・撻器並み」と評され、ヰ近を戦闘不能にし、夜行妃古壱と互角以上の戦いをするなど、作中屈指の戦闘能力を持つ。基本は徒手格闘で、老体とは思えない体捌きや反応速度を見せるが、さらに正確無比で気絶するほど強力な指弾や火を噴いて相手を怯ませるといった技も持つ。その攻撃は無数の武器の塊のイメージで描写される。
かつて鷹（イン）と名乗っていた時代の三鷹の恋人で、2人それぞれが恐れられた存在であった。三鷹が妊娠を機に暗殺稼業から足を洗おうとしたため、袂を分かつことになり、以後、三鷹と生まれたであろう子供の行方を捜していた。三鷹は百龍が自分を殺すために捜していると考えていたが、少なくとも今の百龍は最終的には3人で平穏な生活を送ることを望んでいた。
ラロの招聘を受け運営の支配と立会人の殲滅のため不正に島に上陸した者達の1人として登場。シングルタスクの阿比留を殺害して運営端末を奪い、トルベとラロを補佐しつつ、亜面・ヰ近と立て続けに闘い、ほぼ完勝を収める。貘の命を狙って妃古壱と対決するが、互いが強烈な応酬で意識を失うなど泥仕合の結果、重傷を負い錯乱したまま離脱する。その後、度重なる暴徒との戦いで憔悴し瀕死の中で三鷹に遭遇、見境なく襲い掛かるも粛清される。今際の際では三鷹に再会できた喜びを心中で必死に訴えるもそのまま事切れた。
トルベ
卍戦におけるビンセント・ラロの非公式の協力者で不正入卍者。ラロの別働隊のリーダー。
目の位置が左右でズレていることが特徴の男。コードネームは「地雷」（torpedo）に由来し、爆弾スキルがある。幼少期に父親の虐待を受けていた影響で全身の骨格が特殊になっており、顔のパーツすらずらすことで自身の容姿を変えることができる。
島内のラロから連絡を受けて、プロトポロスの場所を特定し、島への物資搬入を妨害して兵糧攻めを行い、後には不正入卍者達の指揮・手引きを指揮するなどラロの盤外戦術の実行を担う。その後、隊を率いて島に上陸、妃古壱の奇襲によって大半の仲間を粛清されるものの、折からの食糧不足などに端を発するプレイヤー達の不安や恐怖心を扇動して、島を恐慌状態に陥れる。亜面ら立会人を限界まで追い詰め、自らもその変装能力と爆弾で運営や立会人に危害を加えようとするが、弥鱈に見破られ粛清される。
百龍の偽者
卍戦におけるビンセント・ラロの非公式の協力者で不正入卍者。名前不明。
大柄な体格の男。伝説の暗殺者「百龍」を名乗り、能輪美年に1億円の値をつけられるほどの戦闘能力を持つが実は偽者であり、トルベによれば囮役。作中では台場が行ったインナー放電で失神した南方を銃撃して瀕死に追い込み、直後に現れた美年と戦うこととなる。美年に見込まれるほどの戦闘能力を見せつけるものの、実は足技が使えるという美年の秘策によって敗北、死亡する。
アノマ
卍戦におけるビンセント・ラロの非公式の協力者で不正入卍者。
先読みして相手の発言に被せて話す特徴がある男。妃古壱の奇襲を運良く生き延びた数少ない人物で、エア・ポーカー戦の終了直後に登場する（名前はそれ以前にも登場している）。ラロから、自分が死んだ場合にその遺体をダイヤモンドに加工するうよう依頼されており、立会人たちに自分の正体を名乗って礼儀正しく遺体の回収を行う。戦闘要員ではないが、厚いガラスを素手で割るなど、一定の力は有す。
ヴィゾーム編の序盤にも登場し、ラロのもう一つの遺言に従って、彼の遺体ダイヤを貘に託す。
首切りジョーンズとソーダメーカー
卍戦におけるビンセント・ラロの非公式の協力者で不正入卍者。
入島早々に虚を突いた夜行妃古壱の奇襲を受け殺されたトルベの部下のうち、特に手練れと評される者。戦闘能力は立会人に匹敵すると評され、夜行の奇襲がなければ後々厄介なことになっていただろうと能輪に言われている。この経緯のため、ほぼ未登場であったが、百龍-亜面戦において、意識を失った亜面の夢の中に登場し、彼女を拷問する。また、首切りジョーンズの得物であったチェーンソーは、その後、暴徒が用い、しばしば作中に登場する。

### 警察

#### 警視庁関係者
笹岡（ささおか）副総監
警視長副総監。密葬課の元締め。
警視庁内において密葬課とLファイルを取り仕切るキャリアの一人。自分をリスクに晒すことなく、部下に命じて汚れ仕事をさせる。警察内の反賭郎派の代表的な人物であり、廃坑編で賭郎が暗謀を成立させると賭郎派であった前副総監の失脚に伴い、現職に就く。業の櫓編の登場人物だが、後に過去編にも登場する。
業の櫓編において南方の裏切りから創一に帝国タワーへの突入人員を決める賭郎勝負を挑まれ、これを受ける。嵐童の敗北を受けて拷問器具「レッドドラゴン」に繋がれ、自らの血が抜かれていく恐怖を受ける。実際には血はまったく抜かれていなかったが、ギミックによる錯覚によってショック死してしまう。これによって、今まで警察上層部が抱えていた不祥事をなすりつけられた上、警察機構は完全に賭郎の支配下に置かれ、密葬課は解体・吸収されてしまう。また、創一からは「自分が助かりたい一心、しかも思い込みで死んだ虫以下」と唾棄される。
過去編において再登場し、当時の肩書きは警視庁警備部部長（警視長）。酒井の依頼を受け、貘との賭郎勝負に立ち会う。結果的には酒井の権益を守るという任務には失敗するものの、その際の貘の台詞から、賭郎にアリバイを取り立たせ、警察が隠蔽した有力者の犯罪を擦り付けるという後のLファイルの構想を思いつく（これは貘自身が誘導していた素振りも見せる）。
天真 征一（あまこ せいいち）
警視長。密葬課や迷宮ギャンブルに関わるキャリア組。
→#迷宮のミノタウロス編
南方 恭次（なんぽう きょうじ）
警視正。後に賭郎立会人。
→#立会人
雪井出 薫（ゆきいで かおる）
警官もしくは警察の協力者（公的な立場は不明）。賭郎会員。専属立会人は不明。
→#迷宮のミノタウロス編

#### 密葬課
真鍋 匠（まなべ たくみ）
密葬課の課長。後に賭郎弐拾九號立会人。
→#立会人
三鷹 花（みたか はな）
密葬課の課員。後に賭郎参拾號立会人。
→#立会人
箕輪 勢一（みのわ せいいち）
密葬課の課員。天真の部下。
→#迷宮のミノタウロス編
嵐童 公平（らんどう こうへい）
密葬課の課員。機動隊所属。
→#業の櫓編

### 官公庁・暗謀
蜂名 直器（はちな なおき）
内閣情報調査室課員。正体は切間創一。
整った顔立ちの青年官僚。その正体は切間創一で賭郎外で活動する際の表向きの身分の一つ。前髪を下ろしてるため、創一の特徴である眉間の黒子が見えない。
バトルシップ編では創一としての記憶を失っており、蜂名として大船が捜査する防衛庁不正事件に協力する。
尾野神 真（おのかみ まこと）
検事総長。暗謀の設立者で賭郎の協力者。
唇が極端にひん曲がった風貌の初老の男。廃坑編において、ハングマン勝負の陰で行われていた暗謀設立の表向きの首謀者。将来有望な若手エリートら（蜂名、大船、横井、外務省所属の男、検察庁の3人）を集め、佐田国のテロを利用して暗謀設立を持ちかけるが、すべて切間創一の指示であり、彼をお屋形様と呼ぶ。
大船 額人（おおふな がくひと）
防衛省職員。暗謀設立の関係者。
大柄な体格に正義感の強い男。暗謀設立に際して尾野神に声を掛けられた将来有望な若手官僚の一人で、その際に「蜂名」と名乗る創一と出会い、バトルシップ編の出来事を通して彼と不思議な交友関係を築く。プロトポロス編では創一が密かに用意していた切り札となり、エア・ポーカーや屋形越えなどでは賭郎以外の人物として創一の身を案じ、能輪美年からはお屋形様ではない創一と親しい人物と評価されている。創一からは「ガクト」と呼ばれる。
初登場は端役ながら廃坑編で、上記の通り暗謀設立に関与する。その後、業の櫓編の終わりに再登場して記憶喪失中の創一と再会し、半ば彼に翻弄されながらも、続くバトルシップ編において彼の協力で防衛省機密漏洩事件の調査を行っていく。城道、続けて密輸船「ジャルード号」と調査を進めていく中で、横井や梶とも出会う。そして、ジャルード号の船長レーシィと、事件の証拠と、船の出航権利を賭けて彼が用意したボードゲーム「バトルシップ」で賭郎勝負を行うこととなる。当初は、ゲームやギャンブルには不向きな、その堅物的な信念や精神が仇となり追い込まれるが、創一や梶の暗躍で巻き返し、立会人の最上から化けたと評されるに至る。さらにその堅物さが逆にレーシィのトラウマを掘り起こし、精神的に追い詰めていく。最終的にはレーシィの土壇場の奇策で敗北するが、その裏をかいて死地を脱する。ところが事件の黒幕によって濡れ衣を着せられ、創一によって表向きはジャルード号の沈没で事故死したことにされ、潜伏生活を余儀なくされる。
プロトポロス編の終盤において、創一の切り札として再登場する。大船自身は事態が飲み込めず翻弄される中にあって、トルベらによって混乱に陥った島を持ち前の正義感と信念によって収拾し、ラロらの狙いであった最終的な破滅を防ぐ。その後は、創一の友人としてエア・ポーカーやハンカチ落とし（屋形越え）に観戦者として関わり、彼の安否を気遣う。
ヴィゾーム編では賭郎の依頼を受けたフロイド・リーによって防衛省機密漏洩事件の真相が暴かれ、表社会に復帰している。
横井（よこい）
朝毎新聞の記者。暗謀設立の関係者。
ジャーナリストとして不正に立ち向かう強い信念を持つ男。暗謀の設立に関して尾野神の招聘を受けていたり、「KY宣言」において鹿臣高司がキー人物だったと見抜いた上で、さらに梶を一目で鹿臣だったと見破るなど、能力は高い。一方で真実追求のために他者を巻き込む傍迷惑な面もある。
バトルシップ編で本格的に登場し、カールを情報提供者として防衛省機密漏洩事件を追っていた。その中でカールの使いとしてやってきた梶を、KY宣言での鹿臣高司の正体と気づき、その能力を評価して行動を共にし、事件の鍵を握る密輸船「ジャルード号」へ潜入する。梶と共にレーシィ船長に捕まり、大船を代打ちとしてバトルシップゲームが始まると、レーシィに誘導され拘束される。知らず内に実は横井の心拍数によって当たりがレーシィに伝わっていたが梶の機転で助かり、船を脱出する。
その後、ヴィゾーム編にも端役として登場し、フロイド・リーの調査能力を称賛している。

### 鞍馬組と関係者
鞍馬 蘭子（くらま らんこ）
声 - なし / 宇乃音亜季 / 演 - 白石麻衣
暴力団鞍馬組の女組長。賭郎会員。専属立会人は最上妙子。カジノクラブ「クララ」のオーナー。
妖艶な美女で、武闘派の暴力団の組長らしい女傑。凄む際に見せる爬虫類のような表情が特徴で「蛇」に擬えられることが多い。衣装は頻繁に変わる。ごく初期から登場し、基本的には作中を暗躍してフィクサー的な役回りに徹するが、例外的に業の櫓編では自ら行動を起こす。また、ハンカチ落としでは最上と共に勝負の行方を観戦する。賭郎会員だが、作中で蘭子自身が賭郎勝負をすることはない。逆に勝負を観戦することはあり、人主として参加もする。専属立会人である最上とは肉体関係にある。
先代鞍馬組組長の娘で、頭角を表すと18歳にして跡目を継ぎ、広域暴力団神保組の若頭となる。腹心のレオと弟の雹吾を2本の牙として武闘派ながら弱小だった組を急成長させ、組員からの人望は高い。基本的には極道として狡猾な人物であり、敵対者を殺害することも躊躇しないが、「善人や女子供、弱者には手をかけない」という矜持は持つ。
廃ビル脱出編の最終盤で端役として登場した後、廃坑編で本格的に登場し、佐田国に自分のカジノを荒らされたことから、レオを派遣してテロ計画を潰すと同時に、資金が足りない貘に人主として10億円を投資するなど、間接的にストーリーに大きな影響を与える。その後、雄牛の子宮編で再登場し、羽山家の資産をむしり取ろうとしていたところを、無実を証明するために羽山邸にやってきた梶と出会う。梶の正体をバラしつつも、あえて梶と郁斗の戦いを成立させることで、標的の羽山と競合相手の滑川を出し抜いて資産の強奪に成功する。業の櫓編では、捨隈や雹吾を帝国タワーに送り込んで貘の計画に横槍を入れ、自らもレオを率いてタワーに乗り込む。同編の黒幕かと思われたが、さらにその上を行くアイデアルの陰謀に巻き込まれ（そもそも捨隈が敵だったことなど）、クレイグらと戦うこととなる。最終的には雹吾の死を自身の判断ミスと反省し、最後に捨隈を撃って同編に終止符を打つ。
元は読切版の敵役で、カジノ「賭郎」のオーナーだった。そこで「嘘喰い」と呼ばれる男と勝負を行うも敗北。暴力に物を言わせて彼を殺害しようとするが、彼の策略により有り金全てを巻き上げられる。
レオ
演 - 森崎ウィン
鞍馬組組員。蘭子の暴。本名不明。
獅子じみた強面で筋肉質の男。単純な格闘術のほかに様々な武器の使用に長け、その戦闘能力は伽羅から立会人クラスと評される。冷静沈着でプロ意識が強く、己の立場を弁え、蘭子からはまともな性格と評され、彼女の暴走を止めるストッパーとしての役割を果たすことも多い。面倒見もよく、マルコからはおじさんとして慕われるが、情に流されることはなく、あくまで蘭子の忠実な部下として振る舞う。下記の登場以外にも蘭子の側近としてしばしば作中で姿を見せる。
廃坑編で登場し、蘭子の命を受けて鞍馬組のカジノを荒らした佐田国への報復を計画していた。その中で佐田国らの首都ミサイル攻撃のテロ計画を知り、偶然出会ったマルコと共闘して計画阻止に奔走する。業の櫓編では蘭子や雹吾と共に帝国タワー内に潜入しており、貘・アイデアル以外の第三勢力としてクレイグやマルコと戦う。ハンカチ落とし勝負では、蘭子や最上と共に島外から音声通信を観戦する。
雹吾（ひょうご）
鞍馬組組員。鞍馬蘭子の実弟であり暴。作中では一貫して姓は表記されない。業の櫓編の主要人物。
長いもみあげが特徴の青年。レオと共に蘭子の二本の牙に擬えられる戦闘要員でCQCの達人。姉である蘭子に対しある種の畏敬の念を抱いており、彼女に褒められるよりも叱責される事を望む傾向がある。登場するのは業の櫓編だが、かつて蘭子と九重の抗争において廃ビルに乗り込み、彼を破滅寸前まで追い込んだ過去がある。この時はさらにまだ幼かったマルコをただの子供・非脅威と見誤り、部下たちが壊滅させられるという失態を犯す。
業の櫓編において捨隈の相方として賭郎勝負に挑む。登場初期の来歴は不明で、その後、捨隈と共に鞍馬組の構成員であることや蘭子の弟であることが明かされる。タワー内では上記の因縁もあった、貘の相方であるマルコと交戦し、レオと共に追い詰める。初戦ではマルコの一撃によってタワーから転落するが、落下地点でSATの嵐童と戦闘していた夜行丈一をクッションとして利用し生還する。再度、タワー内に戻ると予め潜んでいた蘭子と合流し、賭郎勝負を背後から操ろうとするが、同じ思惑のクレイグも潜入しており彼と交戦する。一度は倒すものの、意識を失ったことで本来の戦闘能力を発揮した彼には手も足も出ず瞬殺される。

### プロトポロス関係者
リチャード・アラタ
世界的人気ゲーム「プロトポロス」を製作した伝説的なゲームデザイナー。アウトローの一派「潜伏派」のリーダー。
長髪とサングラスで素顔を隠した男性。運営者達によれば、オフプロの構築期で周りが疲弊する中にあっても旺盛に指揮を執り続け、非常時の英雄・神のような存在だったという。表向きはプロトポロスの権利を売却して消えたことになっているが、台馬ら同志達と共に現実世界でのプロトポロス（オフプロ）を製作する。その後、台馬らに管理を任せ、完全に消息を絶っていたが、少なくともプロトポロス編の時系列においては密かに入島しており、レベル100の特権アカウントを持って「潜伏派」のリーダーとして暗躍していた。
解離性障害によって自分自身を第三者の視点から見る独特の感覚を持ち、それを神の存在と神が自分を見ていることの証拠だと考えている。アウトローを掌握したい貘とラロの戦いにあっては特に他意を見せず、卍勝負に従う素振りを見せていたが、やがては何らかの目的のために彼らを出し抜くような行動を見せていく。上記の特権アカウントを使ってプレーヤーに復帰する、という形で貘との契約を一方的に破棄し、実は手下の藤壺を使って工作員（実は梟）を潜入させ、システムの支配に必要な台馬のパスワードを手に入れようとする。さらには疲弊したラロを手球に取り、自らの手駒に加えようとしたが、「カラカルのダイアモンド」に触れたことでラロの狂気を誘発してしまい殺される。その後、特権アカウントをめぐり、エア・ポーカー対決へと展開していく。
プロトポロス編のクライマックスにおいて、実は今まで作中に登場していたアラタは偽者であったことが判明する。神の視点の正体も、本物のアラタに操られていることを意味していた。真の目的は本物の国家規模のプロトポロスを行うことにあり、今までのゲームはそのための選別であったという（β版と呼称される）。最後に台馬達の前に姿を表すと、望む者を連れて、アフリカの破綻国家・ヒューガー人民共和国を乗っ取り、国家規模のプロトポロスを実現する。

#### オフプロ運営側
台馬 洋海（だいば ひろみ）
オフプロの管理者。
両目がそれぞれ上斜視と下斜視の外斜視となっている壮年の男性。アラタが去った後のオフプロ運営のトップであり、オフプロの運営・維持を第一に行動する。常に笑顔ではあるものの、不気味な雰囲気もあり、部下の荻野目や円堂らから十分な信頼を得られてはいない。作中では結果として島を混乱に陥れてしまうが、その収拾に尽力し、プレーヤーを守るために奔走する。オフプロをアラタと共に造り上げた古株であり、彼の信奉者。
プロトポロス編において弥鱈と交渉し、本来的には認められない立会人の存在をインナーを必ず着用するという条件で、卍勝負への協力を承認する。しかし、貘とラロの急激な成長とそれに伴う想定外の事態に懸念を深める。ゲーム中盤にラロが島外から仲間を呼び寄せなどして島を崩壊させようと目論むと、賭郎を自分たちの配下に収めてオフプロを守らせるために、全立会人のインナーに放電（制電）を実施し、動けなくなった弥鱈を監禁、さらにハル（創一）も捕らえる。第三勢力としてアラタが自分たちを裏切って暗躍していたことなども知り、最終的には賭郎と和解し、再び行動の自由を認める。最終盤では梟の銃撃から藤壺を庇って負傷するが一命を取り留める。
エア・ポーカー戦終了後、オフプロの解散を決定し、部下たちやプレーヤーたちと共に島を去ろうとするが、そこに本物のアラタが現れると、彼の誘いに乗り、ヒューガー人民共和国の乗っ取りに加担したことが示唆される。
荻野目（おぎのめ）
アズラ班長。
細身の壮年の男。梟からは「手癖が悪く抜け目がない」と評される。アズラの担当者として急速成長するラロに目をつける。編の終盤に梟が運営に乗り込んだ際には、状況を逆転しようとするが、梟には見抜かれており手を撃たれる。
最後は台馬らと共に本物のアラタの誘いに乗ってヒューガー人民共和国に向かったことが示唆される。
倉敷（くらしき）
テイパー班長。
梟からは「すぐ逃げる」と評される。テイパーの担当者として急速成長する貘に目をつける。基本的には荻野目や藤壺の話し相手として作中に登場する。編の終盤に梟が運営に乗り込んだ際には、逃げようとするが足を撃たれる。
最後は台馬らと共に本物のアラタの誘いに乗ってヒューガー人民共和国に向かったことが示唆される。
藤壺（ふじつぼ）
ショウド班長。
肥満体で眼鏡を掛けた男。ショウド担当としてアズラ、テイパーで何かが動いてるのに対しショウドでは何も起こっていないことに焦りを感じる。その後、美人ののぶ子が国王になったことに喜ぶ様子を見せる。
実は密かにアラタと連絡を取り合っていた裏切り者。終盤、台馬が裏切り者とする円堂の見当違いの狙いに乗り、台馬を討伐すると称してメインコンピューター室に立てこもる。梟が運営に乗り込んだ際には「その野心ほどに頭が追いついていない」と評され、撃たれそうになるも身を挺した台馬に庇われ助かる。
エアポーカー終結後、偽アラタの死体を見て神ではないことを知る。真アラタや台場とは異なる船に乗船してヒューガーには行かなかった模様。
円堂（えんどう）
中立地帯班長。元アナリスト。
直接的にはペルペスの上司にあたる人物で、貘とラロの争いによって滅茶苦茶になった闘技場の事態収拾に力を入れる。台馬からは重要度では自分の次と評されていたが、円堂自身は台馬を信じ切ることができなかった。
アウトローから押収した荷物の中に大量のヒューガー人民共和国の紙幣を見つけ、台馬を疑い、問い詰める。後に真の裏切り者はアラタであったことに気づくも、梟に襲われて致命傷を受け、同僚たちにそのことを伝えて力尽きる。
大宮寺（だいぐうじ）
島内の監視や追跡システムの担当者。元科捜研の刑事。
すだれ髪の男性。元科捜研という来歴から島内の監視・追跡システムを開発を行い、またモニターに映った人物の身長を目測で把握するなど高い能力を持つ。同編の後半の恐慌状態に陥った島内において、不法入島者の捜索中に監視カメラで発見したトルベを捕まえようとする。しかし、トルベの返り討ちにあった上に爆弾を括りつけられ、囮に利用される。トルベの策を弥鱈が見抜いたことで重傷を負うも助かる。
ペルペス
闘技場支配人。
髭とオールバック状の長髪が特徴の中年男性。正式にはプレーヤーだが、中立地帯にある闘技場の運営を任されており、闘技場のギャンブルを利用して島内の貨幣流通量の調整を担うなど、役割は「調整者」に近い。実世界では会社を倒産させて多額の借金を負っており、そのためにオフプロに逃げて来たという来歴を持ち、島外には残してきた娘がいる。また、その娘を支援するために、使い込みや禁止されているリアルマネートレードを行っていた。
プロトポロス編序盤において、闘技場の仕組みを貘とラロに目を付けられる。「ああああ」ら調整者を使って勝敗をコントロールしようとするものの、2人には通用せず、連日大穴を出され、運営で上司にあたる円堂から苦言を呈され、追い込まれる。さらに最終的には貘から上記の使い込みを見抜かれ、自分たちに協力するように脅される。しかし、貘の狙いは、お金よりも経験値集めであったために両者に得のある関係を築け、運営もうまく騙せ、ほとんど貘の仲間と言って差し支えない状態になる。アズラの砦の戦い（「矛盾遊戯」）によって負傷した梶の面倒を見、売春婦を斡旋して感謝される。
同編後半の島の混乱下では梶、チャンプと共に逃亡生活を送る。
ああああ
闘技場の調整者。
闘技場で行われるギャンブル「アンタッチャブルライン」の「調整者」。身体能力は高く、上手く大穴を出させないように場をコントロールする。荒波田を兄貴と呼ぶ。チャンプらのチームを追い込むが、マルコには勝てないと悟ると、ゲームの仕組みを用いて無力化する。しかし、翌日の「アンタッチャブルライン」ではロバートKに瞬殺されてしまう。
ベロニカ
闘技場の調整者（シングルタスク）。
顔に火傷のような痕がある男。人を問わず「殺すこと」を好み、「人は飽きた」と、虎に漂流者を襲わせ、人の味を覚えた虎を自らの手で始末する、という狂気染みた趣向を持つ。あまりに危険すぎるとして島から追放されたと思われていたが、実はシングルタスクとして島内に匿われていた（ペルペスも知らなかった）。
連日大穴を出されることに危惧していた円堂が、ペルペスに貸し与えるという形で作中に登場する。伽羅が参加したアンタッチャブルラインにおける運営サイドの切り札として、彼に一定の善戦はするが、敗北する。
荒波田（あらはた）
調整者（シングルタスク）。
筋肉粒々の若い男でトンボの描かれたシャツが特徴。身体能力は高く好戦的な面も持つ。同編中盤において台馬の命令を受けてハル（創一）の拘束を行う。その後は、暴徒の鎮圧に従事する。
エア・ポーカー後に身の振り方に困ってぼやいていたところを、それをたまたま耳にした三鷹に賭郎に誘われる。実際に賭郎に入ったかは不明だが、夜行が主催した屋形越えにおいて、彼の依頼を受けて臨死のための薬剤の調達・運搬を行っている。
阿比留（あびる）
調整者（シングルタスク）。
プロトポロス編中盤においてラロの差し金によるトルベ率いる不法入島者始末の命令を受ける。そこで百龍と戦闘になり、容易く殺害され、所持していたタブレット（アクセス権）をトルベに利用される。強さについては百龍からそれなりに評価される。

#### オフプロのプレーヤー
チャンプ
テイパーの奴隷プレイヤー。本名「土屋剛」。プロトポロス編の主要人物。
無精ひげの壮年の男性。元はしがない若手サラリーマンで、オンプロでNo.1プレイヤーとなったことから運営に無料で市民待遇でオフプロに誘われ、島にやってきたという来歴を持つ。その後、つね男の裏切りによってビオスを全て失い奴隷に堕ちていた。下記の通り、裏切られやすく、仲間の反感を買いやすい側面もあるが、「四神包囲」や「アンタッチャブルライン」では策を提案し、仲間たちのリーダーのように振る舞うことも多い。元オンプロの一流プレーヤーとしてゲームのシステムや内容に詳しく、後に仲間となった貘を手助けする。
自身を能力がある善人と捉えているが、その実は自分の責任を放棄し、問題が起こっても他人に原因を求める性格。もともと会社を辞め、オンプロにのめり込んだのも、会社での失敗を上司と客先に押し付けたためであった。困った人を見ると助けようとするが、同時に相手の気持ちを考えずに理想論だけを語るために反発されることも少なくなく、失敗すればその人に責任転嫁するため、中途半端な優しさとなっていた。貘からは「本当の根っからの奴隷根性で心理が読めない」と評されるが、その貘との出会いによって自己に向き合い、プロトポロス編を通して成長していく。
プロトポロス編の最序盤において、テイパーの奴隷としてやってきた貘と出会う。直後にヰ近主催で始まった「四神包囲」では貘に翻弄され、最終的には諍いがあったりゅうせいらも含めた奴隷仲間たちで共闘して倒そうとするも、結局完敗し、ヰ近から借りた200ビオスを含めた全額を失う。このため、同様の借金を抱えた仲間たちと共に、ヰ近に闘技場に売られてしまい、オフプロで最下級といわれる闘技場の奴隷（アンタッチャブル）にまで堕ちてしまう。しかし、それも含めて貘の狙いであり、マルコの手助けを受けるなどして「アンタッチャブルライン」で活躍し、貘に利益をもたらす。その後は、貘の積極的な協力者となり、最終的にはレベル80の上級職にまで上り詰める。貘・チャンプ・りゅうせいの3人で3王を占めることが、貘が皇帝に就くための布石であった。
同編後半の島の混乱下では梶らと共に逃亡生活を送り、最終的にはりゅうせいやみのるらと共に生還を果たす。現実社会への復帰をうかがわせていたが、乗った船はヒューガー人民共和国行きであった可能性が示唆されている。
りゅうせい
テイパーの奴隷プレイヤー。本名「大山のぶ男」。「四神包囲」「アンタッチャブルライン」の参加者。
チャンプの奴隷仲間である線の細い青年。甘やかされて育ったため、ちょっとした叱責を受けると激怒する。奴隷たちの間で行っていた頼母子講において、チャンプの提案でイカサマを行うも、土壇場で彼を裏切り利益を得るなど、仲が悪い。貘の登場によってチャンプと和解し、貘の協力者として行動する。
プロトポロス編の最序盤において貘と出会い、「四神包囲」で戦うこととなる。貘の行動を観察することでゲームの定石にいち早く気づくが、最終的にはすべてを失い、闘技場に売られてしまう。「アンタッチャブルライン」ではチャンプら仲間たちと共闘して結束を高め、貘によって市民職に復帰後も積極的に協力し、最終的にはレベル80の上級職にまで上り詰める。
同編後半の島の混乱下においては、貘の仲間かつ王候補人材であったことで、アイデアルに狙われ捕まる。みのるを人質に取られ、ラロが貘に勝負を飲ませるための脅迫に利用されてしまう。このため、最後の戦いではラロの打倒を貘に懇願する。プロトポロス崩壊時にチャンプ、みのると共に生還。
みのる
テイパーの奴隷プレイヤー。「四神包囲」の参加者。
りゅうせいと仲が良く目をかけられている。チャンプやりゅうせいと比べると頭が回らず、愚かな面も目立つが、自分なりの考えで行動し、結果として2人よりも慎重な面もある。
「四神包囲」に負けたが、チャンプ、りゅうせいのようにヰ近からの借金を背負うことはなかったため、闘技場送りは免れる。闘技場から戻ってきたりゅうせい達と再会し、貘の協力者となる。
同編後半の島の混乱下においては、りゅうせいへの人質としてアイデアルに誘拐される。プロトポロス崩壊時にチャンプ、りゅうせいと共に生還。
トラボルタ
テイパーの奴隷プレイヤー。「四神包囲」「アンタッチャブルライン」の参加者。
小柄な男。かつてチャンプにオンプロで助けられたことがあり義理堅い。楽観的過ぎて状況を読めない面がある。
「四神包囲」に負け、チャンプらと共に闘技場に売られる。「アンタッチャブルライン」では最弱ゆえに仲間の要として守られる役を与えられるが、自身も戦って仲間の勝利に貢献する。最終的に市民に復帰すると島を出る。
パチャンガ
テイパーの奴隷プレイヤー。「四神包囲」「アンタッチャブルライン」の参加者。
経緯は同上。貘に買い戻される形で市民に復帰し、協力者となる。同編後半の島の混乱下で暴徒に襲われ死亡。
トビ太
テイパーの奴隷プレイヤー。「四神包囲」「アンタッチャブルライン」の参加者。
経緯は同上。市民に戻り島を出た模様。
メンマ
テイパーの奴隷プレイヤー。「四神包囲」の参加者。
「四神包囲」に負けたが闘技場送りは免れた。同編後半の島の混乱下においては、みのると共にアイデアルに囚われ、りゅうせいを脅迫するために殺害される。
つね男
テイパーのプレイヤー。「アンタッチャブルライン」の参加者。
自分を強者と嘯く悪辣な男。チャンプを卑劣な罠にかけて奴隷に堕とした張本人であり、一切の良心の呵責がない。
「アンタッチャブルライン」において敵方（ハンター方）のプレーヤーとして登場する。チャンプら奴隷たちを舐めてかかるが、強い結束を見せた梶やチャンプ達によって返り討ちにされる。その後、仲間と闘技場から出て森の中を歩いていたところ、伽羅によって違反行為である自国のプレイヤーのPK（プレイヤーキル）をさせられ、服を奪われた挙句にお尋ね者として捕まる。
その後、闘技場においてモンスター役として着ぐるみを着て戦わされている描写がある。
のぶ子
ショウドの上級職プレーヤー。後にショウド国王。
ポニーテールで巨乳の美人。古参プレイヤーでプロトポロスのルールや、現在のショウドについて詳しい。アウトローに襲われたところをハル（創一）に助けられ、以後ハルを護衛として側に置く。助けてくれたハルに対し好意を抱いているが、そのマイペースさに振り回される。1年以上プロトポロスから出ておらず、島を出ても帰る場所もないという。
ショウドのプレーヤーとして島入りしたハルが、貘とラロを共倒れさせるべく、のぶ子を皇帝にしようとする思惑に知らずに乗せられてしまう。ハルの支援の他にも、元来の容姿もあってショウドの他プレーヤーの支持を得てまたたく間にショウド国王となる。
編の後半ではアイデアルの策謀に気づき、島が危険な状態が陥ることを予見したハルによって、梶と島落ちを賭けた八百長の勝負を行い、賭郎が用意した潜水艦で島落ちする。
最終エピソードで再登場し、蘇生するも入院していた創一を担当する看護師となっている。
カメオ
テイパーの司祭（上級職）。後に貘の協力者。
禿頭の小柄な中年男。上級職にあり、ゲーム中は司祭として威厳のあるような言動を行うが本性は気弱。
とあるアズラのプレイヤーに色恋の私怨があり、抹殺クエストの依頼を出し、貘がこれを受ける。しかし、貘がクエストを口実にして砦を陥落させたために、安定していた三国の均衡状態が崩れてしまう。自分がその引き金を引いてしまったことに動揺したところを貘に付け入れられ、半ば強制的に彼に協力を強いられるようになる。
編の後半の恐慌状態の島においてはアイデアルと暴徒から暴行を受けりゅうせいの情報を吐いてしまう。その罪悪感から危機に陥っていた貘を救おうとするが、暴徒の撃った銃弾に当たってしまう。生死は不明であり、以降は登場しない。
ネロネロ
テイパー国王。「ハンド・チョッパー」戦の相手。
細身の青年。現在のテイパー国王だが、現在の地位に満足しており三国統一には興味がない（統一すると、ブランク期間の後に職位がリセットされるため）。実はマサチューセッツ工科大学に飛び級で入学した経歴を持つ天才であり、スマホアプリ開発会社を設立して数本の大ヒットを出して資産を得ると会社を部下に任せ、プロトポロスで取り巻きと共に生活を送っていた。また、裏社会にも詳しく、賭郎の存在も知っていた。賭郎の事前分析では現在の3人の国王の中で最も手強い人物。
異常な攻略スピードの貘に目を付けて城に招待し、作中に登場する。貘の実力を高く評価した上で上記の目的から王位を持ち回りで担うことを提案するも、今すぐに王になりたい貘とは意見が合わず、玉座と島落ち、さらに賭郎会員権をかけて賭郎勝負を行うこととなる。勝負内容は自分が得意とする「ハンド・チョッパー」に決まり、元来の頭の回転の速さと定石を熟知していることから有利に進めるものの、貘の常識外れな策の前に逆転敗北を喫し、島落ちとなる。
ヌルパチ、ハメハメ
テイパーの上級職で、ネロネロの側近たち。三人の中で手が空いた者に王を回すことで、好きなときに島落ちして気分転換してきた。
槍朝
ショウド国王。どじょう髭の中年男。
周囲の戦国～江戸風の風貌と一風異なり、鎌倉武士風の風貌をしている。ネロネロ同様に三国統一など望んでいなかったが、ハルの謀略で手柄を立て続けるのぶ子に選王で敗北し、一般上級職に降下。合戦ではLV80超の上級職にふさわしい強さで活躍したが、ラロの策略でショウドの住環境が悪化した頃から登場しなくなり、島落ちをしたことがうかがえる。
謙信
ショウドの上級職プレイヤー。精悍な頬髭を生やしており勇猛果敢。合戦ではショウド軍の部隊長となり、カメオ率いるテイパー軍に完勝した。しかし、ラロに送り込まれたアウトローたちからの暴力に耐えかね、島落ちしてしまう。ショウドの戦力が激減するきっかけとなった。
武蔵坊久保田
剣道の世界チャンプで、試合中に友人を殺してしまった…という胡散臭いエピソードを自称している中年男性。大言壮語を吐くだけあって実力は本物で、強化魔法のかかったマルコとも善戦した。しかし、ラロの策略で食糧不足に陥った島を見限り、謙信と同時に島落ちしてしまう。
パイセン
アズラー国王。国がラロに蹂躙され一瞬で制圧されてしまったことから、全く活躍が描れていない。
オルデカ
アズラー上級職、砦の隊長。部下以下みなマリファナと覚醒剤にうつつを抜かすなど士気が低く、テイパーとショウドの突入で完敗。砦の支配権をショウドに奪われた。

### 「ヴィゾーム」と悪徳者達
合法である「ヴィゾーム」（vehízōma）の裏に隠れて世界を乱し、利益を得ている7つのリゾーム（rhízōma）型の組織があり、それぞれの組織の長である7人をフロイド・リーは「悪徳者達」と名付けた。
ゴーネン
ヴィゾーム創始者。
10年前にヴァイスファンド「ヴィゾーム」を立ち上げた男。かつて貘の心臓を移植された人物。現在の相貌は貘に酷似しており、癖や雰囲気も同様。初対面で創一がエコロケーションの技術を持っていることを見破り、心拍数を自在に変えるなど、賭郎の面々を驚かせる。
作中には貘と「ヴィ・ザゴーネ」のトランプを使った戦いの決着後に姿を現す。無造作に引いたジョーカーで貘のA（エース）に勝利、容貌で棟耶と弥鱈を驚愕させ、貘に心疾患を起こさせる。続く最終話にてアビと共に創一を迎え撃つ。
アビ・カーン
「悪徳者達」の一人。知性至上主義団体「メイソープ協会」の代表者。
プラスティネーションのような技術で天才の死体を保存、また身体部位を組み合わせるなどしてオブジェクトとしている男。かつて貘に失陥のある心臓との交換・移植手術を行う。天才の身体を欲するがゆえに、ラロやクレイグの身体も欲しており、生前に彼らの死体をダイヤモンドに加工すると請け負っていたが、実際にはその半分を自らの手元に置き、コレクションに加えていた。
最終話にてゴーネンと共に創一を迎え撃つ。
シンバ
「悪徳者達」の一人。アフリカ西ダリファールの反政府武装勢力「国民解放戦線 アル・ヒーブル」の指導者。
左眼球が無く左眉毛が薄い黒人。小国の軍隊レベルの兵力と装備、資金を持つ国際テロリスト集団の長であり、アル・ヒーブルの残虐非道なイメージの一方で、シンバ自体は政府軍に妻子を虐殺され、民族解放のために私欲を捨てて立ち上がった英雄として国の内外からカリスマ的人気を誇るという。だが実際は妻子はバミューダで豪華に暮らしている上、タックス・ヘイヴンに巨額の財産を保有していた。
終章でアイデアルが保有していた情報を得た貘によって、悪徳者達の中の最初の標的となる。そして「アイデアル」のすべてと「アル・ヒーブル」のすべてを賭けて土山にスマホを指した棒倒しを貘に挑まれる（詳細な勝負内容は明かされないが、間接的に貘が勝った描写がなされている）。
ロシアンマフィアの代表者
「悪徳者達」の一人。ロシアンマフィア「ヴィ・ザゴーネ」の代表者（名前や役職は不明）。
作中でシンバの次に貘の標的として登場する。ゲームの詳細は不明だが、トランプを使ったギャンブルによって貘に敗北する。

### 各編の登場人物
上記記載以外の人物。

#### 廃ビル脱出編
九重 大郎（ここのえ たろう）
演 - 徳井優
賭郎会員。専属立会人は不明。九重ビルオーナー。通称Q大郎（キューたろう）。マルコの養父。廃ビル脱出編の主要人物。
禿げた小柄な老人。元傭兵の快楽殺人者。特に生の渇望を断ち切ることに快楽を見出す異常者で、相手が死を受け入れていればあえて生の希望を与えてから殺すという外道。年老いてからは都会に根を張る不動産王かつ、闇社会に名の通った顔役の一人として君臨し、自身の所有する廃ビルに、カジノなどで見つけた標的を誘っては大金とその人間の命を賭けた脱出ギャンブル（ほぼ一方的な虐殺）に興じていた。また、現在では自ら殺しを行うことにも飽いて、部下に命令を送っていたぶるような殺しをさせ、それを観戦することを好む。関連して、自分の欲望を満たすための殺人者を作ることも長年に渡って注力し、ほぼ失敗したが、戦場で集落を襲ってさらった見込みのある子どもに薬物投与などの人体実験や殺人技術の訓練を施していた。その唯一の成功例がマルコ（より正確には裏の人格ロデム）であり、マルコに自分の持つ殺人術のすべて伝授し、彼の師ともいえる人物。
裏カジノにいた貘たちに近づいて自身のビルに招き、いつものように1000万円の賞金で廃ビル脱出ギャンブルを提案し、また賭郎会員として、自ら立会人（夜行妃古壱）を招く。貘によって想定外に賭郎会員権を付属させることまで掛け金の吊り上げさせられるも、巧妙に仕掛けた発信機や廃ビル内にめぐらせたトラップ、完全武装した殺人者達で勝利を確信していた。ところが、その上を行く貘の謀略で最終兵器ロデムまでも奪われて敗北し、最終的には1000万円どころかビルを含めた全財産を奪い取られてしまう。貘とマルコの計らいで命は助かるものの、過去に因縁があった鞍馬蘭子に弱体化を嗅ぎつけられ、殺される。なお、彼の賭郎会員権は貘の希望で梶へと移動する。
死後もマルコの意識や彼の悪夢に登場し、ロデムとの関係に悩む彼を心をかき乱したりする。
九重の部下たち（4名）
全員名前不明。
それぞれがプロテクトとマスク、銃器やナイフを身に着けた男たち。九重と同じく人を狩ることを楽しむ傭兵であり、自分たちで進んで九重に協力している。いずれも貘の返り討ちにあって身動きが取れなくなっていたところを、ロデムの解放時に殺される。

#### 廃鉱のテロリスト編
佐田国 一輝（さだくに いっき）
声 - 小山剛志 / 松本大 / 演 - 三浦翔平
賭郎会員。専属立会人は目蒲鬼郎。国際指名手配中のテロリスト。廃坑編の主要人物。
目的（革命）のためには死を恐れず、また人を殺めることも躊躇しないという男。何事にも動じず泰然とした様子を見せる。指名手配されて北に亡命したと思われていたが密かに帰国しており、資金調達のため賭郎勝負で大金を得ていた。貘と戦うまでに5人の賭郎会員と戦い、完勝してその財産を（2人は命も）奪いとったという。
実は全盲で人工視覚によってビデオカメラの映像など、普通の視点以外からも視覚情報を得て、晴眼者のように振る舞っている。普段の泰然とした様子もすぐに状況を判断できないがゆえの態度であった。また、佐田国に敬意を抱いた専属立会人の目蒲を仲間に引き入れており、人工視覚のトリックと合わせ、イカサマによって勝利を重ねていた。
廃坑編において、賭郎が所要する富士山麓にある廃坑にて、貘とババ抜きを基にしたギャンブル「ハングマン」で勝負することとなる。上述のように目蒲の手引きと人工視覚を使ったイカサマで有利にゲームを進めるが、貘にすべて見破られたあげくに逆に利用され、敗北する。実は賭郎勝負と並行して都心をミサイル攻撃するテロ計画も進めていたが、マルコとレオの妨害によって失敗した上に、そもそもアイデアルや賭郎の思惑に乗せられ彼らの手のひらで踊っていただけであった。完敗し、首吊り処刑を宣告されてなお最期まで死を恐れないと豪語していたが、土壇場で貘に生への執着を呼び起こされ、「死にたくない」と壮絶な絶叫を上げ続け醜態を晒しながら絶命する。彼の賭郎会員権は貘へと移動する。
外見のモデルは作者が理髪師として働いていた時の先輩。
映画版では、科学者としての過去を持つ、権力者達からカネと命を奪う新参の賭郎会員と変更されている。
佐田国の部下
本名不明。
スキンヘッドで強面の男。ハングマン勝負において佐田国の付き添いとして参加する。佐田国の敗北が決定した際に、お屋形様と夜行丈一がやって来たのを、同志たちが助けにきたと勘違いして喜ぶが、そのまま背後から丈一のかかと落としの一撃で絶命する。
仁科 流伽（にしな るか）
演 - 結城モエ
映画版のみ登場。佐田国の科学者の頃からの助手。
小野寺 昌弘（おのでら まさひろ）
演 - 鶴見辰吾
映画版のみ登場。財務大臣。佐田国の発明品と支配権で勝負する。

#### 迷宮のミノタウロス編
雪井出 薫（ゆきいで かおる）
賭郎会員。専属立会人は不明。警官もしくは警察の協力者（公的な立場は不明）。迷宮編の主要人物。
甚平を着用した落ち着いた雰囲気の青年。IQ190を超える天才。嗜眠性脳炎という難病を患っており、約10年に渡って意識不明であったため、人生において記憶の欠落がある。その期間の空白を仮想的に埋めるためのゲーム「ラビリンス（迷宮）」（別名に「0円ギャンブル」）を主催し、挑戦者にはある特定日の記憶を賭けさせているという。しかし、その実態は、警察の意向を受けて未解決事件（迷宮入り事件）の被疑者を作り出すことにあり、奪ったある日の記憶＝当日のアリバイを奪われた敗者は、その日に起きた未解決事件の容疑者に仕立て上げられる。
幼少より父親から「秩序を守るためならばどんな行為も許される」という歪んだ教育を受けて育ち、その結果、国家や警察、そしてそこに携わる自分を正義と妄信するようになる。このため、愛想の良い態度の裏では、相手をギャンブル好きのクズと見下し、（実際にイカサマをしているにも関わらず）軽く不正を疑われるだけで激怒する。嗜眠性脳炎による約10年に渡る意識不明の期間があったのは事実で、目覚めた時に父の親友であった天真に誘われ、秩序の維持者として現在の仕事を行うようになった。
迷宮編の前半に登場する。まず梶と対戦していつものイカサマで難なく勝利すると羽山が犯人の迷宮入り事件の被疑者に仕立てる。その後、貘と対戦することとなるが、1億円を賭けた初戦でイカサマの裏をかかれて敗北した上に、続く2戦目は勝ったことで貘の「屋形越えの日」を奪ってしまい、保留されていた命の取り立ての対象が自分に移るという事態に追い込まれる。このため、「屋形越えの日 + 10億円」という大勝負をせざるを得なくなるが、再度イカサマの裏をかかれて貘に完全敗北する。さらに彼から自分が信じていた秩序の維持という使命も否定される。そして命の取り立ての即時執行で立会人の門倉に殺害されかけるが、直前に嗜眠性脳炎が再発したことを貘が「もう死んだようなもの」と告げ、門倉も同意したことで見逃される。
エピローグにおいて病院で眠りから目覚め、看護師から貘やマルコが見舞いに訪れていたことを聞かされる。
天真 征一（あまこ せいいち）
キャリア警察官僚で階級は警視長。迷宮編の主要人物。
外面（そとづら）は良いが、本性は非常に醜悪で狡猾な中年の男。迷宮ギャンブルとLファイルの直接の管理者であり、密葬課にも関わっている。キャリアである自身を強者、民衆を平和ボケした弱者と蔑み、部下や同僚さえも駒扱いする。様々な音を「色」として認識できる共感覚の持ち主。雪井出を騙してプレーヤーに仕立てた張本人。
迷宮編の後半、雪井出が敗れた直後に箕輪を伴って登場する。当初は思いやりのある人間のように振る舞うが、すぐに本性を貘に見抜かれ、雪井出を椅子から蹴り落とすなど残虐な振る舞いを行う。もともと貘の口封じと勝ち金11億円の回収が目的であったが、貘もマルコを前もって呼び寄せていたなど予想が狂い、門倉の仲裁によって、Lファイルを賭けて「警視庁地下の実物の迷宮ギャンブル」を行うこととなる。地の利と音に対する共感覚の能力、箕輪と随時モールス信号での情報のやり取り、さらに外部から門倉に対する南方の横槍と、勝負を有利に進めていく。しかし、イカサマによって常に正確なMポイントを把握していた貘の想定外の逆襲に遭って命乞いの為に貘の靴を舐めるという最大の屈辱を味わう。それでもまだ逆転の目があったが、飢餓状態に陥った箕輪と仲違いし、迷宮のミノタウロスとなった彼に食い殺される。
箕輪 勢一（みのわ せいいち）
密葬課の課員。天真の｢暴」。迷宮編の主要人物。
中肉中背で人を食ったような言動をする中年男。後述する天性の肉体による多大な戦闘能力を持ち、状況判断、分析能力にも優れた一面を持つ。作中で最初に登場した密葬課員であり、天真の｢暴力｣として行動を共にする。
ミオスタチン（筋肉の成長抑制因子）遺伝子の突然変異と高密度に圧縮された生来の筋骨により、異常なまでの力と頑強な肉体を持つ。かつて賭郎勝負の立ち会いで彼の戦いぶりを見た能輪美年からは「超人」と評される。一方でこの体質により、常時の高カロリー摂取を必要とする欠点もある。また、幼少時より、母に選ばれた存在として過度なプレッシャーを受けており、勉強道具を捨てられ、食事を食べ続けることを強要されるといった虐待を受けていた。
迷宮編の後半において敗北した雪井出の後始末として、貘の命と金を狙う天真の暴力として現れる。その後の実物の迷宮ギャンブルにおいては、自ら迷宮を探索してモールス信号で天真に迷路の造りを伝える。途中で遭遇したマルコに一度は圧勝するものの、再戦では内なるロデムを乗り越えたマルコに大敗し重傷を負った上に、天真が仕掛けていた水圧の罠部屋で更なるダメージを負う。さらに飢餓状態に陥って心の平衡を失った結果、迷宮で人を襲う怪物ミノタウロスと化し、天真と仲間割れとなり、殺害し捕食する。続いて貘と遭遇し、暴力禁止ルールに違反して襲おうとしたために粛清対象となり、立会人の門倉と戦うこととなる。彼の一瞬の隙を突いて拳で頭部を抉るも逆に頭を潰されて死亡する。
摩周 秀則（ましゅう ひでのり）
30歳無職。0円ギャンブルの敗者。
マッシュルームカット（梶からはマッシュと呼ばれる）の青年。貘と勝負して敗北し、見逃して貰う見返りに「賭ける側は負けてもノーリスクで勝てば大金を得られるという賭場」として0円ギャンブルと、その開催者である雪井出との接触法を教える。0円ギャンブルで既に敗北しており、間もなく雪井出との勝負で賭けた記憶（＝アリバイ）の代償に殺人事件の容疑者として逮捕され、そのニュースが梶に迷宮ギャンブルの正体を教えることとなる。
栗栖 恵介（くりす けいすけ）
0円ギャンブルの案内人。
きっちりとしたスーツを着た細目の不気味な男。0円ギャンブルの参加者をリムジンで迎えにやってくる。真の役割は標的に発信機を仕込むことであり、アリバイを取られた敗者の居場所を把握して迅速に逮捕させるためのものである。仕事とは別に内心では、秩序を盲信する雪井出親子の思想を、度を越しすぎてついていけないと思っている。
雪井出の父
警視。天真の同僚。現在の詳細は不明。
栗栖に「盲信した権力の尖兵」と評される人物で、かつて天真と共に迷宮ギャンブルに関係していた人物。秩序の維持のためには自身の妻も犠牲にしたという。息子の薫にも幼少のころから己の信じる「秩序」を教え込んでいたが、成長した息子の瞳に宿った闇に気付き、己の行為の罪深さを悔い始める。そこで全ての真相を明かし警察の罪を正すべく天真に協力を請うものの、逆に彼に嵌められてしまい無実の罪を着せられて失脚、刑務所に送られる。冤罪を着せられた際にも、己よりも息子の身を案じていた。以後の消息は不明。
白龍（パイロン）
屈強な体格を誇る伝説の殺し屋。箕輪の強さの説明を行う美年の過去話に登場。
かつて密葬課と協力関係にあった中国の官僚である張昌華（チャンチャンホア）が、彼らに莫大な手切れ金を要求した際に、行なわれることになった殺し合いの賭郎勝負の代表者。しかし、密葬課側の代表者であった箕輪に一方的に敗北する。
後に百龍（バイロン）の強さを説明する際に、伝説的な暗殺者であった百龍の模倣者として白龍と名乗っていたという旨の説明がなされる。

#### 雄牛の子宮編
羽山 郁斗（はやま いくと）
大手金融会社社長・羽山紀明の一人息子。連続作人犯。21歳。雄牛の子宮編の主要人物。
父親の財力や社会的地位をかさに傲岸不遜の典型的な馬鹿息子。周りの人間を「貧乏人」と見下し、自分の非を認められず、叱責されると幼児のように怒り狂う。当然犯行を隠蔽するような知力は皆無のため、親しげに接近してきたヤクザの滑骨に遺体処理を任せていた。このため自分は金で殺人を隠蔽できる上流階級だと思い上がっていたが、実は滑骨に逐一証拠品を保存されており、父が口止め料で全財産を強請られることが確定していた。当人は滑骨の真意に全く気づいていない。
梶が迷宮ギャンブルで擦り付けられた「奥多摩廃屋猟奇殺人事件」の真犯人で、惨殺した被害者親子三人の歯で作った入れ歯をしているなど、快楽殺人鬼の性向を持つ。奥多摩の事件は杜撰過ぎたが、それを滑骨が対処したことで最小限の露見で済み、以後は拷問具「ファラリスの雄牛」を使った秒のカウントゲームで、人知れず数々の人間を焼き殺していた。
雄牛の子宮編において、真犯人を見つけて濡れ衣を晴らしたい梶の訪問を受ける。裏社会の問題解決人を装った彼と賭郎立会人を装ったカールに騙されるままに証拠の入れ歯を渡してしまいそうになるが、蘭子と滑骨の介入によって窮地を脱する。その後、歯より証拠能力の高い「切り取られた耳」を賭けて、梶らと得意のファラリスの雄牛ゲームで戦うことにする。実は若者以外には聞き取れないモスキート音を利用したイカサマをしており、カールを倒し、梶も追い込む。だが、梶にトリックがバレたことで大敗北を喫する。命乞いと正に口だけの反省に、改悛の情はまったく見えず、何度も自首を促した梶も最期には諦め見捨てる。再戦の可能性に賭けて雄牛の中に入るものの、カールの細工で外気を吸うことを封じられており、焼死する。最期の瞬間、夢か幻か、雄牛の体内から被害者たちの亡霊らしきものが現れ、遺体の全身には人の顔や手の形をした火傷痕が残っていた。
滑骨 種美（なめりぼね たねみ）
暴力団・滑骨組組長。雄牛の子宮編の主要人物。
髪も眉も髭も一本も毛が無い容姿の男。言葉巧みに相手の懐へと入り込み、弱みを握って相手をしゃぶり尽くす悪党で、蘭子からも嫌悪される外道。「滑らか」な物に偏執的に執着しており、部下の男にフライドチキンを肉片一つ残らず食べさせ、残った骨の滑らかな部分をしゃぶる癖がある。
かつて「奥多摩廃屋猟奇殺人事件」において羽山郁斗の犯罪を隠蔽したことで彼に取り入った過去を持つ。しかし、その真の狙いはそれを脅迫材料にして羽山家の財産を奪うためであった。さらに脅しを効果的にするため、続く彼のファラリスの雄牛ゲームにも加担し、彼の連続殺人に手を貸し続けていた。ただし、心底人の焼殺を楽しんでいる郁斗と違って、随所で殺人を嫌がっている素振りが見られ、罪悪感を消すために屁理屈で理論武装している。
雄牛の子宮編において本命であった羽山家の財産乗っ取りのための行動を起こすが、商売敵の蘭子に悟られた上に、梶の介入も受ける。梶と郁斗の勝負に立ち会うこととなり、梶が勝った場合には自分が所有する殺人の「証拠」（被害者の耳）と「謝罪」を約束する。しかし、郁斗が敗死すると約束を反故にし、梶を叩きのめして証拠も持ち去ってしまう。そして、証拠隠滅のため部下に羽山邸にいる人間の殲滅を命じようとした直後、伽羅に一瞬で殺される。
ジョンリョの契約者であり、多数の恨みを買うものの命は狙われていなかった。伽羅が滑骨を殺したことで、伽羅はジョンリョの標的となる。
滑骨の部下
名前不明。
常に滑骨に付き従う小太りの男。オニギリのようなモヒカン狩りが特徴。オネエ言葉で話す。常にフライドチキンのバーレルを携帯しており、滑骨から合図を送られると肉のみを食べて骨を滑骨に渡している。
ファラリスの雄牛ゲームにおいて、雄牛を焙る火の調節を担うが、そのために伽羅から密かに圧力を掛けられる。敗北したカールへの罰の執行に際して周りにバレない程度に火力を抑えた上でペナルティ時間も短縮し、執行後は外へ連れ出して救急車で搬送させるなど、彼の生存に一役買う。その後、滑骨を殺害した伽羅に対し、ジョンリョのことを教えるが、直後に現れたジョンリョに首を捻じ切られて殺害される。
滑骨と郁斗が初めて会った回想にも登場しており、そのころは痩せていた。滑骨が殺された直後には、その死体に蹴りを入れ「あたしの身体こんなにしてくれちゃって」と肥満の原因がフライドチキンにあったことを示唆している。
羽山 紀明（はやま のりあき）
大手金融会社「ハヤマルナローン」の社長。羽山郁斗の父。
一代で巨万の富を築き上げたやり手で、政界やその筋の者達とも繋がりがある財界の顔。郁斗の殺人をネタに蘭子と滑骨双方から会社や資産を狙われ、自信のあった人脈を頼るものの、全員に見捨てられてしまう。最後は抵抗を諦めて夜逃げを決意し、滑骨らがファラリスの雄牛勝負で席を外した隙をついて、部下に資産の取りまとめと隠蔽を指示して逃走。金さえあれば再起出ると甘い期待をしていたが、すべて蘭子の筋書き通りで、指示した部下も彼女の息が掛かっており、全財産を奪われてしまった。

#### KY宣言編
緒島 ケンタ（おしま けんた）
タレント。人気テレビ番組「KY宣言」司会。本名は蔵野健市。通称「オッシー」「オシケン」。KY宣言編の主要人物。
色黒で快活な壮年の男性。自身の冠番組「KY宣言」において、「空気を読まずに真実の報道を」というキャッチフレーズで世に起こっている犯罪の内情を報道、ぞんざいな口調で犯罪者を糾弾することから国民的人気を誇る人物。実は3年前に飲酒運転から自身がひき逃げ事件を起こしており、自身が犯罪を隠蔽している矛盾に悩んでいる。この事件自体は事務所社長が警察に隠蔽を頼んだことでバレずに済んでいる（そのため、Lファイルに記載されていた）。
KY宣言編において、Lファイル経由でひき逃げ事件の真相を知った貘に脅される形で、彼の屋形越えの「搦手」を手に入れる計画に巻き込まれてしまう。「KY宣言」の生放送中に始まったマキャベリストゲームにおいては次々とコメンテータ達の犯罪が暴かれていく中、自身の罪も暴かれることに戦々恐々としながら番組の司会進行を強制される。だが、ゲームを通して自らの罪悪感と向かい合い、最終的にはむしろ自身の罪を告白する覚悟を決める。しかし、明かされたひき逃げ事件の真相は盟友でもあるチーフプロデューサーの金子が真犯人という内容であり、金子と共に堕ちる道を選び、自ら番組内で轢き逃げ事件を隠匿したことを明らかにする。
金子 島夫（かねこ しまお）
「KY宣言」チーフプロデューサー。
緒島とは「オシ」「金子ちゃん」と呼び合う懇意の中。緒島との共同企画で「KY宣言」を創りあげた番組のもう一人の功労者。貘に嵌められた結果「生放送で出演者の犯罪を暴く」という前代未聞の番組を指揮させられる羽目になり、さらに緒島のひき逃げ事件のことを知り、彼を守るために番組を強制終了させるべく奔走する。
実はひき逃げ事件の真犯人であり、（泥酔して記憶のない）緒島に濡れ罪を着せた。それでも証拠は残していたため逮捕される覚悟をしていたが、警察によって揉み消されたために追及されず、不思議に思いながらも放置していた。そのため、放送終了への奔走は「友人のためではなく、単に自分の保身」だったとし、最後に緒島に糾弾される。
みーちゃん
「KY宣言」アシスタント。本名不明。
黒髪ロングの女性。番組において緒島のパートナーであると同時に私生活でも肉体関係を持っている。普段の言動は頭が弱いように見えるものの意外と洞察力が高く、すぐに番組の意図に気づいて緒島を守るための行動を起こす。貘に暴行を加えて失神させる、カメラの前で上半身のヌードを晒して放送事故で番組を強制終了させようとする、などするものの、弥鱈にすべて防止され、最後には倉庫に拘束・監禁される。番組の終盤で貘の手で解放され、緒島がひき逃げ事件の真相を求めていることを知らされると共にパネル操作の機械を貘に託される。その後、緒島の望みを叶えようと該当のパネルを開き、轢き逃げ事件の真相が明かされることとなる。
鹿臣 高司（かおみ たかじ）
「KY宣言」緊急特番ゲストの1人。「犯罪人相学研究所」所長兼名誉会長。
バンダナにサングラスのHIPHOPスタイルの男性。その正体は緒島を守る条件でゲストに送り込まれた梶で、名前は梶隆臣（かじ たかおみ）のアナグラムとなっている。マキャベリストゲームではゲスト達に共闘を呼びかけて誰の罪も暴かれないことを目指し、後半では正体が判明した鴉山を倒すために策を練る。
横井やフロイドなど、番組の内幕に気づいた者は、鹿臣こと梶に注目しており、後に梶と直接会った際には2人とも梶を高く評価している。
鴉山 貴志（からすやま たかし）
「KY宣言」緊急特番ゲストの1人。元総務官僚・山口県知事。48歳。KY宣言編の主要人物。
ほとんど表情を変えることがない厳しい顔つきの男性。ゲストの中でもひときわ冷徹な雰囲気を持ち、番組中で一番凶悪な「沖縄リゾートカップル神隠し事件」の犯人。ゲスト中で屈指の知能を持ち、他の参加者達を騙まし討ちにしながら、自らの安全を図る。
官僚時代に用意周到な計画を練って私欲のために同僚家族を殺害し、後に「沖縄リゾートカップル神隠し事件」と呼ばれる事件を起こす。その後、警察に隠蔽を頼み、賭郎によってアリバイを取り立てられた人物が犯人に仕立て上げられたために、一般には解決された事件となっていた。そのため、賭郎側でも事件の真相を明かされまいとして、能輪巳虎が派遣されるなど対抗策が立てられる。
密かに隠し持ったカードで梶の策略を逆手に取った上に「全員のカードをチェックする」という行動を装ってカードを奪い取るなど、ゲームを優位に進める。カード枚数が一枚ではなかったためゲストから殺人犯であることが判明すると本性を現し、事実上、梶との一騎討ちとなる。自分の勝利を確信していたが、梶の策に騙されて敗北、事件の真相がすべて明かされてしまう。警察による意図的な冤罪事件という部分も含めて、番組は最大の盛り上がりを見せることとなる。
吉野 秀樹（よしの ひでき）
「KY宣言」緊急特番ゲストの1人。弁護士。37歳。
元検事で、被害者への強い共感意識で人気を集めるタレント弁護士。強姦事件の犯人に対し怒りを露にしていたが、実は自分がその犯人だった。最初に見せしめとして罪が暴かれて逃亡を図るものの、賭郎の実力行使に阻まれ醜態を放送される。
ニトロ・優（ニトロ・まさる）
「KY宣言」緊急特番ゲストの1人。総合格闘家。
粗暴な男。格闘家として暴力には自信があるが立会人には及ばない。暴力訴訟を数多く抱えている。番組冒頭で自身の担当弁護士でもあった吉野の犯罪が暴かれたことで怒りを示して彼と共に番組から降りようとするが、弥鱈の蹴りの一撃で昏倒させられ、そのままマキャベリストゲームに参加させられる。1ターン目は気絶したままであったが目を覚ましてからはゲームの内容を瞬時に理解すると共に上手く立ち回り、ただ一人罪が暴かれずに番組を終える。
松山 仙吉（まつやま せんきち）
「KY宣言」緊急特番ゲストの1人。SNSベンチャーCEO。38歳。
常に皮肉めいた言動の男で、マネーゲームを勝ち抜くことには絶対の自信を持つ。かつて「Mr.ローリー」と呼ばれた裏AV男優で、多くの少女達を手に掛けた性犯罪者。過去を暴かれるのを防ぐため「KY宣言」を放映する集英テレビの筆頭株主である集英新聞社を買収することで番組を強制終了させることを目論む。しかし貘は前もって別働の策を働かせており、500億円を横取りされる（この500億円は貘の屋形越え資金になる）。買収策を諦めゲームで身を守ろうとし、鴉山の策略に気付いてからはニトロや梶と結託して鴉山を潰そうとするが、力およばず罪を暴かれる。
武田 和重（たけだ かずしげ）
「KY宣言」緊急特番ゲストの1人。トレーダー、投資顧問。
マキャベリストゲームの最初の敗北者。かつてデリバティブの失敗から多額の損失を抱え、その発覚を防ぐためにクライアントである資産家の老女宅に強盗に押し入った過去を持つ。罪を暴かれまいとマキャベリカードの投票操作のためにゲスト勢に自らの資産のほとんどをバラ撒くが、金子の策と疑心暗鬼に囚われた末、自滅する。番組演出では前半で強盗殺人で老女を殺害したかのように報じられたが、最終的に明かされた内容は襲ってきた番犬を返り討ちにして殺しただけで、老女は事件の失意の中での自殺だった。

#### 業の櫓編
嵐童 公平（らんどう こうへい）
機動隊隊員。密葬課の課員。
容姿や言動に異常な雰囲気を帯びた筋肉質の巨漢。通称「ランペイジ」。その体格による膂力などは強いが、幼少時からの軽度の知能障害と思われる描写があり、複雑なことや多くのことを一度に理解したり、覚えていることができず、また、虚空を見つめながら何事かをブツブツと呟く癖がある。指揮者から相手の「最後の言葉」だけ意識するように命令されているため、敵対者の「最後の言葉」の確認に強い執着を持ち、また、幼いころに見た本からの引用で報告の最後に「そう言うと、踊り続けました」とつける癖も持つ。
幼い頃よりいじめられっ子であったが反撃で過剰な暴力を振るってしまい、周囲には問題児扱いされていた。その中で母親だけは常に自分を庇ってくれ慕っていた。学生時、チーマーに絡まれていた女性を助けるが行き過ぎた暴力が原因で周囲の人間に怯えられ、さらに逆恨みで母親も彼らの報復を受けてしまう。その際に母親より放たれた「最後の言葉」がトラウマとなっているが、上記通り、現在も「最後の言葉」を注視するよう命令を受ける悲劇的な状態に陥っている。
業の櫓編における帝国タワー内に突入したい警察と防ぎたい賭郎の攻防において、実は密葬課の課員である機動隊員として作中に登場する。警察側代表として、敵方の代表であったグリス李を難なく倒し、続けて夜行丈一と戦う。初戦は突然の雹吾の落下によって生じた丈一の不意を突いて勝利し、この結果、真鍋と三鷹がタワー内に突入する。その後、復活した丈一と再戦することになるが、今度は最初から本気を出した彼の素早い動きに翻弄され、両耳を抉られた上に顔面を粉砕されて完全敗北する。生死は不明であり、密葬課が賭郎に吸収された後も登場しない。
SATの隊長
本名不明。警察隊としての嵐童の上官。
タワー包囲の現場指揮官として真面目で実直な人物。帝国タワー内に突入したい警察と防ぎたい賭郎の攻防において現場指揮官として部下たちと共に賭郎の黒服達と相対する中、笹岡の命令に振り回される形となる。長い攻防戦の中で最終的には、上の都合で正義を蔑ろにして悪に力を貸してしまう自分たちこそが真の悪だという結論に達する。その上で、負傷した身ながらも部下に対するけじめも兼ねて、泉江との最後の戦いに挑むがまったく歯が立たず完敗する。しかし、泉江からは職務に殉じたと敬意を持たれる。
猫 登（ねこ のぼる）
衆議院議員で民政党幹事長。
Lファイルに記載された人物の一人で大物政治家。帝国タワーに捨隈らと現れ、彼を代理人にして自らの罪を公開させないための賭郎勝負を挑む。しかし、勝負条件の成立直後に、貘との勝負が真の狙いだった捨隈によって首を切られて殺害される。
ニコラ
マーティンの幼いころの親友。回想上の人物。
先天性の心疾患を抱え、余命が少ない不治の闘病生活の中でも笑顔を絶やさなかった少年。最終的に親友マーティンに殺されたとされ、彼が特殊な殺人趣向に目覚めるきっかけとなった。
業の櫓編の最終盤で明らかになった真実としてマーティンは、ニコラを殺そうとしてその両親をまず殺したが、取り押さえられてニコラを殺すことはできなかったという。一方、クレイグの死に際の回想として、幼少期は心疾患を抱えていたが移植手術に成功し、助かったとする。そして、マーティンは最期にクレイグのことをニコラだとわかっていたと言い、彼を殺す。

#### バトルシップ編
レーシィ
密輸船ジャルード号の船長。バトルシップ編の主要人物。
全裸の上にコートを羽織り、喉元に舌を出せるほどの裂傷がある面妖な老人。防衛省機密漏洩事件の関係者であり、またアイデアルとも関係の深い人物。機密漏洩事件の真相を探る大船や横井（と梶）が船に潜入し、出航を妨害されたことから、海戦ゲーム「バトルシップ」で大船と戦うこととなる。喉元を切り裂いてそこから引き出した舌をネクタイのように見せる処刑「コロンビアンネクタイ」を好み、失態を犯した部下をこの方法で殺害するほか、自分の傷と舌を見せて脅しにも用いる。
旧ソビエト時代においてKGBのエリート局員だったという経歴を持ち、美しい妻ナディアと生活を営んでいた。ソ連崩壊の混乱の最中に、かつて妻が錯乱して捨てた幼い娘ヴォジャを連れたラロの訪問を受け、彼に妻を殺害された上に、自らも喉元を切り裂かれる。その後、ヴォジャが示した相手を殺害しなければならないという枷を付けられ、殺人を繰り返す内に狂っていった。
バトルシップ編において大船と出航を掛けた勝負を行うこととなり、自身が得意で操舵室に大画面で備えてある海戦ゲーム「バトルシップ」を提案、かつ、公平性を期すため梶によって最上の立会いの下の賭郎勝負となる。観葉植物が大船の戦艦の場所を見て覚えており、受信機で植物の反応を見ながら戦艦の場所を当てるという不可思議な方法で大船を追い詰めるが、実は偶然を装って拘束した横井の反応をモニタリングしていた。しかし、トリックを梶に見破られて逆手に取られたことや、創一がレーシィの戦艦の位置を把握していたことで一転して追い込まれる。さらに頑なな大船の姿が過去の自分と重なり、自分の中の負の部分と向き合えずに精神的にも追い詰められていく。最後の潜水艦のトリックも大船に見破られ敗北が確定したかに見えたが、土壇場の機転で大船を誤選択させゲームに勝利する。だが、その際の油断によってゲームの取り決めの裏をかいた大船に昏倒させられ、出航はできたものの逃げられてしまう。
最期は、ヴォジャのために死なせるべき者が自分であると気付き、船内で自殺。ジャルード号も創一の暗躍で沈没する。
ヴォジャ
レーシィ船長の部下で彼の実娘。アイデアルの関係者。バトルシップ編の主要人物。
1人だけ水兵服を纏い、帽子を深々と被った筋肉隆々の大柄な人物。正体を現すまでは男に見えたが実は女であり、ドーピングで筋力増強を施している。成人男性を片手で持ち上げるほどの怪力を持つ上にシステマを身につけ戦闘能力が非常に高く、さらに頭の回転も早い。レーシィの部下のようで実は親子やラロの介入でレーシィを操っていたような複雑な関係を持つ。
レーシィとナディアの子として生まれるが、間もなく錯乱した母に溺死させられかけ、母方の祖父によって送られた劣悪な児童養護施設で成長する。まだ幼い時分で、施設の他の子供達や大人を裏から操って犯罪行為を行っていたが、そこで施設を訪れたラロに真実を見破られた上で興味をもたれる。その後、ラロに連れられて父レーシィと再会し、以後、自分が殺したいと指名した相手をレーシィが殺害するという異常な人生を送る。また、ラロの回想では、彼と行動を共にしているシーンもあり、彼の側近であるクレイグ並に特別な存在として扱われていた。
大船とレーシィの勝負の背後に、自分たちが認知していない存在（創一）が潜り込んでいることを察知し、対峙する。コンテナが積まれた甲板において、その異常な膂力と彼の通過ルートの予測で追い詰めていくが、創一の策で共に海へと転落する。水中での勝負も得意としていたが、創一に一頸部を切られ、重石で逃げ道も封じられ、絶命し海底に沈む。
城道（きどう）
防衛施設庁元職員。
痩身の男。大船が追う防衛省機密漏洩事件の関係者。痩身ながら大変な大食漢で、人間ポンプのような芸当もでき、「何でも喰いのダボハゼ城道」の異名をとる。事件によって得た大金を持って高飛びする直前、ファミレスで食事していたところを大船と蜂名に接触される。蜂名をカジノの取立人と勘違いし、追い払うために必勝法を知るコインの幅寄せゲームを提案、裏金や事件の機密情報を賭けて勝負することになる。しかし、瞬く間に蜂名に主導権を握られ一方的な敗北を喫しすべてを失う。
その後、損失を取り返すべく、蜂名を追ってジャルード号に乗り込む。船員たちの話から知った運搬中のダイアモンドを盗み、飲み込んで隠す。存在に気付いた蜂名からすぐに船から離れるように警告されるも、まともに取り合わず、むしろ蜂名を妨害しようとしたために彼からヴォジャにダイヤ窃盗をバラされてしまう。このため、呑み込んだダイヤを回収するべく、彼女に腹部を圧迫され、ダイヤと内臓を吐きながら圧殺される。

#### 過去編
ハル
貘のかつての仲間。正体は切間創一。
最初の屋形越えに挑む前の貘の協力者でほぼ同い年の青年。貘に匹敵する頭の回転の早さを見せ、後述の経緯から貘を「貘兄ぃ」と呼んで一緒に行動するようになった。梟との賭郎勝負において嘘喰いの犠牲になり死んだとされている。
その正体は記憶を失い蜂名直器として貘に出会った切間創一である。栄羽立会人に接触して記憶を回復させるための手順として、和向奴書店を訪れて絵本『はちの王子さま』を手に入れようとしたところで貘と出会い、彼との賭けに負けて絵本を得られず、「本を見せてくれるまで付き纏う」として行動を共にするようになる。貘の智謀の深さに感心すると共に酒井社長との勝負では機転を利かせて貘をサポートし、当時の真鍋の介入を防いで感心される。貘に並び立つために梟との勝負を勝手に引き受け挑むが、敗北してハルの記憶は消えた。
栄羽立会人は機転で創一を生かしつつ梟を欺いたが、代償に致命傷を負い力尽きている。ハルが消え、目覚めた「次の創一」は賭郎に戻る。
本格的に登場するのは過去編だが、それ以前からその存在は言及されており、迷宮編において貘が語った1998年11月23日の記憶に登場している。また、しばしば作中で言及される、かつて貘は味方も犠牲にした、というエピソードの張本人である。
ハルという名前は貘が付けた渾名であり、作中では当初は蜂名を捻ったものと説明していたが、本当の意味はその一歩先を行く頭の回転の早さを『2001年宇宙の旅』のHAL 9000の命名エピソード（IBMを1文字ずらした）にちなんで名づけられたものであった。
金堂 正彦（こんどう まさひこ）
和向奴書房の店主。故人。
しがない個人本屋の老店主で、大学教授としての栄羽の知人。江戸っ子気質。栄羽が描いた絵本『はちの王子さま』を唯一取り扱っている書店で、創一が不意の記憶喪失に陥った場合の保険として密かに利用されている。かつて記憶を失った創一こと蜂名が注文した『はちの王子さま』を巡って彼と貘の争奪戦になった際に、その審判役となる。
和向奴書房の現店主
金堂正彦の孫で現店主。
軽薄そうな青年。祖父・正彦の死後に店を継ぐが、瞬く間に経営を傾かせ、借金まみれとなる。ところが、その借金を密かに賭郎が肩代わりし、代わりに店を当時のままで保存・経営させられている（祖父時代と同様に本人は何も知らされていない）。祖父と同様に『はちの王子さま』の取り寄せを行っている。
酒井社長
大企業「SAKASAコーポレーション」の社長。
貘とのゲームに大敗した賭郎会員の父親。政財界に力を持つ有力者。息子の敗北で貘に奪われた会社の支配権と株を奪還し、同時に貘を掌握するためにハマグリを使った勝負を持ちかける。焼きハマグリの特性を知っている上で、さらに貘の裏を読んで勝ちを確信していたが、さらにその裏を読まれて敗北する。当初から持ち出されていた退陣要求を受けて息子に社長の地位を譲る羽目になり、貘の最初の屋形越えの搦手となる。

#### ハンカチ落とし編
蒼田 絵子（そうだ えこ）
創一の母。故人。
かつて盲目の予言者として一世を風靡し、一方で詐欺師とも称された女性。創一の母で彼と同じく額にほくろがある。公開討論の最中に彼女に騙されたという男に刺され死亡する。その際、すでに妊娠中であり、創一が生まれることとなる。
自分が死んだ後に向けて自らのメッセージを伝えるビデオを残しており、創一向けとも、貘向けとも取れる内容が、ハンカチ落とし対決やヴィゾームとの対決の鍵となる。また、ハンカチ落とし勝負では、臨死状態の創一に撻器と共に現れる。

### その他の登場人物
二階堂 鮫丸（にかいどう さめまる）
演 - 忍成修吾
暴力団集英組の幹部。
両耳の上端が欠けた強面の男。舎弟の孫六と共に様々な悪事を行うものの、いつも最終的には碌な目に遭わず被害を被る。能輪美年から人間としての価値は「100万円」と評される。
初登場は廃ビル脱出編直後の掌編で、九重の死亡に伴う裏社会の混乱の隙をついて他組織のマンションカジノを乗っ取る。そこに何も知らない客としてやってきた梶に対し、ジュースカードを使ったイカサマで一時は3000万円以上を巻き上げる。しかし、梶が賭郎（能輪美年）を呼んだことの誤算や、策に溺れたことで敗北する。負け分が払えなくなったため、能輪の命令で孫六共々命を取り立てられそうになるが、マルコの制止により助かる。
迷宮編内の掌編において再登場し、外資系企業の社員を装って融資を引き出すという詐欺を行おうとして失敗する。その際に同じレストランで食事をしていたクレイグに絡んだことで、左手首を脱臼させられた上、直後に殺人鬼マーティンに友好的に声をかけられ、そのままフェードアウトする。
本編の過去にあたる特別編『夜行さん』で登場し、オレオレ詐欺グループの元締めを務めている。その際に夜行に顎を砕かれた上に、傍にあった定規で両耳をえぐられている。
孫六（まごろく）
演 - MAX吉田
鮫丸の舎弟。
力自慢の巨漢。粗暴に見えるが、兄貴分である鮫丸の命令、または彼を守るため以外には暴力を振るわず、言動は幼稚かつ温厚に見える面もある。「ギャラクティカ孫六」と呼ぶ、ただのパンチを必殺技と称している。
梶の母親
演 - しゅはまはるみ
本名不明（dtv版オリジナルドラマでは梶佳恵）。カジママと表記されることもある。
息子名義で借金を繰り返し自らの遊興費などにあてている悪女。また梶に多額の保険金を掛け、事故死に見せかけて殺害もしようとしていた。直接的な登場は廃坑編直後の掌編のみだが、梶の来歴に関してしばしば言及される。
廃坑編直後の掌編において登場し、若い男と一緒のところを偶然、梶と再会する。その際、梶が債務整理を行ったために彼名義での借金ができなくなったことを明かして怒鳴りつける。彼から手切れ金として2500万円を渡されてその場は引き下がるが、直後に貘に賭郎勝負に持ち込まれて金をすべて巻き上げられ、不足分を梶の生命保険で払うべく、彼を呼び出す。勝負自体が貘が、梶と母親の縁を完全に切るものであったこともあって、そのまま貘が完勝し、大金と息子を同時に失う。
マス・鬼獣院（マス・きじゅういん）
カールの回想上の人物。ロサンゼルスのチンピラ。故人。
かつてカールと武器取引を行おうとしていた筋肉質の大男。その取引現場において、カールへの見せしめのために、部下共々クレイグに殺される。その際、首を一瞬で捻られており、その光景がしばしばカールの悪夢に登場し、彼を苦しめる。
過去編において貘と創一（ハル）の会話にも少し言及される形で登場する。絞首刑による死刑を回避するために首の筋肉を鍛えていたという。
田代（たしろ）
特別編『夜行さん』の登場人物。「butler cafe 百鬼夜行」の元従業員。
「百鬼夜行」のスタッフとして、かつて「ベスト オブ 執事」と呼ばれた紳士。夜行からも「今の私があるのはあなたのおかげ」と感謝されている。孫の起こした事故の賠償金として200万円を支払ったことを夜行の前で語り、夜行はそれがオレオレ詐欺ではないかと心配するが、物語終盤で事故は事実であったことが判明する。ただし、そのための借金の返済として孫の妻の肉体関係で清算しようとしていたことも明かされる。

## 用語説明

### 賭郎関連
倶楽部「賭郎」（くらぶ かけろう）
通称「賭郎」。お屋形様を頂点とする、様々な闇ギャンブルを取り仕切る大組織。依頼者の賭けを成立させるための中立な存在であり、立会人の下で決められたゲームルールの遵守と、決着後の命を含めた取り立てを確実に実行する。あくまで立会いであって胴元ではなく、勝負者から手数料や寺銭を取ることはない。ただ、賭郎側がゲームの場やルールを提供することもあり、人主制度など、賭け金を集める方法も提供する。また、観覧料といった形で見物人からの収入などはある。これらを実行するために国家の中枢にも巣食っており、絶大な権力を持つ。
発足は441年前、凄腕の忍びでもあった初代お屋形様の切間陽炎ノ助（きるま かげろうのすけ）が、賭博での負けを踏み倒す輩を成敗していたことが始まりだとする。実は織田信長も、本能寺で負けの代償として陽炎ノ助に首を取られたという伝承があり、以後も歴史と密接に関連し、桜田門外の変、明治維新の政府要人暗殺など数々の歴史的大事件も、実は賭郎がその人物の負けの代償を取り立てていたに過ぎないという。
賭郎の会員数は48と決められており、その価値は非常に高いとされる（作中でアイデアルは300億の損失の代わりとして半分の24の会員権を求めている）。会員権を手に入れるには会員とのギャンブルなどがあるが、そもそもそれに釣り合う元手が無ければ勝負すら認められない。会員になると専属立会人が決められ、以後基本は専属立会人の下で勝負の取り決めが行われる。ただし、会員同士の場合は、より中立性を担保するために両者とは関係のない立会人を選ぶこともあり、専属立会人が不在の場合にも別の立会人が取り決めを行う。
様々な社会的権力や財力を持つが、その本当の価値は豊富な人材にあるとしばしば言及されている。立会人を筆頭に下位の黒服でも素の能力は一般人よりも高いように描写されている。また、「生きて抜けることは不可能」という掟があり、離脱した場合は粛清の対象となる。
お屋形様（おやかたさま）
賭郎の長。代々切間家の末裔が務め、初代切間陽炎ノ助から数えて当代の切間創一で21代目。絶対的な実力を以て賭郎の頂点に君臨している。
お屋形様付き
現お屋形様創一の体の秘密を知る古参の4人の立会人、掃除人が交代で任じられる創一の付き人。能輪美年、夜行妃古壱、棟耶将輝、夜行丈一の4人が交代で務める。
立会人（たちあいにん）
賭郎の下でギャンブルを行う際、進行、取り決め、取立てなどを一任される存在。条件として高い戦闘能力（「暴」）、優秀な頭脳、冷静さが求められる。それぞれに號数（号数）が振られており、零號立会人から百號立会人までの計101人がおり、號が若いほど立会人としての位が高く、能力が高いとされる。基本的に中立性が求められるが、立会人の個性に拠るところも大きく、厳格に中立性を守る者から、あくまでルールの範疇で手助けする者まで様々いる。また、立会いのスタイルはいくつかあり、自身の戦闘能力に自信があって単身で行う者、能輪美年や最上のように直轄の部下を多数伴う者（作中では指揮官型と呼ばれる）など様々である。
原則としてフォーマルな黒のクラシックスーツ姿に、自分の名前と號数が刺繍されたハンカチを持つ。ただし、門倉のようにリーゼントの髪型に長ランを思わせるような改造をしている者もいる。
先述のように立会人には號数があり位が決まっているが、近年は形骸化しているともされ、あまり実力が正しく反映されていない。それでも零號は特別な地位であり、お屋形様付きや老練な古参が上位にいるなど、まったく無意味な指標でもない。廃坑編以降は「號に本来の意味を取り戻す」という創一の決定を受け、號奪戦を通し號数が若い方が能力が高いという方向へ進みつつある。
號（ごう）
賭郎立会人全員に与えられる番号。零號（0号）から百號（100号）まであり、「號」という字には優れているという「豪」、強いという「剛」「強」、極めて希少な務めを成す「毫」「業」などの意味が込められているとする。形式上は零號を頂点とし、数字が若いほど立会人としての位が高いとされる。自らの號を上げるには、殉職などによって空位になった號に配置されること、互いの相談によって交換すること、號奪戦によって奪取することの3つの方法がある。
號奪戦（ごうだつせん）
號の低い立会人が號を上げる為に、自分より上位の立会人に挑戦する立会人同士の決闘。挑戦者は戦いを挑む相手に賭郎製の號数と名字が刺繍されたハンカチを投げ、挑戦を受けた立会人は自らのハンカチを投げるのが挑戦を受け取ったという合図になり勝負が成立する。高い戦闘能力を持つ立会人同士の決闘は観覧者にも人気が高く、號が形骸化していたこともありショー扱いとなっている。
廃坑編以降は創一の決定により古来ルールに戻される。古来ルールでは時間は10秒、挑戦者が相手を倒せない場合は粛清というよりシビアなものとなる。また、挑戦を受ける側も己のプライドを賭けて全力で受けなければならないとされる。なお、挑戦を受けた側が敗北した場合に仮に息があっても粛清されるということはない（ほぼ敗北は死を意味するが、蘇生が可能なら処置が施される）。古代ルールについて創一はショーと化していた現状を改めるという目的があったが、撻器は人材を無意味に消費するものとして否定的に述べている。
掃除人（スイーパー）
賭郎に敵意を持ち攻撃してくる者や賭郎に何らかの危害を加える人間・組織を討伐する人間。立会人の「號」と同じくSランク、Aランクなどランクがある。
立会人と同様に大きな暴力を必要とするが、両者の関係性は不明。A級のグリス・李は、次期立会人候補のNo1と評され、目蒲の後任として拾號立会人となった番代は元S級であった。またS級の夜行丈一は、他の古参立会人と共にお屋形様付きとなっており、オマケ漫画では取立人も行っている。
取立人
賭郎勝負の結果に基づき、敗者から代償を取り立てる者。ただし、取立人という役職があるわけではなく、立会人がそのまま負けの代償を取り立てるのが普通で、夜行妃古壱は「完璧（パーフェクト）取立人」と評されている。
外務卿
賭郎において外部組織と折衝する役職。作中では泉江のみの役職。
黒服（くろふく）
賭郎の構成員。その名の通り黒スーツを着ている。基本的には作中では立会人とS級掃除人より下位の者全体が黒服と総称されており、勝負に伴う雑務を担ったり、能輪や最上といった指揮官型立会人の部下である者を指す。
屋形越え（やかたごえ）
賭郎会員がお屋形様に賭郎の実権と自身の命を含む全てを賭けて行う勝負のこと。夜行曰く賭郎発足以来成功した記録はないという。屋形越えを行うにあたって挑戦者は、少なくとも500億円という「賭け金」、「搦手」の献上、そして「自分の命」となっている。命を賭けるために屋形越えに挑めるのは1度だけとなっている。さらに廃坑編において立会人を古来のあり方に戻す決定を受けて「挑戦者の専属立会人が零號である事」が追加される。
搦手（からめて）
賭郎が権力に根を張るために、敵対組織や国家権力に送り込む工作員や協力者の呼称。屋形越えの条件の1つであり、貘は、かつての屋形越えでは政財界に繋がりが深い酒井を、物語の現在軸上ではLファイルの情報を元に21人の有力者をまとめて搦手として献上した。
内閣暗流諜報謀略室（ないかくあんりゅうちょうほうぼうりゃくしつ） / 暗謀（あんぼう）
内閣直轄の秘密組織で、実質的な賭郎直轄の外部組織。名目上は国家に対する犯罪や警察腐敗の摘発、従来組織では対応できなかった国際テロへの対応を目的とするが、実質は賭郎が警察権力に対抗するための機関であり、その構成員には賭郎の黒服も見て取れる。
廃坑編において佐田国のテロ計画を利用した創一によって設立される。表向きの設立者は尾野神検事総長。
人主（ひとぬし）
賭郎で賭けを行い、掛け金の折り合いがつかない場合、賭郎会員と賭郎の存在を知る限られた人物が、競走馬に出資する馬主の様に、掛け金が足りない人物に出資をするシステムのこと。出資した人物が勝利した場合、出資金と獲得額の3割がバックされる。負けた場合は、その敗者の身柄を自由にして良いことが示唆されており、むしろをそちらの方が目当てで出資する者がいるという。廃坑編においてゲームの勝敗方法を敗者が必ず死亡する「ハングマン」にしたのは獏に出資した人主たちであった。あくまでその時の観覧者に依るため、いくら集められるかはやってみないとわからないが、目蒲によれば、かつて若きIT長者がこのシステムによって1000億円の値を叩き出したという。
卍勝負（ばんしょうぶ）
賭郎勝負において、予めエリアと期間、人数を決めて行われる特殊な勝負のこと。「卍（ばん）」とは、定められたエリアから出てはいけないという目印として貼られる札のこと。
プロトポロス編にあたって登場し、貘とラロの勝負において定められる。この時は、「刻」（勝負のタイムリミット）、「者」（一緒に参加する協力者の数）、「地」（勝負の舞台）のカードが配られて、それぞれ引いたものを決定できることになっていた（この時は「地」のみ立会人の弥鱈が決めた）。

### アイデアル関連
アイデアル（Ideal）
ビンセント・ラロ率いる国際的な犯罪組織。一般には知られていないが、数々の事件の黒幕とされ、莫大な利益や権益を得ているとされる。またボスの正体がまったくわからないのも特徴とされ、構成員であってもボスのラロに会ったことはおろか、その名前すら知らない。作中では賭郎の乗っ取りを企み、その過程で貘の妨害を行う第三勢力として振る舞う。
廃坑編で登場し、同編における佐田国のテロ計画を裏から操っていた真の黒幕。テロによって日本の株式暴落を見据えた空売りにより莫大な利益を得る算段であったが、これに失敗する。事前に賭郎に協力を求めていたが無碍に断られており（賭郎としてはむしろこの件を利用して暗謀を設立させた）、損害の責任を押し付け、この賠償という口実で賭郎の乗っ取り計画を実行に移す。
先兵であるクレイグの分析により、力づくで乗っ取るよりも賭郎のルールに従って乗っ取った方が良いとの判断から屋形越えを狙うようになり、同じ目的で条件を整いつつある貘からLファイルや500億円を奪おうとする。
最終章においてはアイデアルもまた完全に独立した組織ではなく、さらに広域の犯罪シンジケート「悪徳者達」の一員であったことが明かされる。

### 警視庁関連
警視庁密葬課（けいしちょうみっそうか）
警視庁内の秘密部署。警察が表立って対処するのが難しい案件に対して秘密処理する部署とされ、作中ではLファイルの流出妨害などを担う。トップは課長の真鍋だが、警察組織としてはさらに元締めの笹岡副総監がいる。課員は賭郎の立会人に匹敵する能力を持つ。
迷宮編で初登場するが、その後に業の櫓編において笹岡の敗北及び死亡と、真鍋と撻器の賭けにより、賭郎に吸収される。
31巻のおまけ漫画「嘘喰い外伝 密葬課」によれば、警視長の黒沢一（くろさわ はじめ）が創設者で「法で裁けぬ悪を葬る為」に組織したという（ただし黒沢は本編には名前も含め一切登場しない）。
Lファイル
迷宮編から登場する警察機構が管理する機密情報。正式名称はラビリンス・ファイル（Labyrinth file）で、警察が権力者や有力者の犯罪を匿った結果として生じた迷宮入り事件を管理していたものであった。
その存在自体が有力者や警察の弱みを握ることにつながるため、屋形越えに必要な「搦手」として獏から狙われる。
迷宮ギャンブル
警察が密かに行っているギャンブル。その内容から「0円ギャンブル」とも呼称される。警視庁の地下で行われているが、表向きは長年昏睡状態であったという青年・雪井出が主催となり、警察の存在は完全に秘匿されている。賭郎立ち合いの下で雪井出は大金を、挑戦者はある日の記憶を賭けるという内容だが、その正体は記憶という名のアリバイであり、その日に起こった過去の迷宮入り事件（未解決事件）の罪を擦り付けられるというものであった。また、この迷宮入り事件とはLファイルで管理されている警察が揉み消した有力者の犯罪であった。

### プロトポロス関連
プロトポロスオンライン
世界規模で展開されている人気MMORPG（大規模多人数同時参加型オンラインRPG）。リチャード・アラタによって制作され、プレイヤーは「テイパー」「アズラ」「ショウド」のいずれかの国（勢力）に属し、三国を統一して「皇帝（カイザー）」になることを目指すというゲーム。レベル制で、ゲーム内には様々な職業があるが、実質的には「奴隷」「市民」「一般職・上級職」という階級に大まかに分けられる。ゲーム内で用いられる貨幣はビオス。
しかし、実はアラタとその信奉者たちによって、孤島を使った現実世界でのプロトポロスが作られており、オリジナルの「オンラインゲーム」のものと区別するため、「オフプロ」と呼ばれている。
オフプロ
プロトポロスを実際の生活でプレイしたい同志たちによって形成されたコミュニティ。場所は、どこかの孤島とされ、その場所は徹底的に秘匿され、隔絶されている。高額な料金を支払って参加した場合は、それに応じた階級からスタートできるが、無料の場合は奴隷からとなる。基本ルールとして個人情報やゲームデータを管理するため、インナーの装着が義務付けられており、場合によって運営から電気ショックを送ることも可能。インナーを通じてレベルや武器の種別に応じたダメージ計算や魔法を行う。生身で行うこと以外は、基本的に職業やアイテム、魔法などもゲームの通りとなっている。
表向きは華やかに見えるものの、裏では運営のために麻薬の製造や臓器売買を行っており、時々現れる漂流者に対しても隠匿のために殺害など後ろめたいことが行われている。また下記の通り皇帝が発生するとリセットされるために、物語時点ではもはや積極的に三国統一をしようと思う者がおらず、ゲームとして停滞していた。
最終的に明かされる島の来歴として、位置は日本の近海であり、元はグァンタナモ米軍基地のような国際法違反となるような拷問のアウトソーシング施設であったという。そのためにパノプティコン型監獄を模した地下の牢獄施設や、拷問器具「ビッチ・ペイン」が残されていた。施設の廃止後は、当初リゾートに転用向けで売り出されたが、忌まわしすぎて誰も買い手がつかずにいたところを、アラタが購入したという。
レベル
プレイヤーの熟練度を表す数値。闘技場やクエストで勝つと得られる経験値を積むことでアップしていき、攻撃力やHPなどの能力値が上昇する。インナーが充電切れになるとペナルティとしてレベルが1降格する。最高は100。
なお能力値は後述の「階級」にも大きく依存しており、たとえレベル100であっても奴隷になると防御力0・HP2に落とされてしまう。
階級
最も下から順にアンタッチャブル→奴隷→市民（10000ビオス必要）→一般職（戦士・魔法使い、レベル20以上）→上級職（騎士・司祭、レベル50以上でさらに100000ビオス必要）→王（レベル80以上でさらに上級職の3分の2以上の賛同が必要。それぞれの国の王であり、全体で3人）となっている。また、王が3つの勢力を統一すると「皇帝（カイザー）」になる。
皇帝（カイザー）
プロトポロスにおける最高階級であり、ゲームの目的。基本的には不在で、王が3つの勢力を統一した場合にのみ在位できる。ただし、後述の理由から最長でも8日しか在位できない。
少なくともオフプロにおいては三国統一を果たし、皇帝が現れると「カイザーフェスタ」と呼ばれる7日間のお祭りが行われる。また、皇帝発生時点でインナーのゲームとしてのギミックも停止する（ただし充電などの基本的な動作は行わなければならない）。カイザーフェスタが終了すると所属勢力も含めた基本的な状態がリセットされ、皇帝は廃位となり、再び三国の状態となってLv80の上級職の者が自動的に王になるが、皇帝だった者は王になれないという制約がある。
王
通常状態におけるプロトポロスにおける最高階級。それぞれの国に1人ずつ計3名いる。就任するにはレベル80以上で、さらに同国の上級職の3分の2以上の賛同が必要。その特権は絶大で、一般プレイヤーの活動から徴税する権利を持ち、豪奢な城に住んでいる。領土内の物流を監理するなど、運営者に近い性質も持つ。
戦闘面でも至高の存在であり、高性能の王装備を使えるため、下位職では勝負にならないほど強い。
アンタッチャブル
奴隷よりさらに下の階級。「いかなる慈悲や救いの手も届かない」の意。基本的には闘技場で、生命など一切無視していたぶられる奴隷。制度上は闘技場で行われる催し「アンタッチャブルライン」で勝つことで奴隷に上がれるとしているが、運営の方針としてはもはやプレーヤーと見られておらず、困難。
Bios（ビオス）
プロトポロス内における通貨およびその単位。ギリシャ語で「生命」という意味を持つ。ギリシャ文字での表記は「βίος」。
運営
台馬を筆頭とするオフプロの運営者（管理者）たち。基本的にはオフプロの維持を第一に考えており、資金調達のために裏では麻薬の密売や臓器売買などの犯罪も行っている。また、プレーヤーを手厚くサポートしているものの、奴隷以下の人物はその範囲になく、むしろ最下級の存在が他のプレーヤーの満足感にもつながっているとして這い上がれないように調整している。
調整者（コーディネーター）
キャストとして幅広い仕事をこなす運営の人員。例えば闘技場においてプレーヤーとして参加し、大勝ちする者が現れないように密かに勝敗の操作などを行う。具体的にどれほどの調整者がいるのかは不明だが、作中に登場した者はシングルタスクではなくても身体能力が高い。アウトロー狩りも行う。
シングルタスク
調整者の中でも特に能力が高く、特定の役割に特化した者。作中では暴力を担う者のみが登場し、その力は立会人に匹敵すると評されている。暴力以外の役割にもシングルタスクが存在するかは不明。
アウトロー
ゲームをドロップアウトしたが島内に留まっている者たちの総称。インナーを脱ぎ捨てたために、ゲームルールの外にあり、通常の方法では戦闘不能にすることはできない。徒党を組んだり、武装して、一般プレーヤーを襲う存在で恐れられる。一方で運営側も武力を用いて彼らを狩ろうとしている。
また一口にアウトローといっても派閥があり、それぞれが敵対・競争関係にある。

### その他用語
KY宣言
緒島ケンタが司会を務める人気テレビ番組。ジャンルは報道ドキュメンタリーとし、世間を騒がせる犯罪や未解決事件を取り扱って、緒島が犯人や事件に対して言葉を選ばない糾弾を行うのが見せ場となっている。タイトルのKYは「空気を読まない」の略。

## 登場ギャンブル
作中で行われたギャンブルについて記述。

### 廃ビル脱出勝負【1 - 3巻】
Q大郎が所有する廃ビルから脱出するだけの至極単純なギャンブル。対戦者側は金を受け取り廃ビルからの脱出を試み、Q大郎側は脱出の阻止・脱出者の無力化以外ルールはなし。夜行立会人が立会いを務めた。
Q大郎・夜行立会人の説明ではされていないが、武装した兵士複数名が対戦者を追跡し殺傷する。開始位置は6階でエレベーターは使用不可、下層には鉄線などのトラップが設置されている。貘・梶がQ大郎と勝負を行った。

### セブンポーカー【3巻】
スタッド・ポーカー（手札の一部を公開して行うポーカー）の一種。詳細はセブンカード・スタッドを参照。使用カードはジョーカーを除いた52枚で行った。梶と鮫丸が勝負を行い、能輪美年立会人が立会いを務めた。
能輪立会後、梶のイカサマ防止の提案で以下のルールが付加された。
- ディーラーはカードのシャッフル後、裏返した状態で52枚を並べ、以降はプレイヤー同士が端からカードを取っていく。

### ハングマン【4 - 7巻】
ハングマンとババ抜きを組み合わせた本作オリジナルギャンブル。賭郎で行われるハングマンには数種類あり、作中では変則ババ抜きが行われた。0から9までの数字が書かれたカードを各2枚ずつと、ⅠからⅤまでのローマ数字が書かれた5枚のババから無作為に選ばれた1枚の11種21枚のカードで通常通りババ抜きを行うというもの。以下の手順で行われる。
1. 先攻後攻を決め、先攻のプレイヤーに11枚、後攻のプレイヤーに10枚のカードが手渡される。
2. ババ抜きと同じ段取りでゲームを進行してゆく。
3. 手元にババが残り敗者となったプレイヤーはババに記載された数字と同じだけハングマン（絞首台）の組み立てが行われる。
4. 1 - 3を繰り返し、11の工程が組まれハングマンが完成したプレイヤーはハングマンによって絞首刑に処されゲーム終了となる。

参加者は会員梶・付添貘・夜行立会人と、佐田国・付添・目蒲立会人。貘と佐田国が勝負を行った。
勝負中の暴力行使禁止、対戦者に発覚しないイカサマに賭郎は一切関与しないというルールが設けられた。

### 迷宮（ラビリンス）【8 - 14巻】
互いの作成した迷路を攻略しあうゲーム。雪井出との勝負で用いられたルールはラビリンスを参照。
上記の参照の項より、雪井出が行う上で相違点・詳細に決められている点を以下に記載する。
- 迷路作成の際、出入口は専用のシールを貼り、壁の数は20とされているが、20以下でもルール違反とはならない（作中で貘がシャープペンシルで迷路を作ったため、雪井出はあるイカサマにより壁の無い迷路を一度作っている）。
- プレイヤーが作った迷路は相手に見えないよう、また相手の迷路を見ないよう互いに相手の前で迷宮入れのファイルに収め、ジャッジ（賭郎の立会人）に渡し、ジャッジは迷路をコピー。コピーした自分の迷路は返却される。

梶、貘と雪井出が勝負を行い、門倉立会人が立会いを務めた。勝負中の暴力行使禁止のルールが設けられ、貘と雪井出が対戦した際には2戦目以降に残り2戦（合計で3戦のみ）という条件が追加された。
雪井出との勝負後に行われることとなった天真との賭けでは警視庁の地下に設置された実物大の迷宮が勝負に使用される。貘、マルコ、天真、箕輪の四人が勝負を行い、門倉立会人が立会いを務めた。
迷宮の概要は以下の通り。
- 迷宮は雪井出との勝負で用いられた紙の迷宮と同じく6×6の計36の部屋で構成されている。
- 各部屋の四方には例外なく扉が設けられており、迷宮の外に面する扉は開いても壁があるだけのダミーである。
- 各部屋には監視カメラが設けられており、管制室で内部の様子を確認することが可能。
- 各部屋を繋ぐ扉に鍵穴などは無く、施錠は外部の管制室で制御される。

この条件を踏まえた上で門倉が提案した以下のようなルールにより勝負が開始された。
- プレイヤーの四名はスタート時点では自分の位置も他プレイヤーの位置もわからないよう配慮され、迷宮の36部屋のどこかでゲームを開始。プレイヤーのターンを決めるには貘の提案でじゃんけんで決められた。しかし、目隠しされた状態のため、初期の段階では自分を含めてプレイヤーの攻略順は（スタートが同じ部屋だった場合を除き）わからない状態である。
- 迷路は立会人の門倉が4人分作成。全ての部屋を最短で通過するために与えられたヒントは「迷路はある法則に基づいて作成されている」「十字は一つ」である。
- 迷宮攻略はターン制であり、前もって決められた順番に従って一人ずつ迷宮を進んでいく。扉選択の制限時間は一部屋5分、ロックされた扉にぶつかるとターン終了。プレイヤー交代となる。
- プレイヤーは迷路を一部屋進む度に1Mというポイントが入る。このMはミノタウロスの頭文字からとったものであり、後述のMタイムにおいて使用される。
- プレイヤー同士（敵・味方問わず）が同じ部屋で出会った場合、両者（同じ部屋にプレイヤーが2人以上揃った場合はその部屋にいる全員）はインカムでこれまでに貯めたMPから使用するMPを賭郎に提示し、提示したMPが多かった方のプレイヤーはMタイムに突入する。
- 30秒のMタイム中、勝者は一方的に相手を蹂躙できる。敗者はその間攻撃を避けるのはいいが、反撃は許されない。提示されたMPが同数の場合は純粋な戦闘となる。
- Mタイム終了後、敗者は一回休みとなり、敗者のターンだった場合はそこでターン終了となり、勝者は迷宮突破が続行できる。ただし、そのターン内で通過したルートを逆走して敗者が留まるマスに戻り、敗者ともう一度Mタイムに突入することは許されない。なおMタイム中に敗者が死亡した場合は敗者のMPは勝者のものとなる。
- 他プレイヤーとのMPを用いた駆け引きを制しつつ迷宮を攻略し、より早くゴールへたどり着く、または相手チームが2名とも続行不可能（死亡）となった場合勝利となる。

なお、ゲーム中は以下の行動が禁止事項となり、破ったプレイヤーは即脱落（状況によっては賭郎の粛清対象）となるが、チームの敗北には至らない。
- 賭郎の人間（または衣服）に触れる。
  - このルールは勝負を取り仕切る賭郎への干渉を妨げるためのルールであり、賭郎の者が着ていた衣服をプレイヤーが着たなどの場合には無効となる。
- Mタイム以外で他プレイヤーに触れる。
  - このルールは相手への不当な暴力行為の禁止が目的であり、天真の靴舐め（命乞い）、貘のマルコへの救命行為は不問とされた。
- その他、勝負のルールに反する行為。

また、以下の規則がその都度、追加されたが禁止事項とどう抵触するかは不明。
- 意図的な壁・扉への破壊行為（ルールを把握していなかったマルコが壁・扉にタックルしたために追加されたが、マルコと箕輪との戦いにてマルコが天井に蹴り上げられ激突した際、カメラ周辺が破壊されたことに関しては不問となっている）。
- 開けた扉は閉める。
- 排泄行為など、ゲームの進行に支障をきたすトラブルが起きた場合に限り、目隠しされた状態で賭郎メンバー同行の下、一時的に迷宮から脱出可能。

### ファラリスの雄牛【14 - 16巻】
羽山が借金で行き詰った者達を対象に、戯れとして開催していた死のギャンブル。
このギャンブルは羽山の特注した同名の火刑器具によって行われる。蘭子と滑骨が仮の立会人を務めた。
- 対戦相手にストップウォッチを渡し、相手の止めた時間を口頭で当てる時間当てゲーム。
- 時間は先手は最大で10分、後手は先手の時間プラス10分の間で設定する。作中は三人で行ったので三番手は二番手の時間にさらに10分足した時間の間で設定できる。
- 互いのプレイヤーの誤差時間は蓄積され、その時点で蓄積された時間の少ない者が「実行権」を得る。ただし「ピタリ」を出すことができれば蓄積量で負けていてもそのターンに限り「実行権」を得ることができる。
- 「実行権」を得たプレイヤーは蓄積された時間分だけ相手を前述の「ファラリスの雄牛」の中に閉じ込めて炙ることが出来る。
- なお、執行を繰り越すことも可能。また、1ターンで蓄積できる時間は10分が限度である。
- ギャンブル自体に明確な勝敗条件は示されておらず、続行可能者が1名になるまで行う。

### マキャベリストゲーム【17 - 19巻】
貘が報道番組「KY宣言」を利用して仕込んだギャンブルで、同番組の進行手順を決定するもの。同名のトランプゲームとは無関係。弥鱈立会人が立会いを務めた。
- 罪人（暴露された犯人）以外のすべてのゲストが強制参加となる。
- AからFまでのパネルと中指を立てたマーク（ズドン）があり、ズドンが止まっているパネルの事件の真相が暴かれる。
- パネルは上下2段に分かれており、ズドンが1回止まると被害者や事件の概要が説明され、もう1回止まると真相と犯人が暴露される。
- 暴かれるパネルは表向きは番組側の進行によって決められるが、実際は以下のルールに基づいて各ゲストがマキャベリカードを使ってズドンの位置を動かすことにより決まる。
  - 各ゲストは10枚のマキャベリカードを所持しており、テーブルの内部にカード投下口がある。
  - 動かせるのは一番カードの使用枚数が多かったゲストだけである。
  - 動かせる数は二番目に使用枚数が多かったカード数との差だけである。1位を除く全員が0枚使用時の場合、1位と2位の差は1位の枚数－0として計測される。
  - 端にきたズドンは逆方向に折り返し、一度開いたパネルには移動しない。
  - 1位が同数の場合はズドンは動かない。
- 後述のカードの機能によりテーブル内の穴を通ったカードのみ効果を発する。そのため、穴から出したカードを穴を通さず（構造上不可能であるが）に投下口内に落とした場合は無効となる。逆に何らかの方法でカードを入手した場合、最初に配られた10枚以上の使用が可能となる。カードの使用数は「1枚以上、上限なし」であり、使用しなかった場合は自動的に1枚使用したものとみなされ、使用可能カード枚数が1枚分無効となる。
- なお、カードは個別認識可能な非接触型ICカードであり、ICチップや導線を損傷することでその機能は失われ、投下しても1枚としてカウントされなくなる。
- マキャベリズムの名の通り、このゲームの重要な要素は目的のため手段は選ばないことで、その点を貘は公言しており、買収による使用カードの操作、カードの譲渡・破壊から、プレイヤー外の協力や妨害、番組放映の停止、暴力行為によるカードの奪取（これは賭郎が認めておらず、制止が行われる）などが行われた。

### 業の櫓【19 - 24巻】
貘と捨隈が搦手と500億円を賭けて勝負するにあたり、賭郎側が用意したギャンブル。
貘、マルコと捨隈、雹吾が勝負を行った。夜行妃古壱と切間撻器が立会いを務めた。賭郎が一応の乱入防止をしているものの、乱入と暴力行為は「有り」。
- 舞台となった帝国タワーの最上階に設置された入力端末に正しいパスワードを入力し、口座の権利を確保すると勝利となる。
- ゲーム開始前、賭郎が双方のプレイヤーに10個の珠が入った箱から好きな数の珠を取らせ、お互いのプレイヤーの取った珠の合計（理論上、2 - 20のいずれか）をパスワードに設定する。
- 入力は網膜認証の後許可される。端末入力のチャンスは一人1回までで、3回失敗するとパスワードは無効化されて賭郎はその時点で撤収、賭けられた搦手と500億円は賭郎の総取りとなる。
- 1階にはパスワードの絞り込みを行うための施設として「血の教誨師ドティの部屋」が用意される。（詳細は後述）
- 暴力行為は1階、および電波送信機室では禁止。それ以外の場では可。
- 入力端末に対してのパスワード入力以外の行為（破壊・奪取など）は厳禁であり、行った場合は負けとなる。

#### 血の教誨師ドティの部屋
業の櫓のパスワード絞り込みのために用意された、補助的なギャンブル施設。
- この施設を利用する場合、事前に入場料としてお互いのプレイヤーから血液600mlが採取される。
- 利用するプレイヤーは相手プレイヤーの血が入った輸血装置を装着された上で左右の入り口からそれぞれ入場し、中央の仕切り越しに向かい合って相手の珠の数を予想し、正解のパスワードと思われる数字を答える。
- 回答はターン制で、先攻（ジャンケンで決める）の答えが不正解だった場合、回答権が後攻に移る。後攻も不正解だった場合はターン終了となり、双方ともにペナルティ無しで解放される。
- ターン数はプレイヤー同士で決める。ターン中は扉がロックされ、内部の情報は賭郎立会人以外にはわからない。
- 正解を言い当てるとその時点で勝者側の部屋のロックは解除され、パスワード入力に行くことが可能になる。一方敗者は相手の業を背負うべく相手の血液を600ml体内に注入され、それが終わるまで部屋から出られない。
- 回答のために与えられる時間は各10分であり、それを超えた場合輸血装置から相手の血液が100ml体内に注入される。
- 輸血装置を勝手に外す、自分の所持している珠の数ではありえない合計を答えるなどの行為は禁止。破った場合はその時点で負けとなる。
- このゲームでの勝敗は本来の勝負には加味されず、あくまで勝者は入力端末に正解のパスワードを入力した者である。

なお、賭郎によればこの勝負において対峙した両者が同じ血液型だったことや、相手プレイヤーの血を注入されて生き残った例は無いという。

### コインの幅寄せゲーム【25 - 26巻】
蜂名（切間創一）を「カジノの取立人」と勘違いした城道が、彼を追い払うために提案したゲーム。
- 上段10マスと下段5マスの両端にコインを置き、対戦者が好きなだけ交互に動かす。上段と下段は同時には動かせない。
- 自分のコインが両方動かせなくなった方が負け。

以下、追加ルール
- コインを自由に動かせる→選んだコーヒーフレッシュの容器裏側の番号と同じ数に変更（2桁の場合、たとえば21は2か1を選べるようにどちらかを選べる）。
- マス目の数よりも大きい数字を引いた場合、前か後ろに1マスだけ動かせる。
- 使用したフレッシュはまとめてプールされていき、敗者は使用されたフレッシュ全ての番号の和×1万円を支払う（途中から、蜂名の提案で掛け算に変わった）。
- サイコロとして使えるのは、基本的に使用前のフレッシュのみ。すなわち、一度使ったものを再度使用することは出来ない（空と使用前のフレッシュを組み合わせたものも無効で、その場合は使用前の番号のみ活かされる）。

本来は上記の予定で城道が持ちかけたものだが、途中から主導権は蜂名に握られてしまい、逆に城道が絡んでいる機密漏洩の暴露、および洗浄資金の残りを懸けたゲームに変わってしまった。

### バトルシップ【27 - 29巻】
レーシィ船長一派に捕らわれた梶たちが解放を賭けて行うことになったもの。
大船とレーシィが勝負を行い、最上立会人が立会いを務めた。
- 10×10の枠の中に戦艦（4マス）1隻・巡洋艦（3マス）2隻・駆逐艦（2マス）4隻・潜水艦（1マス）2隻の計9隻・20マス分を自由に配置（斜めはできない）し、互いに潰し合っていく。
- どこを攻撃するかを指定し、命中なら続けて攻撃（その際、船の種類が明らかにされる）、外れたら相手のターンになる。
- マス目内に構成されている船に攻撃が命中すれば撃沈となる。
- 1回のターンで2隻以上を連続して撃沈するとアイテム「一斉射撃」を獲得する（2隻なら1回、3隻なら2回…）。
- 一斉射撃を使うと同時に5マスを攻撃できる。その場合、どれが命中したかは明かされない。
- 一斉射撃は複数持っていればまとめて一度に使うことも可能。

- 勝負に使用するシステムやルールはすべてレーシィ船長の説明に完全に沿ったものとなっている。
- 勝負はブリッジ内で行われ、プレイヤーに対する暴力は一切禁止となっているが、それ以外は賭郎は一切関与しないため外側では何をしても良い。

### プロトポロス【30 - 43巻】
卍によって決められた勝負の舞台。12月7日から12月31日の間、4人ずつ協力者を従え、タイムリミットが来た時点で皇帝（カイザー）となっているものが勝者。貘・ラロともに（命も含む）「全て」を賭け、勝てば屋形越えの権利を得る。
進行は弥鱈。参加者と初期立会人は、貘＝ヰ近、梶＝門倉、マルコ＝？？？、ハル＝真鍋、伽羅＝三鷹、ラロ＝南方、ロバートK＝銅寺、フロイド＝間紙、梟＝紫音、ジョンリョ＝番代。さらに亜面と能輪美年が参加し、夜行も追加された。
弥鱈や真鍋などごく一部を除けば、立会人達は零號の夜行ですら「ハル＝創一」であることを知らされておらず、各々が対面時に度肝を抜かれることになった。

#### プロトポロス内で登場するギャンブル
四神包囲（しじんほうい）【31 - 32巻】
提案はヰ近立会人。
あっち向いてホイをベースにしている。1人が親でそれ以外が子となる。子は賭け金を書いた紙を立会人に渡し、総額が親の所持金を超えないように調整する。そして賭け金の多い順に階段に上から立つ（子はこの時点から一切会話できない）。立会人の合図とともに親と子がそれぞれ4方向のどれかを向く。1ゲームは3ターンで構成されていて、親・子共に3ターンとも全て違う方向を指さなければならない。3ターンのうち1回でも親と同じ方向を向いたら子の負け、3ターンとも親と違う方向を向けば子の勝ち。親は「やめたい」と意思表示をして全ての子が承諾すれば降りられる。ただし、1ゲームで全ての子に負けたり、所持金が枯渇した場合は強制的に交替となる。立会人は総額1000ビオスを所持していて、参加者は200ビオスを借りることが出来る。ただし返済できない場合「命で賄ってもらう」と立会人は告げている。
アンタッチャブルライン【32 - 33巻】
闘技場の中で行われる裏の興業。借金を背負い奴隷から転落したアンタッチャブルが這い上がるための唯一のチャンスといわれている。闘技場に数名のアンタッチャブルと、その2倍の人数のハンターが投入され、制限時間10分以内にハンターの攻撃から逃げつつ100秒間のノルマを消化するのが目的。対するハンターはグローブや防具で完全武装していて、一発でも多くアンタッチャブルを殴るのが目的（最も多くアンタッチャブルを殴ったハンターには賞金と経験値が与えられる）。アンタッチャブルのノルマは立っている間だけ消化できる。安全地帯（これを「アンタッチャブルライン」と呼ぶ）に入っている（一度に10秒間までしかいられず、1人しか入れない。また同じ所を続けて利用することはできない。これらに違反すると電気ショックの罰が下される）時と、手や尻を地面につけている間、カウンターは止まっている。カウンターが0になるまで持ちこたえたら、そのアンタッチャブルは闘技場で行うメインイベントに参加する資格を得る。そして観客たちは「100秒を達成するアンタッチャブルは誰か？あるいは、最もアンタッチャブルを仕留めるハンターは誰か？」について賭けを行う。
矛盾遊戯【34巻】
たたいて・かぶって・ジャンケンポンをベースとした勝負。ピストル・テーザー銃（バネ式で端子が飛び出る）・日本刀といった3種類の武器と合金・木・ゴムといった異なる素材でできた3種類の盾を使う。一方が武器を選択し、もう一方が盾を選択する（1ラウンドごとに交代）。3ラウンドを1セットとしていて、同じセット内で既に選ばれたものは選べない。使用する武器と盾は破損しても新たな物に取り替えられることは無い。次に両者が攻撃権を賭け、ビオスで入札をする（借金は確実な担保が用意されない限り不可）。より提示が多かった方が攻撃権を落札。布がまくられた瞬間に初めて自分が攻撃か防御かを知る。攻撃側に与えられた制限時間は2秒間。防御側は盾や身体で攻撃を受けなければならない。「白線から出る」「しゃがむ」「武器を奪う」などの行為は禁止となっていて、これらを行うと反則負けになる。攻撃側、防御側両方とも必ずしも武器と盾を手にとらなくともよい。
梶とフロイドが勝負を行い、門倉と間紙が立会いを務めた。
毒孕薬奪（どくほうやくだつ）【36巻】
20分で溶けだす猛毒が入ったカプセルを戦う者同士が飲み、1つしかない解毒剤を奪い合う。
解毒剤は服用してから効果が出るまでに15分かかるため、実質5分以内に解毒剤を飲まなければ死に至る。どちらかが必ず死亡する勝負。
伽羅とジョンリョ、三鷹と番代（號奪戦を兼ねる）が勝負を行った。
ハンド・チョッパー【36巻】
互いに両手の指を1本ずつ立てた状態からスタート。先手から交互にどちらかの手の指をタッチする。された方はしてきた手の立っている指の本数をプラスして立てる。その手の指を全て開ききったらその手は使用不能になる。両手とも開ききり、使用不能になったら負け。持ち時間は通しで5分（本来は1手番につき5秒）あり、使い切った時点で負け。また、指を立てる本数を間違えても負け。
貘とテイパー王ネロネロが王の座を賭けて勝負を行い、夜行が立会いを務めた。
エア・ポーカー【39 - 43巻】
パノプティコン監獄の監視塔にて行われた最終決戦。水没した1階で足枷に繋がれた貘とラロが勝負を行い、2階のハルと梟がそれに協力する形で行われる。立会とゲームの提案は紫音と真鍋。
1階のプレイヤーは、空気ボンベも兼ねた25枚ずつのチップ（エア）を渡され、配られた5枚のカードのうち1枚を場にオープン、その後クローズド・ポーカーに準じた方法でベットを行いチップを賭ける。参加料は1回戦が1エアでその後1エアずつ増えていく。ベットタイムは30秒、一度にレイズできる枚数は場に出ているチップ総数の半分までで、時間がきたらそれ以上レイズできない。また一度呼吸用に使ったエアをチップとして賭けることはできない。最大5回戦まで行われる。
カードは通常のトランプではなく数字だけを刻印された金属板で、その数字を基に2階のハルと梟が、ジョーカーを除いた1セットのトランプの中から100秒以内に、提示された数字とカード5枚の合計数が一致するようにポーカーの役を作って互いに提示、その役の強弱を競う。貘の数字はハルのみ、ラロの数字は梟のみに伝えられ、ラウンドの決着がついた後で相手の役と使用カードを知らされる。一度使ったカードはその後の勝負で使うことができず、回を重ねる毎に使えるカードは減ってゆき、さらに役作りや計算にトランプは使えず全て頭の中で行わなければいけないため、ゲームの難易度は極めて高い。1階のプレイヤーに役作りのルールや2階のプレイヤーの存在は知らされていないが、気付けば考える要素が激増、思考に酸素を大きく費やさされてしまうため、気付けば有利とは限らない。
2階の役作りは「100秒を過ぎる」「合計数を間違える」「前のラウンドまでに使われたカードを再び使う」とミスになる。但しミスは即敗北ではなく、相手も同時にミスしていたら再度役作りのために100秒が与えられる。勝負の時、互いが選んだカードが1枚以上重複していた場合は「天災」が発動、その状態で負けた1階側のプレイヤーは、その勝負で奪われたエアと同数の残りエアをさらに失う。
1階はどちらかのエアが尽き溺死した時点で決着となるが、外からでは溺死の判断が難しいため、意識を失うなどして体が椅子を10秒離れた時点で敗北決定とし、勝者は足枷の鍵を渡され空気のある天井まで浮かぶことができるようになり、敗者はそのまま水中に放置される。2階においては1回戦ごとに敗者にペナルティが課され、「ビッチ・ペイン」（売女の痛み）と呼ばれる装置によって体を傷つけることなく死に至る苦痛のみを与えられる。八つ裂き・火あぶり・串刺し・銃殺・水責めの5種類の死痛は、紫音・真鍋をして「自発的に二度受け入れることは不可能」と言わしめる。
「エア・ポーカー」というゲーム名は、1階では呼吸のための空気を賭け合い、2階では実物のトランプを持たずにポーカーを行うというダブルミーニングになっている。

### ハンカチ落とし【44 - 49巻】
貘と切間による「屋形越え」の種目。ハンカチを落とす方を「ドロップ側」振り向いてハンカチが落ちたのを確認する方を「チェック側」とし、交互に担当していく。進行には時報を利用する。1ターンは1分間とし、ドロップ側は必ずその時間内に落とさなければならず、チェック側は必ず一度だけ振り向かなければならない。ドロップ側がハンカチを落とした瞬間からチェック側の「座視の際」がスタート、容器の中蓋が開きシリンダーに「臨死薬」が溜まっていく。振り向いてハンカチが落ちていればチェック成功となり中蓋が閉じるが逆に落ちていなければ「ペナルティ」が発動。「その時点で溜まっている臨死薬＋1分間で溜まる量」をその場で注射（シリンダーに臨死薬が5分間分溜まった場合も即注射）される。そして脈拍が止まったのを確認してから「臨死」がスタート。ペナルティ秒数を消化したら臨死薬と対になる成分の「蘇生薬」を注射した上で15回限定の心臓マッサージ（約10秒間ほど）を行い、それで蘇生できたらゲーム続行、できなければ勝負あり。

## 嘘喰いと賭郎立会人
本編完結した後の2022年の映画版公開に合わせて、『週刊ヤングジャンプ』2021年45号から52号まで『嘘喰い -立会人 夜行妃古壱-』のタイトルで全8話の特別編として連載された。単行本は『嘘喰いと賭郎立会人』と題して2022年2月に刊行された。

### あらすじ（嘘喰いと賭郎立会人）
本編の完結時点より少し前。お屋形様に就任した直後の貘は、全立会人との面談を行うことを決め、最初の相手として夜行妃古壱を呼び出す。夜行が立会人になった動機の話から、なりゆきで彼が最初に立ち会った賭郎勝負の話をすることになり、最終的にどちらが勝ったか、貘が予想する賭けに発展する。
時はオイルショックで騒がれていた時代。若き夜行は玩具のヒットメーカーで億万長者の火羅口と、金を欲する青年・丸子橋の勝負に立ち会うこととなった。勝負内容は火羅口が制作した「カンダタ危機一髪」というゲームであり、挑戦者は大金を得られる代わりに不自由時間が蓄積するという風変わりなものであった。その正体は、獲得した現金の重さに応じて、不自由時間の間に首を吊られるという殺人ゲームであり、能力がないのに大金を欲しがる者を目の前で殺害したいという火羅口の狂った欲望を発散するためのものであった。
貘は挑戦者・丸子橋に自分をトレースして、夜行の話からゲームの正体や結末を推測していく。一方、夜行には火羅口の賭郎勝負に参加したかった真の目的があったが、最初の立会いを通して、その奥深さを知ることになる。

### 登場人物（嘘喰いと賭郎立会人）
丸子橋 龍（まるこばし りゅう）
「カンダタ危機一髪」の挑戦者。
ややオドオドとした青年。一攫千金を夢見て火羅口の主催するギャンブルに参加する。頼りなさげに見えるものの、火羅口が晴眼者であることを見抜き勝負条件に「嘘の禁止」を盛り込ませたり、初期所持金の額を偽るなど、抜け目ない様子もみせる。
火羅口 赤男（ひらぐち あかお）
「カンダタ危機一髪」の主催者。
頬が痩せこけた中年男性。若くして玩具メーカーを起業した実業家で、数々のヒット作とともにオイルショック時の先物相場で巨万の富を得る。自分の能力の高さを誇ると同時に、無能な者が不釣り合いな大金を欲することに激怒し、欲深い者（無能なギャンブラー）が死ぬ殺人ゲームを企画している。ゲーム・メーカー「レッド・マン」の異名をとり、ハングマンなど、様々なゲームを賭郎に提供した人物。
登場時は過去の賭郎勝負の取り立てによって盲目になったとされていたが、実際には目が見えており、丸子橋との勝負前にそれを見抜かれ、自身は目隠しして勝負を行うこととなる。
陀利（だり）
人身売買を行う人屋。通称「"人刺し中指"の陀利」。
ナマズの髭のような特徴的なカイゼル髭の初老の男。異名通り、中指を立てて、人の急所である人中（口と鼻の間の場所）に差し込み、相手の身動きを奪うという手練れ。人屋として火羅口を顧客に持ち、彼が作るゲームの実験用の人間を提供している。

## 読切、おまけ漫画など

### 読切短編
異形賭博者 嘘喰い（いぎょうとばくしゃ うそくい）
連載開始（2006年24号）の約半年前、週刊ヤングジャンプ2005年48号に掲載された32ページの読み切り作品。「嘘喰い」と呼ばれる男と鞍馬蘭子の駆け引きが描かれる。この読み切り版では「嘘喰い」の読みは「うそくい」である。主人公である「嘘喰い」の名字・名前は出てこない。
単行本12巻-15巻の4冊に分割収録されている（12巻に3ページ、13巻に10ページ、14巻に10ページ、15巻に9ページ）。
嘘喰い特別編 夜行さん
月刊ヤングジャンプ2009年7月号に掲載された19ページの読切短編。単行本25巻に「特別読切 夜行さん」として収録。主人公は夜行妃古壱。
刃牙D区（バキ デンジャラスゾーン）
週刊少年チャンピオン2016年46号に掲載された、グラップラー刃牙25周年を記念しての寄稿短編。全18ページ。単行本未収録。
愚地克己とジャック・ハンマーの試合で花山薫と範馬勇次郎が賭けを行い、夜行妃古壱が立会う。

### おまけ漫画
単行本巻末のおまけ漫画。簡略化されたラフネームで描かれている。「嘘喰い外伝 取り立て人夜行妃古壱」および「嘘喰い外伝 密葬課」は夜行たち取り立て人や密葬課の日常編で、殺伐とした本編に比べてコミカルさが強調されている。
嘘喰い外伝 取り立て人夜行妃古壱
2巻-11巻、16巻-24巻、26巻、28巻、29巻、38巻に収録。全23回。基本的に各巻3ページ（4巻のみ2ページ）。
嘘喰い外伝 密葬課
31巻-33巻、36巻、37巻に収録。全5回。各巻3ページ。
嘘喰い外伝 TP物語（ところプラスものがたり）
作者の迫稔雄が総合格闘家の所英男と偶然出会い、所が運営する格闘技ジム・所プラスでボクシングを始め、試合などにも臨んでいく実体験を漫画化したもの。タイトルに「嘘喰い外伝」とあるものの、『嘘喰い』の作者の物語であり、『嘘喰い』のキャラクターは登場しない。
40巻-42巻、44巻-47巻に収録。全7回。各巻3ページ。

### その他の巻末おまけ漫画・イラスト
- 4巻「アタック!SAKO師匠!」（1ページ） - アシスタントによる、作者の迫稔雄の日常を描いた4コマ漫画。
- 27巻「sako toshio illustration gallery」（3ページ） - 『ジョジョの奇妙な冒険』のキャラクター・空条承太郎の格好をした斑目貘のイラストなど。
- 30巻「『嘘喰い』30巻突破記念!! 嘘喰い×JOJO ドリームコラボ!!」 - 『ジョジョの奇妙な冒険』の作者・荒木飛呂彦が斑目貘のイラストとコメントを寄せており、迫稔雄が空条承太郎のイラストを描いている。荒木と迫の関係については、「迫稔雄が師と仰ぐ荒木飛呂彦」と説明されている。
- 35巻 - アシスタント5人がそれぞれ、作者・仕事現場の日常を4コマで描いている。
- 43巻 - 荒木飛呂彦と『キングダム』の作者の原泰久からの、連載10周年に対するお祝いイラストおよびコメントを収録（『キングダム』は週刊ヤングジャンプで『嘘喰い』と同年に連載開始）。2人とも自身の画風で斑目貘を描いている。イラスト・コメントの初出は週刊ヤングジャンプ2016年24号。

## 書誌情報
31巻-43巻（プロトポロス編）の間装丁が一新され（「PROTOPOROS」表記とローマ数字でカウント）、44巻-49巻（屋形越え編）まで再度装丁が一新された（「Climax」表記とローマ数字でカウント）。
- 迫稔雄 『嘘喰い』 集英社〈ヤングジャンプ・コミックス〉、全49巻
  1. 2006年9月24日発行（9月19日発売[集 1]）、ISBN 4-08-877146-X
  2. 2006年12月24日発行（12月19日発売[集 2]）、ISBN 4-08-877186-9
  3. 2007年3月24日発行（3月19日発売[集 3]）、ISBN 978-4-08-877229-5
  4. 2007年6月24日発行（6月19日発売[集 4]）、ISBN 978-4-08-877280-6
  5. 2007年9月24日発行（9月19日発売[集 5]）、ISBN 978-4-08-877320-9
  6. 2007年12月24日発行（12月19日発売[集 6]）、ISBN 978-4-08-877362-9
  7. 2008年3月24日発行（3月19日発売[集 7]）、ISBN 978-4-08-877410-7
  8. 2008年6月24日発行（6月19日発売[集 8]）、ISBN 978-4-08-877463-3
  9. 2008年9月24日発行（9月19日発売[集 9]）、ISBN 978-4-08-877505-0
  10. 2008年12月24日発行（12月19日発売[集 10]）、ISBN 978-4-08-877570-8
  11. 2009年3月24日発行（3月19日発売[集 11]）、ISBN 978-4-08-877616-3
  12. 2009年6月24日発行（6月19日発売[集 12]）、ISBN 978-4-08-877667-5
  13. 2009年9月23日発行（9月18日発売[集 13]）、ISBN 978-4-08-877717-7
  14. 2009年12月23日発行（12月18日発売[集 14]）、ISBN 978-4-08-877776-4
  15. 2009年12月23日発行（12月18日発売[集 15]）、ISBN 978-4-08-877801-3
  16. 2010年3月24日発行（3月19日発売[集 16]）、ISBN 978-4-08-877827-3
  17. 2010年6月23日発行（6月18日発売[集 17]）、ISBN 978-4-08-877876-1
  18. 2010年9月22日発行（9月17日発売[集 18]）、ISBN 978-4-08-879027-5
  19. 2010年12月22日発行（12月17日発売[集 19]）、ISBN 978-4-08-879079-4
  20. 2011年3月23日発行（3月18日発売[集 20]）、ISBN 978-4-08-879115-9
  21. 2011年6月22日発行（6月17日発売[集 21]）、ISBN 978-4-08-879158-6
  22. 2011年9月21日発行（9月16日発売[集 22]）、ISBN 978-4-08-879202-6
  23. 2011年12月24日発行（12月19日発売[集 23]）、ISBN 978-4-08-879241-5
  24. 2012年3月24日発行（3月19日発売[集 24]）、ISBN 978-4-08-879290-3
  25. 2012年6月24日発行（6月19日発売[集 25]）、ISBN 978-4-08-879351-1
  26. 2012年10月24日発行（10月19日発売[集 26]）、ISBN 978-4-08-879441-9
  27. 2012年11月24日発行（11月19日発売[集 27]）、ISBN 978-4-08-879462-4
  28. 2013年2月24日発行（2月19日発売[集 28]）、ISBN 978-4-08-879520-1
  29. 2013年5月22日発行（5月17日発売[集 29]）、ISBN 978-4-08-879559-1
  30. 2013年8月24日発行（8月19日発売[集 30]）、ISBN 978-4-08-879628-4
  31. 「PROTOPOROS I」2013年11月24日発行（11月19日発売[集 31]）、ISBN 978-4-08-879682-6
  32. 「PROTOPOROS II」2014年2月24日発行（2月19日発売[集 32]）、ISBN 978-4-08-879750-2
  33. 「PROTOPOROS III」2014年5月24日発行（5月19日発売[集 33]）、ISBN 978-4-08-879846-2
  34. 「PROTOPOROS IV」2014年8月25日発行（8月20日発売[集 34]）、ISBN 978-4-08-879886-8
  35. 「PROTOPOROS V」2014年11月24日発行（11月19日発売[集 35]）、ISBN 978-4-08-890074-2
  36. 「PROTOPOROS VI」2015年2月24日発行（2月19日発売[集 36]）、ISBN 978-4-08-890115-2
  37. 「PROTOPOROS VII」2015年5月24日発行（5月19日発売[集 37]）、ISBN 978-4-08-890152-7
  38. 「PROTOPOROS VIII」2015年5月24日発行（5月19日発売[集 38]）、ISBN 978-4-08-890194-7
  39. 「PROTOPOROS IX」2015年9月23日発行（9月18日発売[集 39]）、ISBN 978-4-08-890252-4
  40. 「PROTOPOROS X」2015年12月23日発行（12月18日発売[集 40]）、ISBN 978-4-08-890320-0
  41. 「PROTOPOROS XI」2016年3月23日発行（3月18日発売[集 41]）、ISBN 978-4-08-890373-6
  42. 「PROTOPOROS XII」2016年5月24日発行（5月19日発売[集 42]）、ISBN 978-4-08-890430-6
  43. 「PROTOPOROS XIII」2016年8月24日発行（8月19日発売[集 43]）、ISBN 978-4-08-890481-8
  44. 「Climax I」2016年11月23日発行（11月18日発売[集 44]）、ISBN 978-4-08-890520-4
  45. 「Climax II」2017年2月22日発行（2月17日発売[集 45]）、ISBN 978-4-08-890592-1
  46. 「Climax III」2017年5月24日発行（5月19日発売[集 46]）、ISBN 978-4-08-890645-4
  47. 「Climax IV」2017年8月23日発行（8月18日発売[集 47]）、ISBN 978-4-08-890728-4
  48. 「Climax V」2017年11月22日発行（11月17日発売[集 48]）、ISBN 978-4-08-890788-8
  49. 「Climax VI」2018年2月24日発行（2月19日発売[集 49]）、ISBN 978-4-08-890856-4
- 迫稔雄 『嘘喰いと賭郎立会人』 集英社〈ヤングジャンプ・コミックス〉、2022年2月4日発売[集 50]、ISBN 978-4-08-892211-9

## ラジオドラマ（VOMIC）
集英社が運営するヴォイスコミックステーションサイト「VOMIC」にてラジオドラマ化、2010年11月11日から24日まで全4回で順次公開され配信中である。

## OAD
2012年10月19日に発売の単行本26巻の限定版に付属された。人気の高いエピソードである「廃坑のテロリスト編」がアニメ化されている。

### スタッフ
- 監督 - 富沢和雄[3]
- 制作協力 - Softgarage

## 実写映画
2022年2月11日に公開された。監督は中田秀夫、主演は横浜流星。
同日には映画版の数日後を描いたdTVオリジナルドラマ『嘘喰い 鞍馬蘭子篇／梶隆臣篇』（全4話）が配信された。

### スタッフ（実写映画）
- 原作：迫稔雄『嘘喰い』（集英社ヤングジャンプ コミックス刊）[5]
- 監督：中田秀夫[5]
- 脚本：江良至、大石哲也
- 音楽：fox capture plan
- 主題歌：B'z「リヴ」（VERMILLION RECORDS）[23]
- 製作：高橋雅美、池田宏之、勝股英夫、今野義雄、瓶子吉久、渡辺章仁、森川真行
- エグゼクティブプロデューサー：濱名一哉
- プロデューサー：森川真行
- アソシエイトプロデューサー：坂井清子、石塚清和、渡邉義行、庄島智之
- 撮影：今井孝博
- 照明：木村匡博
- 録音：加藤大和
- 美術：塚本周作
- 装飾：神戸信次
- 衣装：加藤哲也
- ヘアメイク：外丸愛
- 編集：青野直子
- スクリプター：杉原奈々子
- 助監督：佐伯竜一
- 制作担当：篠宮隆浩
- ラインプロデューサー：杉原奈実
- 音響効果：大河原将
- VFXプロデューサー：浅野秀二
- 制作プロダクション：ファインエンターテイメント
- 製作幹事・配給：ワーナー・ブラザース映画[5]
- 製作：映画「嘘喰い」製作委員会（ワーナー・ブラザース映画、エイベックス・ピクチャーズ、乃木坂46合同会社、集英社、ローソンエンタテインメント、ファインエンターテイメント）